# Chiến dịch Lublin–Brest
Chiến dịch Lyublin–Brest hay Chiến dịch Lublin-Brest là một chiến dịch quân sự diễn ra trong Chiến tranh Xô-Đức do Hồng quân Liên Xô tổ chức nhằm tiếp tục tấn công vào Cụm tập đoàn quân Trung tâm (tái lập) của quân đội Đức Quốc xã. Chiến dịch này là một phần của chuỗi chiến dịch giải phóng Byelorussia mang mật danh "Bagration", kéo dài từ ngày 18 tháng 7 đến 2 tháng 10 năm 1944. Tham gia chiến dịch là Phương diện quân Byelorussia 1 do Nguyên soái K. K. Rokossovsky chỉ huy. Đối đầu với phương diện quân là phần lớn Cụm Tập đoàn quân Trung tâm và một số quân đoàn trên cánh Bắc của Cụm Tập đoàn quân Bắc Ukraina. Chiến dịch Lublin-Brest là một thắng lợi lớn của quân đội Liên Xô khi họ đã hoàn toàn quét sạch quân Đức khỏi miền tây nam Byelorussia và giải phóng một phần lãnh thổ Đông Ba Lan, thiết lập một số bàn đạp vượt sông trên bờ Tây sông Wisla và áp sát thủ đô Warszawa của Ba Lan.
Trong thời gian diễn ra chiến dịch, ngày 21 tháng 7 năm 1944, tại thành phố Khelm vừa được quân đội Liên Xô giải phóng, những người yêu nước cánh tả Ba Lan đã bầu ra Ủy ban Giải phóng Dân tộc Ba Lan, có chức năng như một Chính phủ lâm thời Ba Lan. Tham gia Ủy ban này có các thành viên của Đảng Công nhân Ba Lan, Đảng Xã hội Ba Lan, Đảng Nông dân Ba Lan và Đảng Dân chủ Ba Lan. Từ ngày 27 tháng 7 năm 1944, Ủy ban Giải phóng Dân tộc Ba Lan bắt đầu các hoạt động quản lý hành chính nhà nước tại các vùng đất của Ba Lan được quân đội Liên Xô giải phóng.
Chiến dịch Lyublin-Brest diễn ra tại những hoàn cảnh chính trị - quân sự rất phức tạp vào những thời điểm nhạy cảm của các mối quan hệ quốc tế. Trong đó, đan xen quan hệ giữa các nước đồng minh với nhau khi quân đội Đồng minh chống phát xít ở mặt trận phía tây đang tiến hành chiến dịch Normandie, quan hệ giữa các nước đồng minh với Liên Xô và với các quốc gia Đông Âu.v.v... Trước, trong và sau chiến dịch đều có những biến cố chính trị, những sự kiện quân sự có liên quan. Trong đó có cuộc khởi nghĩa Warszawa và việc thành lập Ủy ban Giải phóng Dân tộc Ba Lan, những sự kiện này gây ra nhiều tranh cãi trong giới sử học của nhiều quốc gia cho tới ngày nay. Nguyên soái K. K. Rokossovsky đánh giá, đây là một trong những chiến dịch khó khăn và phức tạp nhất trong cuộc đời chỉ huy quân đội của ông.

## Bối cảnh
Tiến ra biên giới Liên Xô - Ba Lan, quân đội Liên Xô phải giải quyết nhiều vấn đề chính trị liên quan đến quân sự khá phức tạp. Tại các vùng đất giáp ranh giữa Byelorussya, Ukraina và Ba Lan còn tồn tại nhiều lực lượng vũ trang người địa phương thân Đức như các đội quân nổi dậy Ukraina (UPA) thuộc Phong trào quốc gia dân tộc Ukraina (OUN) do Stepan Bandera và Andrey Melnik cầm đầu. Mùa xuân năm 1943, các tình nguyện viên của tổ chức OUN đã tham gia Sư đoàn bộ binh 14 SS (Đức) với quân số hai trung đoàn và được người Đức đặt tên là Quân đội giải phóng Ukraina (UOA) theo mẫu hình của Sư đoàn ROA của A. A. Vlasov. Trong các năm 1943-1944, UPA và UOA đã gây ra nhiều vụ thảm sát đối với người Nga, người Ukraina và người Ba Lan với tổng số nạn nhân thiệt mạng lên đến 60.020 người; trong đó có những vụ bắn giết hàng nghìn người ở Lugansh, Ulanovo, Svatovo, Nizhni Ystriky, Novin và Volynsk. Hoạt động trên địa bàn Đông Nam và Đông Ba Lan còn có các toán quân của quân đội Krajova dưới sự chỉ đạo của chính phủ Ba Lan lưu vong tại London, các đội du kích Byelororussia và Ukraina (Liên Xô), các đội du kích thuộc các đảng phái cảnh tả Ba Lan và cả các toán phỉ tồn tại từ trước ngày 1 tháng 9 năm 1941.
Không đợi đến khi giải phóng Minsk, từ ngày 29 tháng 6 đến ngày 20 tháng 7, Phương diện quân Byelorussia 1 tiếp tục phát huy chiến quả của Chiến dịch Bobruysk bằng Chiến dịch Slutsk-Baranovichi. Chiến dịch đệm này đã đẩy cánh Bắc của Tập đoàn quân 2 (Đức) vào sâu trong đầm lầy Polesia. Từ ngày 7 đến ngày 17 tháng 7, Tập đoàn quân 61 và Giang đoàn Dniepr (Liên Xô) tổ chức tấn công dọc sông Pripyat sang phía tây, phá vỡ phòng tuyến Luninyet của quân Đức, đánh chiếm Pinsk ngày 14 tháng 7. Ngày 15 tháng 7, Tập đoàn quân 61 và Giang đoàn Dniepr tiếp tục tấn công bằng cả hai đường thủy bộ song song dọc theo kênh đào Dniepr - Bug và đến ngày 17 tháng 7 đã có mặt trước cửa ngõ Kobrin. Chỉ trong 12 ngày đêm, Phương diện quân Byelorussia 1 đã tiến về phía tây từ 150 đến 170 km. Khoảng cách giữa cánh phải và cánh trái của phương diện quân đã được thu hẹp lại còn trên 120 km.
Ngày 5 tháng 7, các tập đoàn quân xe tăng 2, cận vệ 8, 69 của Quân đội Liên Xô và Tập đoàn quân 1 của Quân đội nhân dân Ba Lan đã chiếm lại thành phố Kovel, hình thành một bàn đạp lợi hại để tấn công Lyublin. Tuy nhiên, trong trận đánh 6 tháng 7, Tập đoàn quân 47 của tướng N. I. Gusev đã bị thiệt hại nặng về xe tăng. Không chờ quân đội Liên Xô đột kích, chiều ngày 5 tháng 7, thống chế Walter Model lệnh cho quân Đức bỏ lại vùng đất thấp Kovel và rút về giữ tuyến phòng thủ Paradub (???) - Targovitse (???) đã được chuẩn bị sẵn các hỏa điểm chống tăng và xe tăng chôn âm dưới đất. Chiều ngày 5 tháng 7, trinh sát của Tập đoàn quân 47 lấy được tấm bản đồ của một sĩ quan chỉ huy thuộc Sư đoàn bộ binh 342 (Đức) bị giết. Trên tấm bản đồ có đánh dấu tuyến rút quân của quân Đức đến sông Tây Bug. Tướng N. I. Gusev cho rằng quân Đức đang tháo chạy và yêu cầu tướng F. N. Rutkin, chỉ huy trưởng Quân đoàn xe tăng 11 trực thuộc tập đoàn quân phải tấn công ngay mà không tiến hành các hoạt động trinh sát. Hai lữ đoàn xe tăng Liên Xô được triển khai đã hành động mò mẫm trên địa hình mới lạ. Vấp phải làn hỏa lực dày đặc của Sư đoàn xe tăng 5 SS "Wiking", các lữ đoàn xe tăng Liên Xô bị thiệt hại nặng. Sau trận đánh thất bại này, tướng F. N. Rutkin bị cách chức, tướng N. I. Gusev bị khiển trách.

## Binh lực và kế hoạch

### Quân đội Liên Xô

#### Binh lực
Phương diện quân Byelorussia 1 do Nguyên soái K. K. Rokossovsky làm tư lệnh, thượng tướng M. S. Malinin làm tham mưu trưởng, binh lực gồm có:
- Tập đoàn quân cận vệ 8 do thượng tướng V. I. Chuikov chỉ huy, thành phần gồm có:
  - Bộ binh: Các quân đoàn cận vệ 4, 28, 29. Tổng số 9 sư đoàn
  - Pháo binh: Lữ đoàn lựu pháo cận vệ 43, Trung đoàn Katyusha cận vệ 40, Trung đoàn pháo chống tăng cận vệ 266, Trung đoàn súng cối 141, Trung đoàn phòng không 878.
  - Thiết giáp: Các trung đoàn pháo tự hành 1061, 1087 và 1200
- Tập đoàn quân xe tăng 2 do trung tướng xe tăng S. I. Bogdanov (đến ngày 23 tháng 7) và thiếu tướng A. I. Radziyevskiy chỉ huy thành phần gồm có:
  - Thiết giáp:
    - Quân đoàn xe tăng 3 gồm các lữ đoàn xe tăng 50, 51, 103; Lữ đoàn cơ giới 57; các trung đoàn pháo tự hành 1107, 1219; Trung đoàn súng cối 234; Tiểu đoàn cơ giới 74; Tiểu đoàn súng phun lửa 728; Tiểu đoàn mô tô cận vệ 126; Trung đoàn phòng không 121
    - Quân đoàn xe tăng 16 gồm các lữ đoàn xe tăng 107, 109, 164; Lữ đoàn cơ giới 15; Trung đoàn xe tăng cận vệ 6; các trung đoàn pháo tự hành 1239, 1441; Trung đoàn súng cối 226; Tiểu đoàn cơ giới 51; Tiểu đoàn súng phun lửa 729; Tiểu đoàn mô tô cận vệ 89; Trung đoàn phòng không 1721
    - Các đơn vị độc lập: Lữ đoàn xe tăng cận vệ 11, Trung đoàn cơ giới 5, Tiểu đoàn cơ giới 87.

  - Pháo binh: Trung đoàn lựu pháo cận vệ 86.
- Tập đoàn quân 28 do trung tướng A. A. Luchinsky chỉ huy, thành phần gồm có:
  - Bộ binh: Quân đoàn cận vệ 3, các quân đoàn 20, 128. Tổng cộng 9 sư đoàn
  - Pháo binh: Lữ đoàn 3 Katyusha, Lữ đoàn 157 và trung đoàn 377 lựu pháo, trung đoàn 530 pháo chống tăng, Lữ đoàn 1 và các trung đoàn cận vệ 133, 316 súng cối, Sư đoàn 12 và trung đoàn 607 phòng không.
  - Thiết giáp: Các trung đoàn xe tăng 30 (cận vệ), 65, 166 và 516; Trung đoàn pháo tự hành chống tăng cận vệ 347; các trung đoàn pháo tự hành 881, 1416 và 1898.
- Tập đoàn quân 47 do trung tướng N. I. Gusev chỉ huy, thành phần gồm có:
  - Bộ binh: Các quân đoàn 77, 125, 129 và sư đoàn 328. Tổng cộng 10 sư đoàn.
  - Pháo binh: 1 lữ đoàn pháo nòng dài, 3 lữ đoàn lựu pháo, một lữ đoàn và 1 trung đoàn pháo chóng tăng, 1 lữ đoàn và 1 trung đoàn súng cối, 1 sư đoàn và 1 trung đoàn phòng không
  - Thiết giáp: 1 lữ đoàn và 2 trung đoàn xe tăng, 5 trung đoàn pháo tự hành.
- Tập đoàn quân 48 do P. L. Romanenko chỉ huy, thành phần gồm có:
  - Bộ binh: 3 quân đoàn với 9 sư đoàn.
  - Pháo binh: 1 lữ đoàn pháo nòng dài, 3 lữ đoàn lựu pháo, 1 trung đoàn pháo chống tăng, 1 trung đoàn súng cối.
  - Thiết giáp: 2 trung đoàn xe tăng, 4 trung đoàn pháo tự hành.
- Tập đoàn quân 61 do trung tướng P. A. Belov chỉ huy, thành phần gồm có:
  - Bộ binh: 2 quân đoàn và 2 sư đoàn. Tổng cộng 6 sư đoàn.
  - Pháo binh: 1 trung đoàn lựu pháo, 1 trung đoàn Katyusha, 1 trung đoàn pháo chống tăng, 1 trung đoàn súng cối và 1 trung đoàn phòng không.
  - Thiết giáp: 1 trung đoàn xe bọc thép.
- Tập đoàn quân 65 do trung tướng P. I. Batov chỉ huy, thành phần gồm có:
  - Bộ binh: 2 quân đoàn và 2 sư đoàn. Tổng cộng 8 sư đoàn và 1 lữ đoàn.
  - Pháo binh: 1 lữ đoàn pháo nòng dài, 4 lữ đoàn lựu pháo, 1 lữ đoàn và 1 trung đoàn và 1 trung đoàn pháo chống tăng, 2 trung đoàn súng cối, 1 sư đoàn và 1 trung đoàn phòng không.
  - Thiết giáp: 1 trung đoàn xe tăng, 4 trung đoàn pháo tự hành.
- Tập đoàn quân 69 do Trung tướng V. I. Kolpakchi chỉ huy, thành phần gồm có:
  - Bộ binh: 3 quân đoàn gồm 9 sư đoàn.
  - Pháo binh: 1 lữ đoàn lựu pháp, 3 lữ đoàn và 1 trung đoàn pháo chống tăng, 1 lữ đoàn và 1 trung đoàn súng cối, 1 sư đoàn và 1 trung đoàn phòng không.
  - Thiết giáp, 1 lữ đoàn và 3 trung đoàn pháo tự hành.
- Tập đoàn quân 70 do trung tướng P. I. Lyapin chỉ huy, thành phần gồm có:
  - Bộ binh: 5 sư đoàn
  - Pháo binh: 1 lữ đoàn lựu pháo, 1 trung đoàn pháo chống tăng, 1 rung đoàn súng cối, 1 trung đoàn phòng không.
- Tập đoàn quân Ba Lan 1 do thượng tướng Zygmunt Henryk Berling chỉ huy, thành phần gồm có:
  - Bộ binh: 5 sư đoàn và 1 lữ đoàn
  - Kỵ binh: 1 lữ đoàn
  - Pháo binh: 2 lữ đoàn pháo nòng dài, 2 lữ đoàn lựu pháo, 1 lữ đoàn pháo chống tăng, 1 trung đoàn súng cối, 1 sư đoàn phòng không.
  - Thiết giáp: 1 lữ đoàn xe tăng
  - Không quân: 1 trung đoàn tiêm kích và 1 trung đoàn ném bom.
- Tập đoàn quân không quân 6 do trung tướng không quân F. P. Polynin chỉ huy, thành phần gồm có:
  - Máy bay tiêm kích: Sư đoàn 36
  - Máy bay cường kích: Sư đoàn cận vệ 3
  - Máy bay ném bom: Sư đoàn 242 và các trung đoàn 72, 93.
- Tập đoàn quân không quân 11 do trung tướng không quân S. Kh. Rudenko chỉ huy, thành phần gồm có:
  - Máy bay tiêm kích: 5 sư đoàn.
  - Máy bay cường kích: 5 sư đoàn.
- Máy bay ném bom: 5 sư đoàn.

#### Kế hoạch
Trong thời gian đầu tháng 7, ngoài mục tiêu khai thác chiến quả và chuẩn bị cho các đợt tấn công kế tiếp, mũi tấn công của Phương diện quân Byelorussia 1 có mục đích lôi kéo sự chú ý của quân Đức vào khu vực này, đảm bảo thành công cho Chiến dịch Lvov-Sandomierz của Phương diện quân Ukraina 1 diễn ra vào ngày 13 tháng 7 năm 1944. Sau khi diễn biến tại hướng Lvov trở nên thuận lợi, Phương diện quân Byelorussia 1 bắt đầu tấn công mạnh sang phía tây.
Các hoạt động chính của quân đội Liên Xô trong Chiến dịch Lublin-Brest được thực hiện dựa theo một phần kế hoạch tấn công hai đầu của K. K. Rokotsovsky khi vạch kế hoạch hành động toàn bộ cho Phương diện quân Byelorussia 1 trong Chiến dịch Bagration nhưng có sửa đổi một số hướng tấn công trên cánh trái và cánh phải. Do binh lực của quân Đức trên tuyến Svisloch Pripyat đã mỏng đi nên K. K. Rokotsovsky chỉ để ba tập đoàn quân tấn công Brest. Các tập đoàn quân cánh phải nhanh chóng vọt tiến tới tuyến sông Narev. Ngược lại, binh lực quân Đức trên hướng Kovel dày đặc hơn lại có tuyến sông Tây Bug che chắn nên K. K. Rokossovsky sử dụng một lực lượng đến 6 tập đoàn quân, trong đó có Tập đoàn quân xe tăng 2 và Tập đoàn quân Ba Lan 1 để tấn công theo hướng Lyublin và sau đó, phát triển đến tuyến sông Vistula. Đại bản doanh yêu cầu K. K. Rokossovsky phải chiếm được Lyublin trước ngày 26 hoặc 27 tháng 7.
Tại cuộc họp của Đại bản doanh ngày 9 tháng 7 để xét duyệt các kế hoạch tấn công trong hè thu năm 1944 của quân đội Liên Xô trên hướng Tây. Tổng tư lệnh I. V. Stalin đặt ra ba nhiệm vụ trước mắt cho Phương diện quân Byelorussia 1:
1- Tiêu diệt quân Đức tại khu vực Lyublin - Brest
2- Cánh phải đánh chiếm Brest
3- Cánh trái mở rộng chính diện tiến ra sông Vistula, đánh chiếm các bàn đạp trên bờ Tây sông Vistula.
Sau đó, kế hoạch Chiến dịch Lublin-Brest sẽ nằm trong tổng thể một kế hoạch lớn hơn của các phương diện quân Byelorussia 1, 2 và 3 trên hướng Đông Ba Lan do Bộ Tổng tham mưu quân đội Liên Xô đang soạn thảo. Trong đó, Phương diện quân Byelorussia 1 có nhiệm vụ vượt sông Vistula và giải phóng Đông Ba Lan và tiến ra sông Ode. Phương diện quân Byelorussia 2 tấn công lên Danzig (Gdansk) chia cắt Đông Phổ với nước Đức. Phương diện quân Byelorussia 3 phối hợp với Phương diện quân Pribaltic 1 (sau khi hoàn thành việc giải phóng vùng Pribaltic) tập trung tấn công vào Đông Phổ.

### Quân đội Đức Quốc xã

#### Binh lực
Cánh phải của Cụm Tập đoàn quân Trung tâm do Thống chế Walter Model (đến 16 tháng 8 năm 1944) và Thượng tướng Georg-Hans Reinhardt:
- Tập đoàn quân 9 (tái lập) do thượng tướng xe tăng Nikolaus von Vormann chỉ huy. Biên chế từ tháng tháng 8 năm 1944 có:
  - Quân đoàn bộ binh 8 do trung tướng Gustav Höhne chỉ huy, thành phần gồm có:
    - Sư đoàn bộ binh 6 của trung tướng Otto-Hermann Brücker, gồm các trung đoàn bộ binh 18, 37, 58, các trung đoàn pháo binh 6 và 42, các tiểu đoàn pháo chống tăng, súng cối, cơ giới, trinh sát, công binh.
    - Sư đoàn bộ binh 45 (tái lập) của thiếu tướng Richard Daniel, gồm các trung đoàn bộ binh 130, 133, 135, Trung đoàn pháo binh 98, Trung đoàn pháo chống tăng 45, các tiểu đoàn súng cối, cơ giới, trinh sát, công binh.
    - Sư đoàn bộ binh 251 (tái lập) của thiếu tướng pháo binh Maximilian Felzmann, gồm các trung đoàn bộ binh 184, 448, 451, Trung đoàn pháo binh 251, các tiểu đoàn súng cối, cơ giới, trinh sát, công binh.

  - Quân đoàn xe tăng 4 SS do thiếu tướng SS Nikolaus Heilmann (đến ngày 28 tháng 7) và thiếu tướng SS Herbert Gille chỉ huy, thành phần gồm có:
    - Sư đoàn xe tăng 3 SS "Totenkopf" của tướng Hellmuth Becker, gồm các trung đoàn xe tăng SS "Totenkopf" (3 và 5), Trung đoàn cơ giới SS "Theodor Eicke", Trung đoàn pháo binh 3 SS, các tiểu đoàn pháo chống tăng, súng cối, trinh sát, công binh.
    - Sư đoàn xe tăng 5 SS "Wiking" của thiếu tướng SS Herbert Gille, gồm các trung đoàn xe tăng SS "Germania", "Nordland", "Westland", Trung đoàn cơ giới SS "Wiking", Trung đoàn pháo binh 5 SS, các tiểu đoàn pháo chống tăng, súng cối, trinh sát, công binh.

  - Quân đoàn xe tăng 41 do tướng Helmuth Weidling chỉ huy, thành phần gồm có:
    - Sư đoàn xe tăng "Hermann Göring" thứ nhất của trung tướng Wilhelm Schmalz, gồm 2 trung đoàn xe tăng (1 và 2), 1 lữ đoàn cơ giới, 1 trung đoàn pháo tự hành, 1 trung đoàn pháo xe kéo, các tiểu đoàn pháo chống tăng, trinh sát, công binh, thông tin; tất cả đều mang tên "Hermann Göring 1".
    - Sư đoàn xe tăng 19 của trung tướng Hans Källner, gồm 3 trung đoàn xe tăng (27, 73 và 74), Trung đoàn cơ giới 19, Trung đoàn pháo tự hành 272, Trung đoàn pháo binh 19, các tiểu đoàn pháo chống tăng, súng cối, trinh sát, công binh, thông tin, kỹ thuật.
    - Sư đoàn xe tăng 25 của thiếu tướng Oswin Grolig (đến ngày 18 tháng 8) và thiếu tướng Oskar Audörsch, gồm các trung đoàn xe tăng 9, 146, 147, Trung đoàn cơ giới 87, Trung đoàn pháo tự hành 91, Trung đoàn pháo binh 297, các tiểu đoàn pháo chống tăng, súng cối, trinh sát, công binh, thông tin, kỹ thuật.
    - Sư đoàn bộ binh 73 của tướng Fritz Franek (bị quân đội Liên Xô bắt ngày 29 tháng 7) và tướng Kurt Hähling, gồm các trung đoàn bộ binh 70, 170, 186, Trung đoàn pháo binh 173, Tiểu đoàn cơ giới 173, các tiểu đoàn pháo chống tăng, súng cối, trinh sát, thông tin.
    - Cụm tác chiến xe tăng von Saucken.

  - Trực thuộc Bộ tư lệnh tập đoàn quân:
    - Cụm tác chiến đặc nhiệm 225 Warshawa của thiếu tướng Werner Schartów.
    - Sư đoàn bộ binh 17 của tướng Richard Zimmer, gồm các trung đoàn bộ binh 21, 55, 95, Trung đoàn pháo binh 17, các tiểu đoàn súng cối, cơ giới, trinh sát, công binh.
    - Lữ đoàn xung kích dự bị 1132.
- Một phần Tập đoàn quân 4 (tái lập) do tướng Friedrich Hoßbach chỉ huy. Biên chế từ tháng 8 năm 1944 có:
  - Quân đoàn bộ binh 6 (tái lập) do trung tướng Horst Großmann chỉ huy, thành phần gồm có:
    - Sư đoàn bộ binh 50 của thiếu tướng Georg Haus, gồm các trung đoàn bộ binh 121, 122, 123, Trung đoàn pháo binh 150, Trung đoàn pháo chống tăng 50, các tiểu đoàn súng cối, cơ giới, trinh sát, công binh.
    - Sư đoàn bộ binh 286 của thiếu tướng Friedrich-Georg Eberhardt, gồm các trung đoàn bộ binh 926, 927, 931, Trung đoàn pháo binh 286, các tiểu đoàn pháo chống tăng, súng cối, cơ giới, trinh sát, công binh.

  - Một phần Quân đoàn bộ binh 27 (tái lập) do tướng Hellmuth Prieß chỉ huy, thành phần gồm có:
    - Sư đoàn bộ binh 131 (tái lập) của thiếu tướng dự bị Werner Schulze, gồm các trung đoàn bộ binh 431, 432, 434, Trung đoàn pháo binh 131, các tiểu đoàn pháo chống tăng, súng cối, cơ giới, trinh sát, công binh.
- Tập đoàn quân 2 do tướng Walter Weiss chỉ huy. Trong biên chế có:
  - Quân đoàn bộ binh 20 do trung tướng pháo binh Rudolf Freiherr von Roman chỉ huy. Trong biên chế có:
    - Sư đoàn bộ binh 35 (tái lập) của tướng Gustav Gihr, gồm các trung đoàn bộ binh 34, 109, 111, các trung đoàn pháo binh 35, 71, các tiểu đoàn pháo chống tăng, súng cối, cơ giới, trinh sát, công binh.
    - Sư đoàn bộ binh 542 (tái lập) của trung tướng Karl Löwrick, gồm các trung đoàn bộ binh 1076, 1077, 1078, Trung đoàn pháo binh 1542, các tiểu đoàn pháo chống tăng, súng cối, cơ giới, trinh sát, công binh.
    - Lữ đoàn xe tăng 104 của thiếu tướng Weidenbrück.
    - Lữ đoàn bộ binh 1131.

  - Quân đoàn bộ binh 23 do tướng Otto Tiemann chỉ huy, trong biên chế có:
    - Sư đoàn xe tăng 6 của thiếu tướng Hans-Otto von Bernuth, gồm các trung đoàn xe tăng 4, 11, 114, Trung đoàn pháo tự hành 76, Trung đoàn pháo binh 6, các tiểu đoàn pháo chống tăng, súng cối, cơ giới, trinh sát, công binh.
    - Sư đoàn bộ binh 211 của thiếu tướng Heinrich Eckhardt, gồm các trung đoàn bộ binh 306, 317, 356, Trung đoàn pháo binh 211, các tiểu đoàn pháo chống tăng, súng cối, cơ giới, trinh sát, công binh.
    - Sư đoàn bộ binh 292 (tái lập) của thiếu tướng Johannes Gittner, gồm các trung đoàn bộ binh 507, 508, 509, Trung đoàn pháo binh 292, các tiểu đoàn pháo chống tăng, súng cối, cơ giới, trinh sát, công binh.
    - Sư đoàn bộ binh 541 của trung tướng Wolf Hagemann, gồm các trung đoàn bộ binh 1973, 1074, 1075, Trung đoàn pháo binh 1541, các tiểu đoàn pháo chống tăng, súng cối, cơ giới, trinh sát, công binh.

  - Trực thuộc Bộ tư lệnh tập đoàn quân:
    - Lữ đoàn xe tăng 102 của tướng Zimmermann.
    - Sư đoàn kỵ binh 3 của thiếu tướng Peter von der Groeben gồm các trung đoàn kỵ binh 31, 32, Trung đoàn pháo tự hành 69, Trung đoàn pháo binh 869, các tiểu đoàn cơ giới, súng cối, công binh.

Cánh trái của Cụm Tập đoàn quân Bắc Ukraina do thượng tướng Josef Harpe chỉ huy. Thành phần tham gia chiến dịch gồm có:
- Một phần Tập đoàn quân xe tăng 4 do tướng Walther Nehring (đến ngày 5 tháng 8) và tướng Hermann Balck chỉ huy, thành phần tham gia chiến dịch gồm có:
  - Quân đoàn bộ binh 55 do tướng Friedrich Herrlein chỉ huy, thành phần gồm có:
    - Sư đoàn bộ binh 28 của tướng Gustav Heistermann von Ziehlberg gồm Trung đoàn cơ giới 28, các trung đoàn bộ binh 49, 83, Trung đoàn pháo binh 28, các tiểu đoàn pháo chống tăng, súng cối, cơ giới, trinh sát, công binh.
    - Sư đoàn bộ binh 203 của tướng Max Horn, gồm các trung đoàn bộ binh 507, 613, 618, Trung đoàn pháo binh 203, các tiểu đoàn pháo chống tăng, súng cối, cơ giới, trinh sát, công binh.
    - Sư đoàn bộ binh 562 của thiếu tướng Johannes-Oskar Brauer, gồm các trung đoàn bộ binh 1144, 1145, 1146, Trung đoàn pháo binh 1562, các tiểu đoàn pháo chống tăng, súng cối, cơ giới, trinh sát, công binh.

#### Kế hoạch
Do tốc độ tấn công quá nhanh của quân đội Liên Xô và tốc độ tăng viện cho mặt trận của Cụm tập đoàn quân Trung tâm (Đức) diễn ra chậm chạp và có phần bị động, thống chế Walter Model không hi vọng ngăn chặn được quân đội Liên Xô trên tuyến sông Tây Bug và vùng đầm lầy Polesya. Chiến tuyến mà quân đội Đức Quốc xã đặt nhiều niềm tin rằng họ có thể trụ lại được là tuyến sông Wisla và tuyến sông Narev trên biên giới Đông Phổ. Wisla là con sông lớn và sâu ở vùng Trung - Đông Âu, chia Ba Lan làm hai nửa. Dựa vào các tuyến đường sắt, đường bộ khá phát triển ở vùng tả ngạn con sông này, quân đội Đức có khả năng cơ động lực lượng từ phía bắc xuống và từ phía nam lên để chặn đứng quân đội Liên Xô. Tuy nhiên, việc xây dựng phòng tuyến này, trong đó có các cụm cứ điểm quan trọng ở Warszawa, Radom, Serotsk (???), Ruzhan (Rozan), Lomzha, Avgustov... và các tuyến phòng ngự thứ hai, thứ ba trong chiều sâu đến tuyến sông Oder cần có thời gian nhưng thời gian lại đang chống lại cả hai bên. Do đó, thống ché Walter Model đặt hi vọng vào các cụm phòng ngự mạnh ở Brest, Kobrin, Cheremkha (Czeremcha) ở phía bắc và Volodava (Wlodawa), Khelm (Chelm), Lyublin ở phía nam để hãm dà tấn công của quân Đội Liên Xô, giành thêm thời gia cho các lực lượng mạnh của quân Đức ở tuyến sau và các khu vực mặt trận khác được điều đến để xây dự hệ thống phòng thủ trên tuyến Vistula - Narev.
Trước và trong thời gian diễn ra chiến dịch, 12 sư đoàn Đức đã được điều động đến hướng Wisla - Narev, 15 sư đoàn Đức bại trận trong giai đoạn 1 và giai đoạn 2 của Chiến dịch Bagration được phục hồi bằng những tân binh sinh từ năm 1926 trở về trước. Lực lượng SS và lực lượng mặt đất của không quân Đức Quốc xã cũng tái trang bị và tổ chức mới nhiều đơn vị chiến đấu có sức mạnh đột kích cao, trong đó có các sư đoàn xe tăng SS "Đầu lâu" và "Wiking", các sư đoàn xe tăng mang tên "Hermann Göring". Tất cả đều được quân đội Đức Quốc xã dốc vào phòng tuyến Wisla - Narev.
Tuy nhiên, khi quân đội Liên Xô tiến đến gần biên giới Liên Xô - Ba Lan (1939) thì tình hình hậu phương trực tiếp cho mặt trận của quân đội Đức Quốc xã đã trở nên bất ổn. Các tổ chức chính trị quân sự thuộc nhiều đảng phái đều tăng cường các hoạt động phá hoại và chiến tranh du kích. Chính quyền chiếm đóng Đức tại Ba Lan đã tăng cường nhiều biện pháp diệt chủng tại Ba Lan. Hàng chục vạn người Do Thái bị đưa sang các trại tập trung ở nước Đức. "Khu Do Thái" ở Warszawa bị xóa sổ theo cả nghĩa đen và nghĩa bóng. Hàng triệu người Ba Lan cũng bị gom vào các trại tập trung hoặc đưa đến các trại tập trung trong lãnh thổ Đức. Các lò thiêu người tại các trại tập trung tăng cao công suất hoạt động. Khi cuộc khởi nghĩa Warszawa nổ ra thì chính quyền Đức Quốc xã đã thi hành chính sách quân luật đối với toàn bộ thành phố và các vùng lân cận.

## Diễn biến

### Giải phóng Lyublin

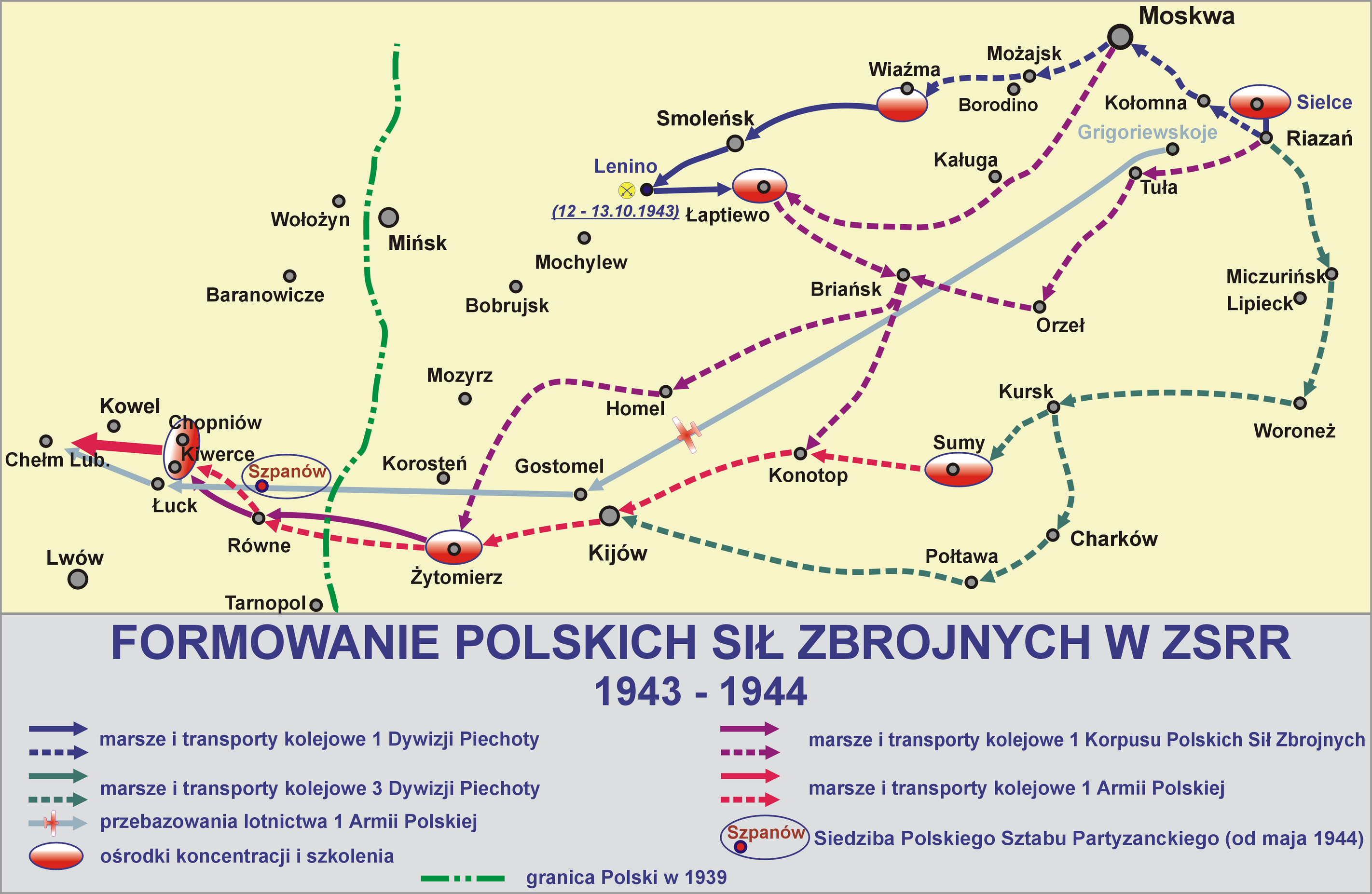
Bản đồ mô tả các chặng đường chiến đấu và trở về tổ quốc của Tập đoàn quân Ba Lan 1 (1943-1944)

5 giờ 30 phút ngày 18 tháng 7, 5 tập đoàn quân của Phương diện quân Byelorussia 1 đồng loạt nổ súng tấn công tại khu vực cánh phải của Phương diện quân ở phía nam đầm lầy Polesya, đánh vào chỗ tiếp giáp giữa Cụm Tập đoàn quân Bắc Ukraina và Cụm Tập đoàn quân Trung tâm (Đức). Trên hướng Kovel, cánh trái của Phương diện quân Byelorussia 1 đã tập trung hơn 200 khẩu pháo trên một km chính diện. Các lữ đoàn và trung đoàn Katyusha đã phóng đi 77.300 quả đạn. Trên phòng tuyến của quân Đức, một khung cảnh hỗn độn hiện ra trong vòng 45 phút. Lửa, khói, bụi, nước và bùn đất bị sức nổ bốc lên cao và rơi xuống khắp nơi, che lấp cả ánh mặt trời mùa hè mọc lên từ rất sớm. Các nguyên soái Liên Xô G. K. Zhukov và K. K. Rokossovsky đã lên đài quan sát của tướng V. I. Kazakov, chỉ huy pháo binh của Phương diện quân Byelorussia 1 để chỉ đạo các trận đánh.
Để tăng cường phòng thủ trên hướng này, thống chế Walter Model đã điều Sư đoàn xe tăng 14 vừa từ mặt trận Romania chuyển đến tới trấn giữ tại tuyến sông Tây Bug, đoạn đi qua Domachyevo (Damacava), Volodava và Khelm hợp lực với Sư đoàn xe tăng 5 SS "Wiking". Tuy nhiên, hàng trăm nghìn quả đạn pháo và hàng trăm tấn bom các loại từ 855 phi vụ của Tập đoàn quân không quân 6 (Liên Xô) đã không cho phòng tuyến của Tập đoàn quân xe tăng 4 và Tập đoàn quân 2 (Đức) có cơ hội tồn tại thêm dù chỉ trong một giờ. 6 giờ 15 phút, Tập đoàn quân xe tăng 2, các quân đoàn kỵ binh cận vệ 2 và 7 trong Cụm kỵ binh cơ giới của tướng I. A. Pliyev lập tức được đưa vào cửa đột phá. Tập đoàn quân 47, Tập đoàn quân cận vệ 8 và Tập đoàn quân 69 triển khai tấn công thành hình rẻ quạt xòe ra hai bên. Tập đoàn quân 47 nhằm hướng Domachyevo, Tập đoàn quân cận vệ 8 nhằm hướng Demblin (???), Tập đoàn quân 69 tiến công dọc theo đường sắt Kovel - Khelm..

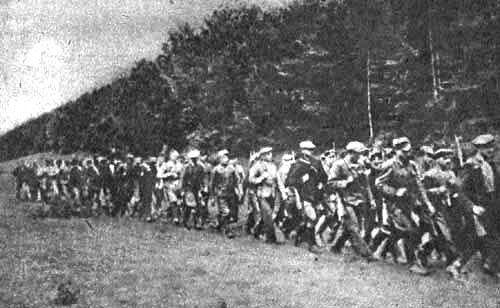
Lực lượng Quân đội nhân dân (Armia Ludowa) của Đảng Công nhân Ba Lan tại Lyublin năm 1944

17 giờ chiều ngày 18 tháng 7, Tập đoàn quân xe tăng 2 đã xuyên thủng phòng tuyến của Quân đoàn bộ binh 20 (Đức) tại Ratno (Ratne) trên sông Pripyat. Quân Đức buộc phải lùi về giữ tuyến sông Tây Bug. Trong khi Tập đoàn quân xe tăng 2 còn chờ công binh làm đường vượt qua đầm lầy và hồ ở thượng nguồn sông Ryzhovka thì các quân đoàn kỵ binh cận vệ 2 và 7 đã ngay lập tức triển khai đội hình truy kích quân Đức đến bờ sông Tây Bug. Ngày 19 tháng 7, Tập đoàn quân xe tăng 2 (Liên Xô) đã có mặt ở Volodava, Quân đoàn xe tăng 11 cũng có mặt trên hữu ngạn sông Tây Bug. Theo sau họ là các sư đoàn bộ binh Ba Lan thuộc Tập đoàn quân Ba Lan 1. Trong cả ngày 20 tháng 7, Sư đoàn xe tăng 14 và Sư đoàn xe tăng SS "Wiking" (Đức) dùng toàn bộ pháo tăng để cố ngăn cản công binh Liên Xô bắc cầu qua sông Tây Bug. Trong khi pháo binh của phương diện quân còn bị rớt lại sau, tướng I. S. Bogdanov điều các trung đoàn pháo tự hành ra sát bờ sông yểm hộ cho công binh. Đến sáng ngày 21 tháng 7, ba cầu pháo cho xe tăng và hai cầu gỗ cho bộ binh, kỵ binh đã hoàn thành. Xe tăng Liên Xô ào ạt đổ quân sang tả ngạn sông Tây Bug và tiếp tục tấn công.
Ngày 22 tháng 7, Cụm kỵ binh cơ giới của tướng I. A. Pliyev được lệnh giảm tốc độ tấn công để Tập đoàn quân Ba Lan 1 theo kịp. Quân đoàn xe tăng 11 (Liên Xô) vượt lên phía trước, mở đường cho Tập đoàn quân Ba Lan 1 và Quân đoàn kỵ binh cận vệ 7 tiến thẳng về Lyublin và Demblin. Tập đoàn quân xe tăng 2 và Tập đoàn quân cận vệ 8 nhằm hướng Warshawa. Quân đoàn kỵ binh cận vệ 2 kéo quân đánh thốc lên nhà ga đầu mối Lukov (Lukow), cắt đường rút lui của cụm quân Đức tại Brest về Warrshawa và Radom. Tập đoàn quân 69 đã vượt qua Khelm cũng nhằm hướng Pulawy. Tập đoàn quân 47 cùng với Tập đoàn quân 70 được điều động từ thê đội 2 lên phía trước, bẻ hướng lên phía bắc, tiến công qua Vinitsye (???) lên phía tây Brest.
Mục tiêu giải phóng Lyublin mang ý nghĩa chính trị lớn như I. V. Stalin đã chỉ ra: "... ngay lập tức cần phải có một môi trường chính trị để người Ba Lan thể hiện nguyện vọng về một nước Ba Lan dân chủ, độc lập". Đêm 22 tháng 7, Quân đoàn xe tăng 3 thuộc Tập đoàn quân xe tăng 2 và Quân đoàn xe tăng 11 đã bắt đầu công kích vào hướng Lyublin cùng với Sư đoàn bộ binh Ba Lan 1 thuộc tập đoàn quân Ba Lan 1). Mũi công kích của Quân đoàn xe tăng 3 nhằm thẳng vào chỗ tiếp giáp giữa Quân đoàn bộ binh 20 và Quân đoàn bộ binh 27 (Đức) đang phòng thủ tại đây và đã nhanh chóng xuyên thủng tuyến phòng thủ đó. Chiều 22 tháng 7, quân đội Liên Xô đã bao vây Lyublin từ ba phía. Tuyến đường bộ Lyublin - Pulawy cũng bị cắt đứt, gây ảnh hưởng tiêu cực đến hệ thống hậu cần của quân Đức và góp phần chặn đường quân Đức đang rút lui khỏi khu vực Lyublin về Radom và Warshawa..

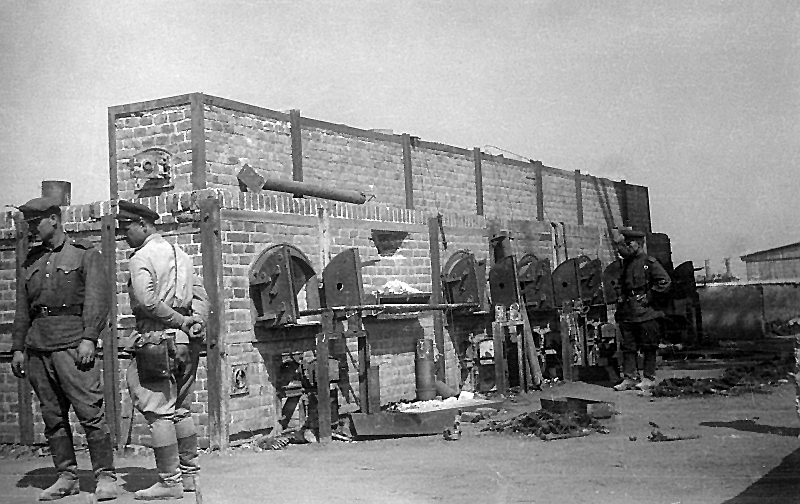
Quân đội Liên Xô đang kiểm tra các lò thiêu người của trại tập trung Majdanek.

Thành công nhanh chóng trong ngày đầu tiên đã đem lại một số điều chỉnh trong kế hoạch tấn công của quân đội Xô Viết. Sáng ngày 23 tháng 7, lực lượng xe tăng tổng công kích thành phố. Quân Đức nhanh chóng bị quét sạch khỏi khu vực ngoại vi, nhưng khi tiến vào nội đô, do thiếu lực lượng bộ binh tùng thiết, quân đội Liên Xô bị chặn lại ở quảng trường Loketka. Tuy nhiên, cùng lúc đó cuộc lực lượng du kích Ba Lan thuộc quân đội Armia Krajowa tiến hành khởi nghĩa, làm giảm nhẹ khó khăn cho mũi tấn công của phía Liên Xô. Trong quá trình tấn công, vào ngày 23 tháng 7 chỉ huy tập đoàn quân xe tăng số 2 - trung tướng S. I. Bogdanov - không may trúng đạn bị thương và tham mưu trưởng - thiếu tướng A. I. Radziyevskiy - lên thay thế; tuy nhiên sự gián đoạn này không ngăn cản được đà tiến công của quân đội Liên Xô
Ngày 23 tháng 7, Quân đoàn xe tăng 3 (Tập đoàn quân xe tăng 2), Quân đoàn xe tăng 11 (độc lập) và Sư đoàn bộ binh Ba Lan 1 đột kích vào thành phố. Đến sáng ngày 24 tháng 7, quân Đức trước sức ép của quân đội Liên Xô buộc phải triệt thoái khỏi Lyublin, tuy nhiên một phần đáng kể trong số họ đã không chạy thoát được. Vào buổi trưa, các mũi tấn công của Liên Xô tổ chức tổng công kích vào trung tâm Lyublin. Sáng hôm sau, Lyublin, thành phố lớn đầu tiên của Ba Lan được giải phóng. Quân đội Liên Xô bắt được 2.228 tù binh trong đó có thiếu tướng SS H. Moser. Trong quá trình đánh chiếm thành phố, ngày 24 tháng 7 quân đội Liên Xô đã giải phóng trại tù nhân Majdanek và phát hiện ra nhiều bằng chứng về tội ác của Đức Quốc xã trong trại tập trung này. Ngày 25 tháng 7, Tập đoàn quân xe tăng 2, các tập đoàn quân 69, cận vệ 8 (Liên Xô) và Tập đoàn quân Ba Lan 1 đều tấn công đến sông Vistula. Ngày 27 tháng 7, Tập đoàn quân 69 vượt sông Vistula đánh chiếm một đầu cầu khá lớn ở Pulawy. Tập đoàn quân cận vệ 8 cũng đánh chiếm một đầu cầu nhỏ hơn ở Magnushev. Ngày 28 tháng 7, Tập đoàn quân xe tăng 2 và Tập đoàn quân Ba Lan 1 đã có mặt ở Otvoytsk (Otwock) thuộc quận Praga, ngoại ô Đông Nam thủ đô Warshawa của Ba Lan.

### Giải phóng Brest
Trong khi cánh trái của Phương diện quân Byelorussia đang đột phá đến tuyến sông Vistula và kéo lên Warshawa thì cánh phải của nó gồm 4 tập đoàn quân và một cụm kỵ binh cơ giới cũng tiến hành các trận đánh hướng tới Brest, một trong những địa điểm đầu tiên hứng chịu cuộc tấn công xâm lược của quân đội Đức Quốc xã hơn 3 năm trước đó. Sau khi chọc thủng tuyến phòng thủ của các sư đoàn bộ binh 292, 541 và Sư đoàn kỵ binh 3 (Đức) tại tuyến Pinsk - hồ Shara và đánh chiếm Pinsk ngày 14 tháng 7, Tập đoàn quân 61 và Giang đội Pripyat thuộc Giang đoàn Dniepr (Liên Xô) tổ chức tấn công dọc theo kênh dào Dniepr - Tây Bug về hướng Kobrin. Ngày 18 tháng 7, Tập đoàn quân 61 đánh chiếm Kobrin, tiêu diệt một cứ điểm phòng thủ quan trọng ở phía đông Brest. Ngày 20 tháng 7, thêm một cụm cứ điểm phòng ngự vòng ngoài của quân Đức bị tiêu diệt tại Vidomlya (Vidamlia), đông bắc Brest.
Do Tập đoàn quân 3 của tướng A. V. Gorbatov được điều chuyển cho Phương diện quân Byelorussia 2 làm nhiệm vụ tấn công Byelostok thay thế Tập đoàn quân 33 (Liên Xô) đã quá suy yếu và được rút về lực lượng dự bị của Đại bản doanh, Tập đoàn quân 48 phải dịch chuyển hướng tấn công lên thượng nguồn sông Narev, đánh vào Surazh(???). Tập đoàn quân 65 cũng dịch chuyển chính diện tấn công lên Belovezha (???) và Cheremkha. Tập đoàn quân 28 phải chia làm hai cánh, các quân đoàn bộ binh 20 và cận vệ 3 được giao nhiệm vụ tấn công Brest, Quân đoàn bộ binh 128 chuyển hướng tấn công vào Lositsye (???). Khoảng cách giữa các dải tấn công của các tập đoàn quân cánh phải thuộc Phương diện quân Byelorussia 1 bị giãn rộng. Lợi dụng điều này, ngày 22 tháng 7, Sư đoàn xe tăng xe tăng 6 và Quân đoàn bộ binh 6 Đức) tổ chức phản kích vào Cheremkha. Trước nguy cơ quân Đức đột nhập vào sau lưng Tập đoàn quân 28 đang tấn công vượt sông Tây Bug, ngày 23 tháng 7, nguyên soái K. K. Rokossovsky lệnh cho Tập đoàn quân 70 đã tập kết ở phía tây Brest bỏ nhiệm vụ tấn công thành phố, vượt sang phía phía bắc sông Tây Bug, trám vào lỗ hổng giữa Tập đoàn quân 28 và Tập đoàn quân 65 (Liên Xô) ở phía nam Cheremkha. Cuộc phản kích của ba sư đoàn Đức bị chặn đứng. Quân Đức rút về tuyến sông Tây Bug.
Giải quyết xong mối đe dọa từ phía bắc, ngày 25 tháng 7, các tập đoàn quân Liên Xô đã khép vòng vây quanh thành phố và pháo đài Brest. Tập đoàn quân 28 (thiếu) từ phía bắc, Tập đoàn quân 47 từ phía tây và phía nam, Tập đoàn quân 61 từ phía đông. Bên trong vòng vây là quân của các sư đoàn bộ binh 86, 137 và 261 (Đức) đã bị nhốt trong một "cái chảo" tại thành phố Brest. Các sư đoàn này chống trả kịch liệt. Song, Tập đoàn quân 9 (Đức) đã không còn lực lượng rảnh rỗi để giải vây cho cụm quân này trong khi chủ lực của nó phải đang vội vã rút về tuyến sông Vistula để trốn một cái chảo lớn hơn có nguy cơ hình thành ở giữa sông Tây Bug và sông Vistula, trên khu vực giữa sông Tây Bug và sông Livets. Số phận cụm tàn quân của ba sư đoàn Đức tại Brest được định đoạt sau ba ngày. Chiều 28 tháng 7, những toán quân Đức cuối cùng còn sóng sót nộp vụ khí đầu hàng. Sau hơn 3 năm bị quân đội Đức Quốc xã chiếm đóng, thành phố Brest được giải phóng.. Phần lớn quân Đức đã bị tiêu diệt trong "cái chảo" này. Theo thống kê của quân đội Liên Xô, quân Đức mất 7.000 người chết và 110 người bị bắt.

### Chiến sự ở vùng phụ cận phía đông Warshawa

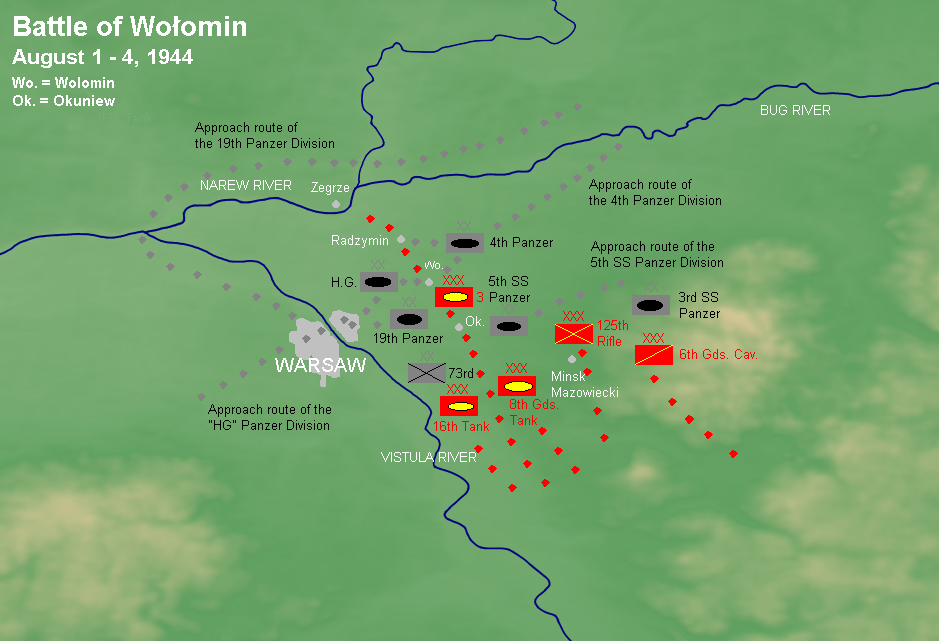
Bố trí binh lực quân đội Đức và Liên Xô trong các ngày 1-4 tháng 8 năm 1944 tại khu vực xung quanh Warszawa, sông Narew và sông Wisla/Vistula.

Mũi tấn công của Tập đoàn quân xe tăng 2, Tập đoàn quân cận vệ 8 và Tập đoàn quân Ba Lan 1 lên hướng Magnushev - Otvotsk mở ra triển vọng có thể giải phóng thủ đô Warshawa của Ba Lan trong một tương lai gần. Không để mất thời gian, ngày 23 tháng 7, nguyên soái K. K. Rokossovsky lệnh cho các tập đoàn quân cánh phải của Phương diện quân Byelorussia 1 tiếp tục tấn công. Các tập đoàn quân 28, 48, 65 (Liên Xô) đồng loạt vượt sông Tây Bug và tiến vào lãnh thổ Ba Lan. Ngày 25 tháng 7, quân đội Liên Xô đã tiến đến tuyến sông Narev và đánh chiếm một số đầu cầu ở bờ Tây con sông này. Tập đoàn quân 48 chiếm được một bàn đạp nhỏ ở khúc cong của sông Nerev trên khu vực Ruzhan(???), Tập đoàn quân 65 chiếm giữ khu đầu cầu Pułtusk - Serock. Tuy nhiên, cuộc tấn công dài ngày đã làm cho các tập đoàn quân Liên Xô kiệt sức. Ngày 29 tháng 7, các tập đoàn quân 28 và 48 được rút về tuyến sau để củng cố. Theo đại tá I. N. Bazanov (tham mưu trưởng của Tập đoàn quân xe tăng 2 từ ngày 23 tháng 7), trong khoảng từ 23 tháng 7 đến 2 tháng 8, tập đoàn quân này đã chịu thiệt hại 1.433 người chết và mất tích. Nguyên soát K. K. Rokossovsky phải điều Tập đoàn quân 47 từ Brest lên phía đông bắc Warshawa, tiếp quản trận tuyến của Tập đoàn quân 28.
Cuộc tấn công bắt đầu khá thuận lợi cho Quân đoàn xe tăng cận vệ 8. Ngày 27 tháng 7, mũi tấn công của Quân đoàn xe tăng cận vệ 8 đã đánh tan cụm quân "Franek" tại Otwock, buộc Sư đoàn bộ binh 73 (Đức) phải vội vã rút chạy. Chỉ huy của cụm quân bị đánh tan, tướng Franek bị bắt ngày 30 tháng 7. Cũng trong ngày 27 tháng 7, Quân đoàn xe tăng cận vệ 3 đã đánh tan tiểu đoàn cơ giới trinh sát của Sư đoàn xe tăng "Hermann Goering" thứ nhất và đột phá đến cách quân Praga 20 cây số về phía đông nam. Để bịt lại lỗ thủng, lực lượng chủ lực của Sư đoàn xe tăng "Hermann Goering" thứ nhất cùng các sư đoàn xe tăng SS "Đầu lâu" và "Wiking" được tung ra mặt trận, ngoài ra, các sư đoàn xe tăng 4, 19 cùng các sư đoàn bộ binh 35, 55 (Đức) cũng đang được điều động đến khu vực đột phá. Quân Đức đã tạo nên ưu thế lớn về xe tăng trên đoạn mặt trận Đông Warshawa.
Ở thời điểm cuối năm 1944, tuyến phòng thủ sông Vistula được coi là tuyến phòng thủ "sống còn" của nước Đức Quốc xã, tương đương với tuyến Ardenes ở mặt trận phía tây. Đến cuối tháng 7 năm 1944, quân đội Đức Quốc xã đã điều động đến tuyến phòng thủ này nhiều đơn vị có sức chiến đấu cao của lục quân, không quân Đức Quốc xã và lực lượng SS. Ngày 26 tháng 7, khi Đại bản doanh Bộ Tổng tư lệnh tối cao quân đội Liên Xô bắt đầu phiên họp thường kỳ để đánh giá tình hình và hoạch định phương hướng chiến lược tiếp theo cũng là ngày mà quân đội Đức Quốc xã bắt đầu tung ra đòn phản công đặc biệt mạnh trên cả ba hướng Đông, đông bắc và Đông Nam Warshawa. Trinh sát mặt trận và cả lực lượng tình báo chiến trường của quân đội Liên Xô đã không nắm được các thông tin cụ thể về cuộc phản công này.
Ngày 28 tháng 7, Tập đoàn quân xe tăng 2 đang tấn công trên hướng Otvotsk - Praga lên phía bắc đã bất ngờ vấp phải đòn phản công rất mạnh bằng xe tăng của quân đội Đức Quốc xã. Phải một ngày sau các trận đánh đẫm máu tại khu vực phụ cận Praga, phía đông Warshawa và bằng tính mạng của nhiều trung đội quân báo, trinh sát mặt trận của Phương diện quân Byelorusia 1 mới phát hiện ra sự xuất hiện của Sư đoàn xe tăng 4, Sư đoàn xe tăng 19, Sư đoàn xe tăng SS "Đầu lâu", Sư đoàn xe tăng SS "Wiking", Sư đoàn xe tăng "Hermann Göring" thứ nhất và các sư đoàn bộ binh 35, 55. Trong hơn một tuần tiếp theo, mặc dù quân Đức không thể đẩy lùi được Tập đoàn quân xe tăng 2 và Tập đoàn quân cận vệ 8 (Liên Xô) nhưng cái giá phải trả cho các trận đánh phòng ngự của quân đội Liên Xô là không nhỏ. Chỉ trong vòng 10 ngày, kể từ ngày 26 tháng 7, một số đại đội của Tập đoàn quân xe tăng 2 chỉ còn 6 người, thay vì 90 người trong trường hợp đủ biên chế. Những thiệt hại về xe tăng cũng khá lớn, một số tiểu đoàn xe tăng của Quân đoàn xe tăng cận vệ 3 đã phải chiến đấu như bộ binh. Tình hình mặt trận bắt đầu diễn biến bất lợi cho Phương diện quân Byelorussia 1. Do không nắm được tình hình xấu đi nhanh chóng tại khu vực mặt trận do K. K. Rokossovsky chỉ huy tại khu vực Volomin (Wolomin), ngày 30 tháng 7, Đại bản doanh Liên Xô vẫn ban hành mệnh lệnh cho Phương diện quân Byelorussia 1 với nội dung đưa Tập đoàn quân xe tăng 2 lên phía bắc, đánh chiếm các cầu vượt sông Wisla tại quận Praga thuộc vùng ngoại ô Warszawa ở bờ Đông sông Wisla, cánh phải của Phương diện quân Byelorussia 1 sau khi giải phóng Brest cũng hành tiến tới tấn công Siedlce. Ngày 31 tháng 7, trả lời phỏng vấn của phóng viên Henry Manian của tờ báo Le Monde (Pháp) ngay tại Sở chỉ huy tiền phương của phương diện quân đặt tại thị trấn Otvoitsk ở Đông Nam Warshawa về câu hỏi liệu quân đội Liên Xô có vượt sông Wisla trong một ngày gần đây hay không, nguyên soái K. K. Rokossovsky cho rằng đây là một nhiệm vụ không thể thực hiện được:
| “                    | Mọi ý định nhằm vượt sông Wisla tại thời điểm này của Quân đội Liên Xô đều chắc chắn sẽ dẫn đến thất bại. Vấn đề gay go nhất hiện nay là chúng tôi đang bị uy hiếp bên sườn trái. Đúng hơn, đó là toàn bộ vấn đề". | ” |
| — K. K. Rokossovsky. | |   |

Từ ngày 28 tháng 7, tại khu vực Volomin bắt đầu các trận tao ngộ chiến ác liệt nhằm giành quyền kiểm soát các cây cầu và các con đường dẫn tới thủ đô Ba Lan từ phía đông. Do Quân đoàn xe tăng 11, Quân đoàn kỵ binh cận vệ 20 và Tập đoàn quân số 47 vẫn còn đang đột phá cụm phòng ngự Siedlce của quân Đức cách Praga 50 km về phía đông, mũi tấn công của Tập đoàn quân xe tăng 2 lên Praga trở nên đơn độc. Ngày 29 tháng 7, Tập đoàn quân xe tăng 2 điều Quân đoàn xe tăng cận vệ 3 và Quân đoàn xe tăng cận vệ 8 tấn công vào cánh trái của Cụm quân xe tăng Đức. Quân đoàn xe tăng 16 được giữ lại làm thê đội 2 ở Deblin chờ bộ binh Tập đoàn quân Ba Lan 1 kéo lên để tạo thành mũi đột kích thứ hai nhằm vùng ngoại ô Praga của Warszawa, chia cắt các sư đoàn xe tăng Đức ra khỏi bờ Đông sông Wisla.
Trong các ngày 28 và 29 tháng 7, Tập đoàn quân xe tăng 2 Liên Xô liên tục đột phá nhằm cắt đứt tuyến đường Warszawa - Siedlce nhưng không thành công. Mũi thọc sâu của lực lượng này vào Praga trở nên mạo hiểm và trong vòng ít ngày sau đó họ lâm vào tình thế khó khăn khi hành tiến vào một "hành lang" hẹp xung quanh là quân Đức đang tập trung ngày càng nhiều binh lực, chủ yếu là xe tăng. Ngay từ ngày 30 tháng 7, Các sư đoàn xe tăng 4 và 19 (Đức) vừa đến mặt trận đã tổ chức phản kích vào lực lượng xe tăng của Liên Xô tại phía bắc Wolomin, cách 15 cây số về phía đông bắc Warszawa. Hướng tiến công của Quân đoàn xe tăng 3 trở nên khó khăn nhất khi họ vấp phải những đợt phản kích quyết liệt của 5 sư đoàn xe tăng Đức chia làm hai cánh, ép Quân đoàn xe tăng 3 và Quân đoàn xe tăng 8 (Liên Xô) vào giữa hai gọng kìm thép gồm 210 xe tăng các loại. Ở phía tây bắc Wolomin, Sư đoàn xe tăng 4 và Sư đoàn bộ binh 35 (Đức) có 40 xe tăng từ Tsechelna (???) và Radzymin tiến ra vây bọc Lữ đoàn xe tăng 51 phía bắc Ulyasek (???). phía đông Volomin, Sư đoàn xe tăng "Hermann Goering" thứ nhất huy động 50 xe tăng từ Cherna Struga (???) tấn công vào Lữ đoàn xe tăng 50 đang phòng ngự tại Kobylka. phía nam Wolomin, Sư đoàn xe tăng 19 (Đức) huy động 30 xe tăng vượt sông Drugla đánh vào Lữ đoàn xe tăng 57 (Liên Xô) đang trấn giữ Ossuv (Ossow).. Trước nguy cơ Sư đoàn xe tăng 19 (Đức) đột kích dọc sông Charna lên phía bắc, chia cắt 2 quân đoàn xe tăng (Liên Xô), thiếu tướng Aleksey Ivanovich Radziyevsky (thay trung tướng I. S. Bogdanov bị thương) phải rút các lữ đoàn xe tăng 51 và 57 về giữ Volomin và điều Trung đoàn pháo tự hành 1107 ra phối hợp với Lữ đoàn cơ giới 57 giữ Novizna (???).
Tại bờ Đông sông Charna, Quân đoàn xe tăng cận vệ 8 (Liên Xô) cũng phải chống trả đòn công kích của 2 sư đoàn xe tăng Đức. Từ Tlush (Tluszcz) và Novyi Karashev (Nowy Kraszew), Sư đoàn xe tăng SS "Đầu lâu" huy động 40 xe tăng hướng đòn tấn công vào Lữ đoàn xe tăng 103 và trung đoàn pháo tự hành 1959 đang phòng thủ tại Majdan. Trung đoàn xe tăng 5 SS của Sư đoàn "Đầu lâu" và Sư đoàn bộ binh 55 (Đức) có 20 xe tăng từ Vulka Dombrovetska (Wolka Dabrowicka) tấn công Lữ đoàn xe tăng 109 (Liên Xô) đang phòng thủ tại Pasventnye (Poswietne). Từ Palernya (???), Sư đoàn xe tăng 5 SS "Wiking" cũng huy động 40 xe tăng tấn công lữ đoàn xe tăng 59 (Liên Xô) đang phòng thủ tại thị trấn Gurky (???), trên ngã ba sông Drugla và Charna. Đến ngày 4 tháng 8, Quân đoàn xe tăng 8 (Liên Xô) bị đánh bật sang bớ Tây sông Charna. Lữ đoàn xe tăng 103 rút sang Lipiny (???), Lữ đoàn xe tăng 109 rút sang Zabranets (???). Chỉ có Lữ đoàn xe tăng 59 vẫn giữ được thị trấn Gurky, "cái yết hầu" của hai quân đoàn xe tăng Liên Xô đang phòng thủ trên một hành lang hẹp dọc theo sông Charna. Cuối cùng thì các quân đoàn xe tăng 3 và 8 cũng đã có lực lượng cứu viện khi các lữ đoàn cơ giới 15 và 28 kéo đến. Ngày 5 tháng 8, Tập đoàn quân xe tăng 2 (Liên Xô) đã sử dụng tất cả thê đội hai của nó gồm 3 lữ đoàn cơ giới và các lữ đoàn xe tăng 58, 107, 164 mở cuộc phản đột kích vào tuyến sông Drugla. Trong khi quân Đức đang triển khai binh lực để bao vây 4 lữ đoàn xe tăng 1 lữ đoàn cơ giới và 2 trung đoàn pháo tự hành Liên Xô tại khu vực Volomin thì đòn phản kích này đã đánh thiệt hại nặng Sư đoàn xe tăng 19, cánh trái của Sư đoàn xe tăng "Hermann Goering" và cánh phải của Sư đoàn xe tăng "Wiking" (Đức), mở một hành lang cho các lữ đoàn xe tăng và cơ giới Liên Xô ở Wolomin thoát ra. Ngày 6 tháng 8, Tập đoàn quân xe tăng 2 (Liên Xô) mặc dù bị thiệt hại nặng nhưng đã ổn định được tuyến phòng thủ tạm thời dọc theo con đường bộ từ Praga (Đông Warszawa) đi Minsk-Mazowiecky. Đến ngày 8 tháng 8, Tập đoàn quân 47 (Liên Xô) đã kịp đến tiếp quản tuyến phòng thủ để Tập đoàn quân xe tăng 2 được rút ra hậu tuyến củng cố lại binh lực. Các nỗ lực phản kích của Đức Quốc xã đã giúp họ giữ được tuyến liên lạc phía tây của Cụm Tập đoàn quân Trung tâm, dù tuyến này bị gián đoạn một cách nghiêm trọng.
Các tài liệu Đức và phương Tây xem các cuộc phản kích của quân Đức tại Warszawa là thành công, đã tiêu diệt hoặc ít nhất đánh thiệt hại nặng quân đoàn xe tăng số 2. Tuy nhiên nếu thống kê thương vong của quân đội Liên Xô thì nhận định này tỏ ra không có cơ sở. Theo thống kê lưu trữ, từ ngày 20 tháng 7 đến 8 tháng 8, Tập đoàn quân xe tăng 2 (Liên Xô) thiệt hại 1.433 người chết, mất tích, bị bắt, trong đó thiệt hại tại Wolomin là 799 người; giả thiết là Quân đoàn xe tăng số 3 gánh phần lớn số thương vong này, thì, so với quân số thực tế 8.000 đến 10.000 người của quân đoàn này thì khó có thể kết luận là nó "bị tiêu diệt".

### Chiến sự tại đầu cầu Magnuszew

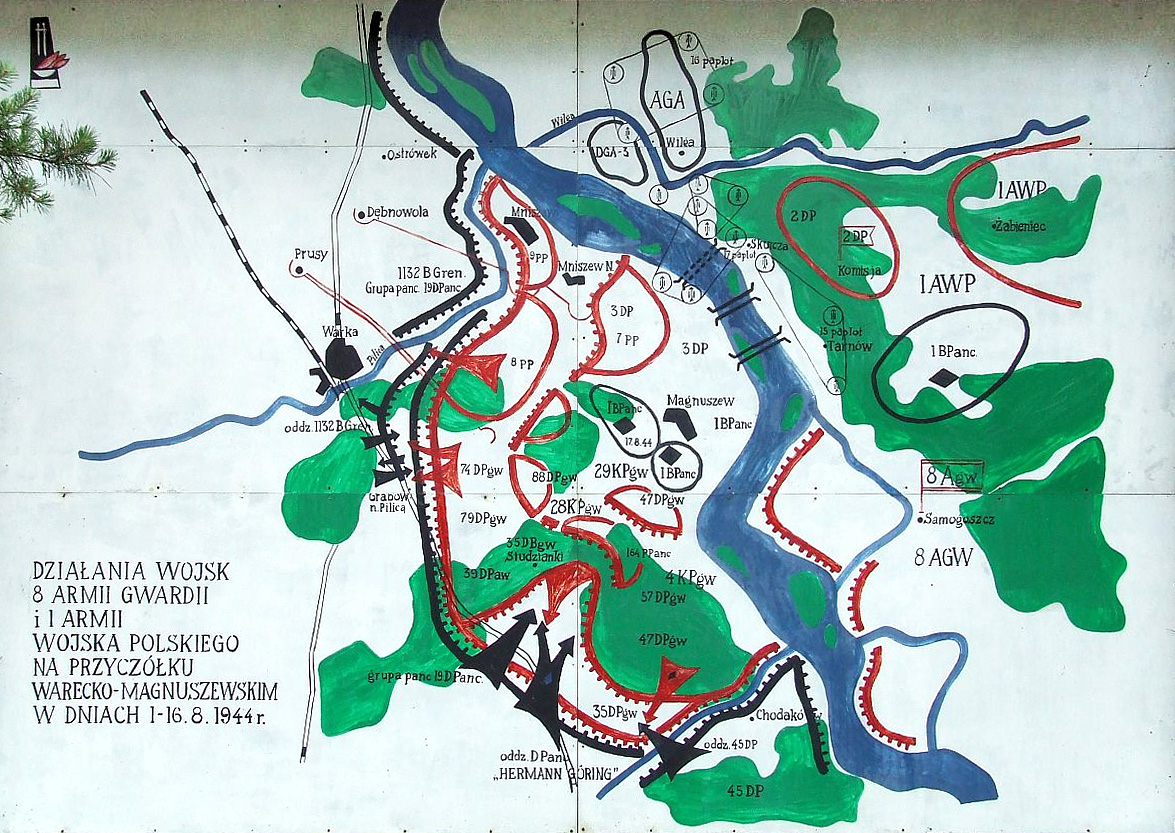
Hoạt động tấn công của các sư đoàn bộ binh Ba Lan 2 và 3 phối hợp với Tập đoàn quân cận vệ 8 tại căn cứ đầu cầu Magnushev từ ngày 1 đến ngày 16 tháng 8 năm 1944

Sau khi xử lý xong mục tiêu Lyublin, tập đoàn quân xe tăng số 2 được lệnh tiến ra phía bắc tới Warszawa để chặn đường lui của tàn binh Cụm Tập đoàn quân Trung tâm. Quân đoàn xe tăng số 11 và quân đoàn kỵ binh cận vệ số 2 sau khi thanh toán xong "cái chảo" Brest cũng hành tiến về sông Wisla, tiếp cận thủ đô Ba Lan. Ngày 25 tháng 7, các đơn vị tiên phong của Tập đoàn quân cận vệ số 8 và Tập đoàn quân xe tăng số 2 đã tiếp cận bờ Đông sông Wisla. Ngày 27 tháng 7, tập đoàn quân số 69 tiếp cận bờ Đông sông đối diện với đầu cầu Pulawy và hai ngày sau đã đánh chiếm đầu cầu này. Ngày 30 tháng 7, các tập đoàn quân cận vệ số 8, tập đoàn quân xe tăng số 2 và tập đoàn quân Ba Lan số 1 cũng nhận lệnh vượt sông Wisla. Tập đoàn quân Ba Lan số 1 tổ chức vượt sông vào ngày 31 tháng 1, tuy nhiên do thiếu thốn vũ khí đạn dược, thiếu chuẩn bị và binh sĩ chưa đủ kinh nghiệm nên đã không thành công. Đến ngày 1 tháng 8, Tập đoàn quân cận vệ số 8 cũng tổ chức vượt sông sớm tại khu đầu cầu Magnuszew. Mặc dù theo kế hoạch thì trận vượt sông diễn ra vào ngày 3-4 tháng 8, tuy nhiên tư lệnh Tập đoàn quân - tướng V. I. Chuikov - hy vọng dựa vào yếu tố bất ngờ sẽ có thể vượt sông thành công. Quả thật Tập đoàn quân cận vệ số 8 đã nhanh chóng đánh chiếm đầu cầu này, mở rộng bàn đạp vượt sông ra 15 cây số với độ sâu 10 cây số. Từ bờ Đông sông Wisla quân đội Liên Xô có thể xây dựng 7 chiếc cầu tiếp tế cho số quân đóng ở Magnuszew, trong đó có chiếc cầu trọng tải 60 tấn. Đánh giá rằng đầu cầu Magnuszew đủ lớn để khai thác, nguyên soái K. K. Rokossovsky hạ lệnh chuyển một lượng lớn binh lực sang khu vực này, trong đó bao gồm Tập đoàn quân Ba Lan 1. Như vậy, đến đầu tháng 8, quân đội Liên Xô đã đánh chiếm được hai đầu cầu bên bờ Tây sông Wisla, rất có lợi cho chiến dịch Wisla-Oder sau này.

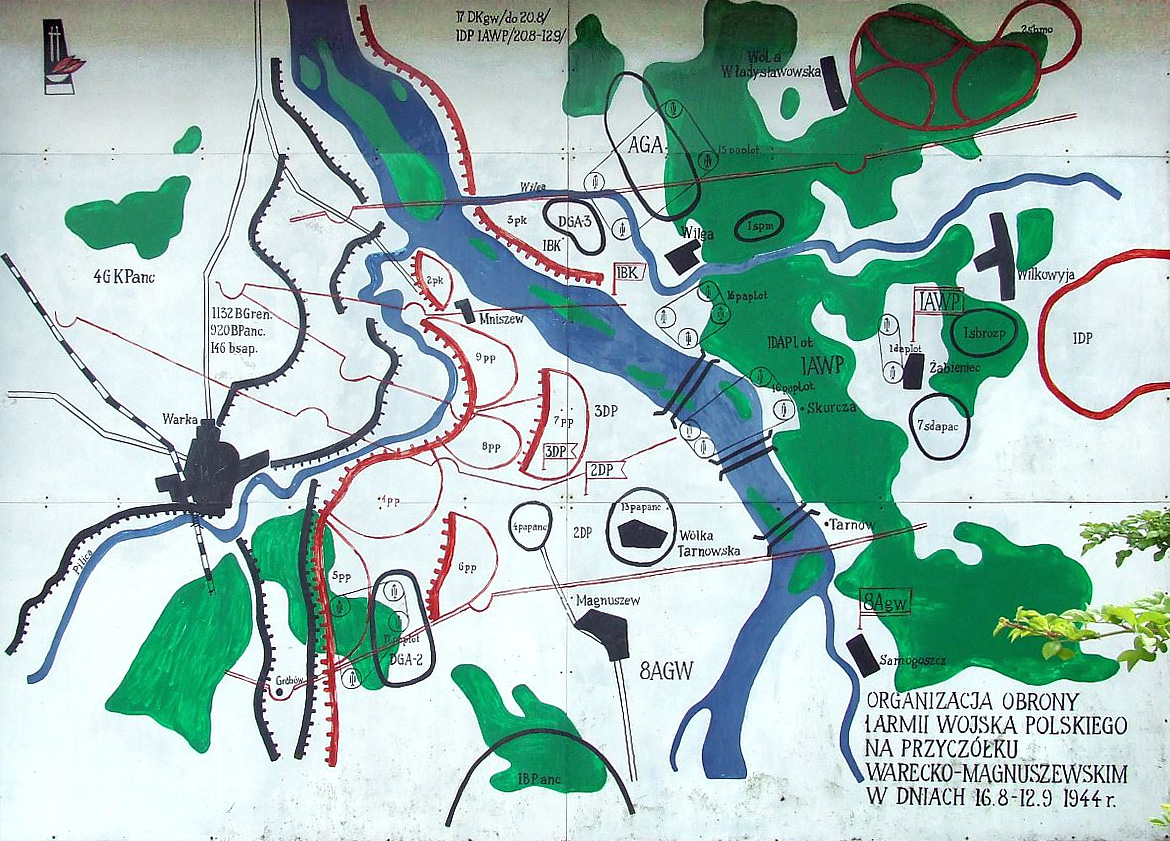
Hoạt động phòng ngự của các sư đoàn bộ binh Ba Lan 2 và 3 phối hợp với Tập đoàn quân cận vệ 8 (Liên Xô) tại căn cứ đầu cầu Magnushev từ ngày 16 tháng 8 đến ngày 12 tháng 9 năm 1944

Tuy nhiên, đó là tất cả những gì mà Quân đội Liên Xô đạt được trong tháng 7 năm 1944 tại khu vực phía đông Warshawa. Mũi tấn công lên phía bắc của Tập đoàn quân xe tăng 2 (Liên Xô) đánh không thắng đã ảnh hưởng rất tiêu cực đến kế hoạch tấn công Warshawa của Phương diện quân Byelorussia 1. Sau 6 ngày liên tục tấn công từ ngày 1 đến ngày 5 tháng 8 tại khu vực từ quận Praga (bờ Đông sông Wisla) đến thị trấn Vołka Dombrovitsa, 5 sư đoàn xe tăng và các sư đoàn bộ binh 35, 55 (Đức) đã tạo thành một "cái chèn sắt" chia cắt cánh phải và cánh trái Phương diện quân Byelorussia 1 có chiều sâu đến 40 km tính từ bờ Đông sông Wisla đến thị trấn Minsk-Mazowiecsky. Ở bờ Bắc sông Tây Bug, Tập đoàn quân 65 phải dựa vào sức mạnh của chính mình để giữ đầu cầu Pułtusk - Serock chống lại các Quân đoàn bộ binh 27 (Đức) có Sư đoàn xe tăng 6 yểm hộ. Ở Ruzhan, phía bắc Pułtusk 30 km, Tập đoàn quân 48 cũng căng hết sức để chống laị Quân đoàn bộ binh 23 (Đức). Ở phía đông nam Warshawa, Tập đoàn quân xe tăng 2 đã suy yếu và Tập đoàn quân Ba Lan 1 đang mắc kẹt trên tuyến Praga - Mazowiecsky. Tập đoàn quân 8 đã đưa toàn bộ Quân đoàn bộ binh cận vệ 28 và một sư đoàn của Quân đoàn bộ binh cận vệ 4 vượt sông Wisla sang giữ đầu cầu Magnuszew. Ở giữa hai cánh quân đáng tiếp cận Warshawa là cái chèn bằng 7 sư đoàn xe tăng và bộ binh Đức. "Cái chèn sắt" này không chỉ chia cắt hai cánh của Phương diện quân Byelorussia 1 mà cùng với tuyến sông Wisla, nó còn chia cắt quân đội Liên Xô với quân khởi nghĩa Warshawa.

### Chiến sự tại đầu cầuPułtusk-Serock
Cuối tháng 8 năm 1944, khu vực đầu cầu Magnushev đã bị quân Đức phong tỏa chặt chẽ, hướng tấn công chủ yếu của Phương diện quân Byelorussia 1 từ Otvotsk - Praga để tiếp cận Warshawa từ phía đông đã bị các sư đoàn xe tăng Đức chặn lại. Hướng vu hồi của Tập đoàn quân cận vệ 8 từ đầu cầu Magnushev vòng lên phía tây Warshawa cũng không phát triển được, Mặc dù Sư đoàn xe tăng 6 và ba sư đoàn bộ binh Đức không thể giành lại đầu cầu này từ tay các quân đoàn bộ binh cận vệ 4 và 28 (Liên Xô) nhưng nó cũng ngăn cản Tập đoàn quân cận vệ 8 triển khai tấn công từ trận địa có chiều sâu không quá 3 km tính từ sông Wisla. Để giải quyết bế tắc, nguyên soái K. K. Rokossovsky đã có biện pháp chuyển hướng đột kích vu hồi lên phía bắc khi các tập đoàn quân 65 và 48 đã tiếp cận sông Wisla. Trong văn bản phê chuẩn kế hoạch chiến dịch mới do G. K. Zhukov và K. K. Rokossovsky đệ trình và được Đại bản doanh Bộ Tổng tư lệnh tối cao Liên Xô thông qua ngày 10 tháng 8 có khuyến nghị:
| “        | Phương diện quân Byelorussia 1 có thể bắt đầu Chiến dịch Warshawa sau khi các tập đoàn quân cánh phải tiến ra đến tuyến sông Narev và chiếm được các căn cứ bàn đạp ở bờ Tây sông Narev. Tuy nhiên, khi đội hình của các tập đoàn quân đó còn cách xa mục tiêu đến 120 km như hiện nay thì ít nhất phải 10 ngày sau mới có thể thực hiện được nhiệm vụ vượt sông. Vì vậy, cánh phải của Phương diện quân Byelorussia 1 cần phải tiến hành ngay các cuộc tấn công để đến 20 hoặc 22 tháng 8 có thể ra đến tuyến sông Narev | ” |
| — STAVKA | |   |

Tuy nhiên, thời hạn cam kết này đã không được thực thi. Do hệ thống đường sắt và đường bộ đã bị quân Đức phá hoại nghiêm trọng, do các đơn vị kỹ thuật và hậu cần tiếp tế còn tụt lại phía sau đến hàng trăm km, đến ngày 1 tháng 9, các tập đoàn quân 48 và 65 vẫn còn cách tuyến sông Narev hơn 30 km. Ngày 2 tháng 9, các quân đoàn bộ binh 46 và 105 với Quân đoàn xe tăng cận vệ 1 được tăng cường phải mất trọn một ngày mới vượt qua được các cứ điểm Podvenloktky (???) và Tsisky (???). Ngày 3 tháng 9, các quân đoàn bộ binh 18, 46 và 105 mới chiếm được các vị trí Novye-Borrsuky (???), Kruchi-Borek (???), Golendry (???), Golsherovo-Luzha (???) và Lakha (???) bên bờ Đông sông Narev. Chỉ riêng một việc ưu tiên tất cả các phương tiện vận tải để đưa các đơn vị công binh lên phía trước và khẩn trương triển khai hệ thống cầu phao và cầu gỗ qua sông Narev, các tập đoàn quân 48 và 65 đã mất hai ngày để làm việc đó.
Ngày 5 tháng 9, Lữ đoàn công binh hỗn hợp 14 của Tập đoàn quân 65 và Trung đoàn công binh cầu phà số 4 của Phương diện quân Byelorussia 1 đã hoàn thành việc xây dựng 9 cầu gỗ và 6 cầu phao có trọng tải lớn bắc qua sông Narev. Cả ba quân đoàn bộ binh của Tập đoàn quân 65 đều đồng loạt tấn công vượt sông. Ở khu vực Pułtusk, Lữ đoàn xe tăng 17 của Quân đoàn xe tăng cận vệ 1 cơ động qua 2 cầu gỗ có trọng tải lớn đã đánh chiếm Karnevska (???), một hòn đảo giữa sông Narev, đối diện với thành phố Pułtusk; các sư đoàn bộ binh 15, 69 và cận vệ 37 của Quân đoàn bộ binh 18 vượt sông qua 3 cầu phao và 1 cầu gồ đánh chiến thị trấn Lubenitsa (Lubienica-Superunki), hất Quân đoàn bộ binh 23 (Đức) ra xa sông Narev 5 km về Pokshivnitsa (Pokrywnica). Ở giữa Pułtusk và Serock, các sư đoàn bộ binh 193, 354 và cận vệ 44 thuộc Quân đoàn bộ binh 105 vượt sông đánh chiếm làng Kalchelek (Karnieweck) và đuổi Quân đoàn bộ binh 27 (Đức) về Tsepelik (???). Ở khu vực Serock, các sư đoàn bộ binh 108 và 186 của Quân đoàn bộ binh 46 cũng vượt sông Narev và đánh chiếm thành phố Serock. Trung đoàn xe tăng 251 và các trung đoàn pháo tự hành 345, 922, 925 và cận vệ 344 cũng vượt sông sang chi viện cho các sư đoàn bộ binh. Để đề phòng bất trắc, tướng P. I. Batov giữ lại Sư đoàn bộ binh 75 và các lữ đoàn xe tăng cận vệ 15, 16, Lữ đoàn cơ giới cận vệ 1, các trung đoàn pháo tự hành 1001, 1296 làm lực lượng dự bị ở bờ Đông sông Narev. Toàn bộ pháo binh của Tập đoàn quân 65 được triển khai dọc bờ Đông sông Narev từ Pułtusk và Serock để yểm hộ cho căn cứ đầu cầu. Riêng các trung đoàn súng cối 6, 37, 43, 56, 62, 75 84 và 92 được đưa qua sông và phối thuộc cho các sư đoàn bộ binh. Dến ngày 9 tháng 9, căn cứ đầu cầu Pułtusk - Serock đã được mở rộng đến 25 km, sâu từ 8 đến 18 km.
Cũng trong thời gian đó, từ ngày 5 đến ngày 7 tháng 9, Tập đoàn quân 48 cũng tổ chức tấn công vượt sông Nerev ở phía bắc Pułtusk và đánh chiếm một đầu cầu tại khu vực Ruzhan, đẩy Quân đoàn bộ binh 20 (Đức) lùi sâu về tuyến sông Mlava. Trong tình huống cánh quân phía nam của Quân đội Liên Xô bị quân Đức chặn lại trên tuyến sông Wisla thì việc chiếm được hai khu vực đầu cầu tại Pułtusk, Serock và Rujan có y nghĩa rất quan trọng. Nó mở ra khả năng cho Phương diện quân Byelorussia 1 tiếp tục tấn công Sokoluv (???), Radzymin, Modlin (???), phía bắc Warshawa, phối hợp với cánh trái của Phương diện quân đột kích sang phía tây Warshawa và bao vây thành phố.
Phát hiện mối nguy hiểm xuất hiện ở khu vực đầu cầu Pułtusk - Serock, ngày 7 tháng 9, thượng tướng Georg-Hans Reinhardt, tư lệnh mới của Cụm tập đoàn quân Trung tâm rút Sư đoàn xe tăng 5 SS "Wiking", Sư đoàn xe tăng 3 SS "Totenkopf", Sư đoàn xe tăng 19 khỏi khu vực Praga và điều đến khu vực đầu cầu Narev. Các sư đoàn bộ binh 252 và 542 (Đức) cũng được ném vào đây. Tướng Walter Weiss được lệnh phải thanh toán bằng được căn cứ đầu cầu Narev của quân đội Liên Xô trong 10 ngày. Nắm được tin tức của trinh sát báo cáo về việc ba sư đoàn xe tăng Đức trước đó vẫn đóng tại khu vực Praga nay đã xuất hiện trước căn cứ đầu cầu Pułtusk - Serock, nguyên soái K. K. Rokossovsky ra lệnh cho Tập đoàn quân 47 tiến lên phía bắc, đánh chiếm Praga; đồng thời yêu cầu tướng P. I. Batov chuẩn bị chiến dịch phòng ngự.
Ngày 10 tháng 9, khi Tập đoàn quân 47 và Tập đoàn quân Ba Lan 1 nổ súng đánh chiếm quân Praga cũng là ngày mà các sư đoàn xe tăng Đức tung ra đòn phản kích quyết liệt vào Tập đoàn quân 65 tại khu vực đầu cầu Pułtusk - Serock. Tướng P. I. Batov đã qua sông Narev sang khu vực đầu cầu để trực tiếp chỉ huy các trận đánh phòng ngự. Quân Đức tổ chức cuộc tấn công mạnh nhất vào Quân đoàn bộ binh 18 (Tập đoàn quân 65) nhằm chọc thủng một lỗ hổng ở phía nam Pułtusk để từ đó tấn công dọc theo bờ Tây sông Narev xuống phía nam nhằm đánh chiếm một hành lang chia cắt chủ lực của Tập đoàn quân 65 và bao vây các lực lượng này ở bờ Tây sông Narev. Ý đồ này của tướng Walter Weiss nhanh chóng bị phát hiện. Tướng P. L. Romanenko được lệnh sử dụng Quân đoàn bộ binh 42 cùng các trung đoàn xe tăng 42, 231 và Trung đoàn pháo tự hành chống tăng 341 từ đầu cầu Rujan đánh vào sau lưng cánh quân xe tăng Đức đang tấn công vào Quân đoàn bộ binh 18 trên cánh phải Tập đoàn quân 65 tại bàn đạp Pułtusk - Serock. Quân đoàn xe tăng cận vệ 1, Lữ đoàn pháo chống tăng cận vệ 3, các trung đoàn pháo chống tăng 344, 345 và 543 được điều đến khu vực Pułtusk để chặn các sư đoàn xe tăng Đức.
Sau bốn ngày tấn công, cả hai bên đều chịu những thiệt hại lớn tại khu vực đầu cầu Pułtusk - Serock. Chỉ trong ngày 11 tháng 9, Lữ đoàn xe tăng 104 (Đức) của thiếu tướng Weidenbrück đã bị mất 18 xe tăng Tiger. Đến cuối ngày 13 tháng 9, các sư đoàn xe tăng Đức đã không thể tiếp cận tuyến sông Narev, buộc phải rút khỏi thành phố Pułtusk và sau đó lui về Warshawa để đối phó với Tập đoàn quân Ba Lan 1 đang tiến hành các trận đánh vượt sông Wisla tại khu vực Praga. Tuy nhiên, các trận đánh phòng ngự đã làm tiêu hao nhiều sinh lực của Tập đoàn quân 65 (Liên Xô) khiến tập đoàn quân này chưa thể triển khai chiến dịch phối hợp với Tập đoàn quân 48 và cánh trái của Phương diện quân Byelorussia 2 tấn công vào Sokoluv, Radzymin, Modlin như kế hoạch đã định. Ngày 14 tháng 9, STAVKA ra lệnh cho nguyên soái K. K. Rokossovsky tạm hoãn chiến dịch và chuyển các tập đoàn quân trên cánh phải của Phương diện quân Byelorussia 1 sang tư thế phòng ngự.

### Giải phóng quận Praga

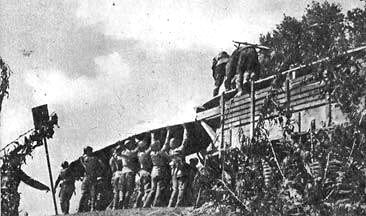
Binh sĩ của Tập đoàn quân Ba Lan 1 chuẩn bị xuồng để vượt sông Wisla, ngày 15 tháng 9 năm 1944

Cuộc phản công của quân Đức tại khu vực Praga - Volomin và cuộc "khởi nghĩa non" do Chính phủ Ba Lan lưu vong ở London và quân đội Krajowa của họ tổ chức đã làm đảo lộn các kế hoạch quân sự của quân đội Liên Xô tại khu vực trung lưu sông Wisla. Mặc dù tướng Tadeusz Bur-Komorowski, chỉ huy quân đội Krajowa tại Warshawa cự tuyệt việc liên lạc với quân đội Liên Xô nhưng Bộ Tổng tham mưu quân đội Liên Xô vẫn tìm mọi biện pháp trong điều kiện rất khó khăn để trợ giúp cho những người khởi nghĩa bởi tham gia khởi nghĩa không chỉ có quân đội Krajowa mà còn có nhiều thành viên của các đảng phái cánh tả như Đảng Công nhân Ba Lan, Đảng Dân chủ Ba Lan, Đảng xã hội Ba Lan, các chi đội thuộc Quân đội Ljudowa do Đảng Cộng sản Ba Lan lãnh đạo và cả thường dân Ba Lan còn sinh sống tại Warshawa. Chỉ đến khi những người cánh tả thuộc Quân đội Ljudova trong hàng ngũ quân khởi nghĩa Warshawa liều mạng vượt sông Wisla để liên lạc được với quân đội Liên Xô thì Bộ Tổng tham mưu Liên Xô mới nắm được một số thông tin về tình cảnh thực sự của những người khởi nghĩa đang bị các sư đoàn xe tăng Đức vây hãm trong thành phố và chia cắt họ thành ba cụm. Trong khi đó, các trận đánh ác liệt của Tập đoàn quân xe tăng 2 tại khu vực Volomin đã tiêu hao nhiều sinh lực, vũ khí, đạn dược và phương tiện của Phương diện quân Byelorussya 1. Ngày 10 tháng 9, nguyên soái K. K. Rokossovsky báo cáo với Đại bản doanh quân đội Liên Xô:
| “                    | Chúng tôi chưa thể chuyển sang tấn công trước ngày 25 tháng 9 vì chưa kịp chuyên chở lên phía trước số đạn dược cần thiết ở mức tối thiểu trước thời hạn đó. | ” |
| — K. K. Rokossovsky. | |   |

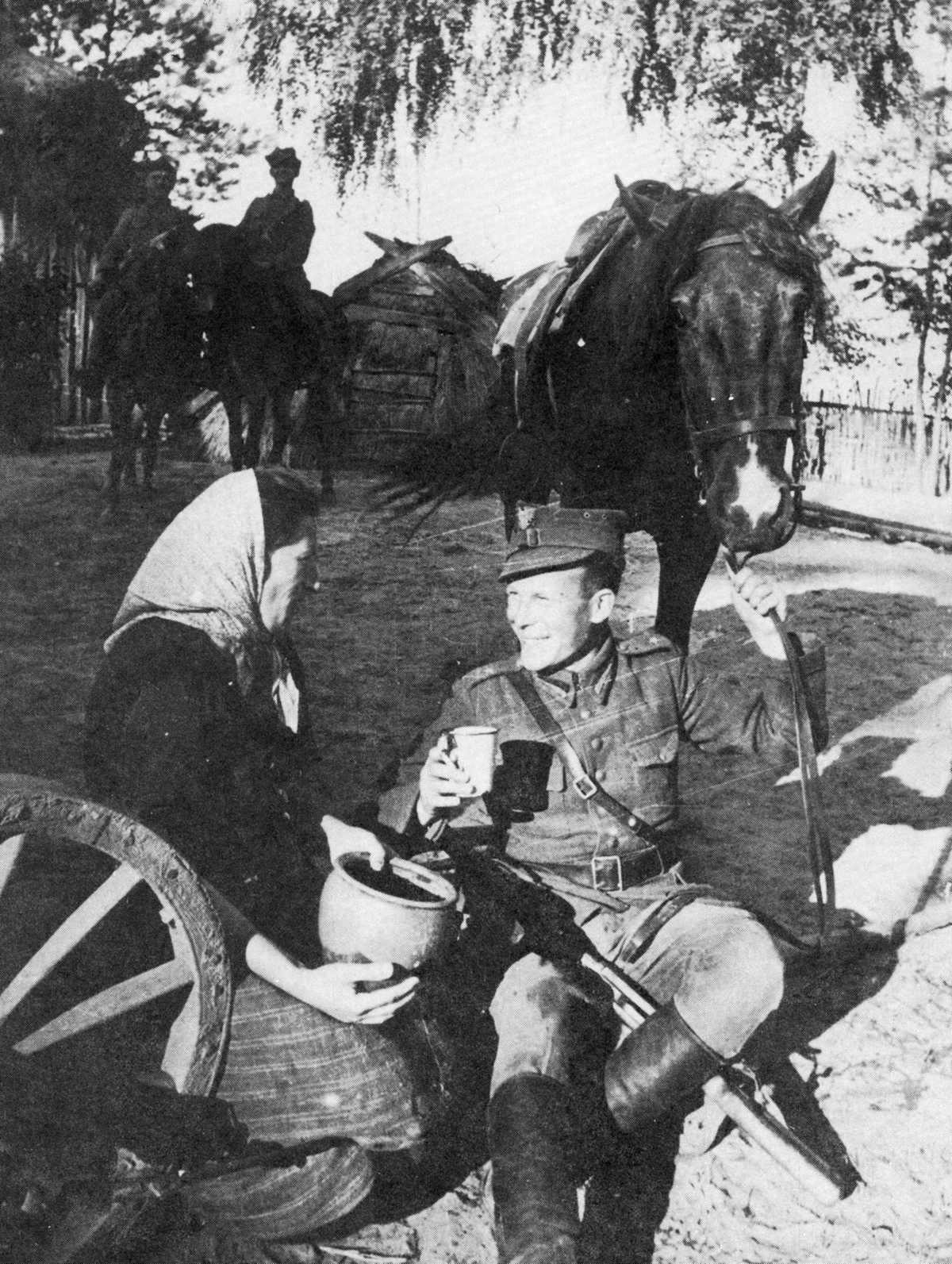
Người dân Ba Lan đón tiếp các chiến sĩ của Lũ đoàn kỵ binh độc lập 1 thuộc Quân đội nhân dân Ba Lan

Về phía mình, STAVKA cũng thông báo cho K. K. Rokossovsky rằng lực lượng dự bị của Đại Bản doanh đang dành cho cuộc tấn công sắp triển khai tại hướng Yassy - Kishinev nên Phương diện quân Byelorussia 1 chỉ có thể dựa vào lực lượng dự bị còn lại của chính họ là Tập đoàn quân 70 với vỏn vẹn 4 sư đoàn bộ binh. Yêu cầu của K. K. Rokossovsky về việc chuyển Tập đoàn quân xe tăng 1 của tướng M. E. Katukov cho Phương diện quân Byelorussia 1 cũng không thể thực hiện được do tập đoàn quân này đang chiến dấu để chống lại các sư đoàn xe tăng Đức tại khu vực đầu cầu Sandomiez với tính chất ác liệt không kém khu vực Warshava. Bằng binh lực hiện có, ngày 25 tháng 8, Phương diện quân Byelorussia 1 nối lại cuộc tấn công những kết quả rất hạn chế. Các sư đoàn của Tập đoàn quân 2 (Đức) đã khống chế chặt chẽ các khu vực đầu cầu Ruzhan, Pułtusk và Serock khiến các Tập đoàn quân 48 và 65 không thể triển khai các trận tấn công lớn. Tập đoàn quân cận vệ 8 (Liên Xô) cũng phải rất vất vả mới giữ được đầu cầu Magnushev trước các cuộc phản kích của Quân đoàn bộ binh 35 (Đức). Ngày 29 tháng 9, Bộ Tổng tham mưu yêu cầu Phương diện quân Byelorussia 1 tiếp tục tấn công để tìm mọi cách đánh chiếm khu vực Praga.
Ngày 7 tháng 9, trong các trận phòng thủ để giữ khu vực đầu cầu Narev, trinh sát của Tập đoàn quân 65 phát hiện một số sư đoàn xe tăng Đức trước đó đang tấn công ở khu vực Volomin nay đã xuất hiện phía trước trận địa của các quân đoàn bộ binh 46 và 105. Động thái này của quân Đức được báo cáo ngay lên Bộ tư lệnh Phương diện quân Byelorussia 1. Nguyên soát K. K. Rokossovsky cho rằng quân Đức đã phán đoán rằng quân đội Liên Xô sẽ hành động tích cực tại khu vực sông Narev và đề nghị Đại bản doanh cho mở cuộc tấn công vào quận Praga. Đại bản doanh đồng ý và yêu cầu thực hiện ngay.
Ngày 10 tháng 9, Tập đoàn quân 47 của tướng N. I. Gusev bắt đầu tấn công lên phía bắc, Tập đoàn quân Ba Lan 1 tiến theo sau. Sau những hành động nhanh chóng và kiên quyết, đêm 13 tháng 10, Tập đoàn quân 47 và Tập đoàn quân Ba Lan 1 đã đánh chiếm quân Praga nằm ở bờ Đông sông Wisla. Mặc dù chiếm được địa bàn quan trọng này nhưng yếu tố bất ngờ của quân đội Lien Xô đã bị mất, trước khi rút các sư đoàn xe tăng khỏi khu vực Praga - Volomin, quân Đức đã phá hủy tất cả những cây cầu bắc qua sông Wisla từ Praga sang Volomin. Tập đoàn quân 47 và Tập đoàn quân Ba Lan 1 bị ngăn cách với Warshawa đã phải chiến đấu ác liệt suốt 45 ngày đêm để vượt qua con sông Wisla rộng và sâu. Để thu hẹp khoảng cách giữa hai cánh của Phương diện quân Byelorussia 1, Ngày 14 tháng 9, nguyên soái K. K. Rokossovsky lệnh cho Tập đoàn quân 47 chiếm lĩnh đoạn bờ Đông sông Wisla từ phía nam Serock đến Rembertuv thay cho chủ lực của Tập đoàn quân 65 đã vượt sông Wisla sang đầu cầu Pułtusk - Serock. Tập đoàn quân Ba Lan 1 có nhiệm vụ trấn giữ phòng tuyến tại khu vực Praga và trực tiếp chi viện cho cuộc khởi nghĩa Warshawa. Tập đoàn quân 70, lực lượng dự bị cuối cùng của Phương diện quân Byelorussia 1 được đưa đến khu Praga trợ giúp cho Tập đoàn quân Ba Lan 1. Tuy nhiên, vẫn như trước đó một tháng, những người của quân đội Krajowa vẫn giữ thái độ bất hợp tác và im lặng kể cả khi các máy thu vô tuyến của họ bắt được làn sóng điện từ các điện đài của quân đội Liên Xô liên tục gọi đến.

## Diễn biến quân sự - chính trị có liên quan

### Quân đội nhân dân Ba Lan và Ủy ban giải phóng dân tộc Ba Lan

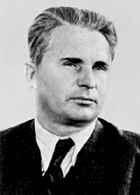
Edward Osóbka-Morawski, Chủ tịch Ủy ban giải phóng dân tộc Ba Lan

Do Đảng Cộng sản Ba Lan bị phát xít Đức cấm hoạt động và đàn áp, ngày 5 tháng 1 năm 1942, những người cánh tả ở Ba Lan đã lập ra Đảng Công nhân Ba Lan (hay Đảng Lao động Ba Lan: (tiếng Ba Lan) Polska Partia Robotnicza, PPR) do Marceli Nowotka là tổng thư ký. Sau khi Marceli Nowotka chết, ngày 28 tháng 11 năm 1942, Moloets Boleslaw lên thay. Tuy nhiên, ông này bị các đồng chí trong đảng tố cáo về các hoạt động khiêu khích, tham gia các hoạt động khủng bố và nhúng tay vào vụ giết hại Marceli Nowotka nên ngày 31 tháng 12 năm 1943, Moloets Boleslaw bị Ban chấp hành PPR bãi chức. Paweł Finder lên làm Tổng thư ký. Ngày 14 tháng 11 năm 1943, đến lượt Paweł Finder bị Gestapo bắt và sau đó, bị thủ tiêu ngày 26 tháng 7 năm 1944 cùng với một lãnh tụ khác của đảng này là Margareta Formalska. Người thay thế ông là Władysław Gomułka. Đảng Công nhân Ba Lan cũng lập ra tổ chức vũ trang riêng của mình là Quân đội "Gwardii Ludowej" (Quân đội cận vệ nhân dân) do Bolesław Mołojec làm Tổng tư lệnh. Đây là một quân đội hoạt động bí mật bằng chiến tranh du kích trên lãnh thổ Ba Lan và các vùng giáp biên với quân số ban đầu khoảng 20.000 người và đến tháng 7 năm 1944 lên đến hơn 100.000 người. Bộ chỉ huy "Gwardii Ludowej" chia đất nước Ba Lan thành 6 quân khu:
- Quân khu I (còn gọi là Quân khu Warshawa) gồm nội đô Warshawa, các quận của Warshawa bên tả ngạn sông Wisla và các quận của Warshawa bên hữu ngạn sông Wisla.
- Quân khu II (còn gọi là Quân khu Lubel) gồm các quận Lublin, Janów Lubelski và Siedlce
- Quân khu III (còn gọi là Quân khu Radom-Kielce) gồm các quận Radom, Kielce, Częstochow và Piotrków.
- Quân khu IV (còn gọi là Quân khu Krakow) gồm các quận Kraków, Podhale, Miechów, Tarnów, Rzeszów và Jasło
- Quân khu V (còn gọi là Quân khu Śląs) gồm các quận Zagłębie Dąbrowskie, Bielsko, Katowice và Chrzanów
- Quân khu VI (còn gọi là Quân khu Łódz) gồm các quận Łódź-Miast, Łódź Podmiejski, Poznań và Płock

Bản tuyên ngôn của Ủy ban giải phóng dân tộc Ba Lan ban hành ngày 22 tháng 7 năm 1944

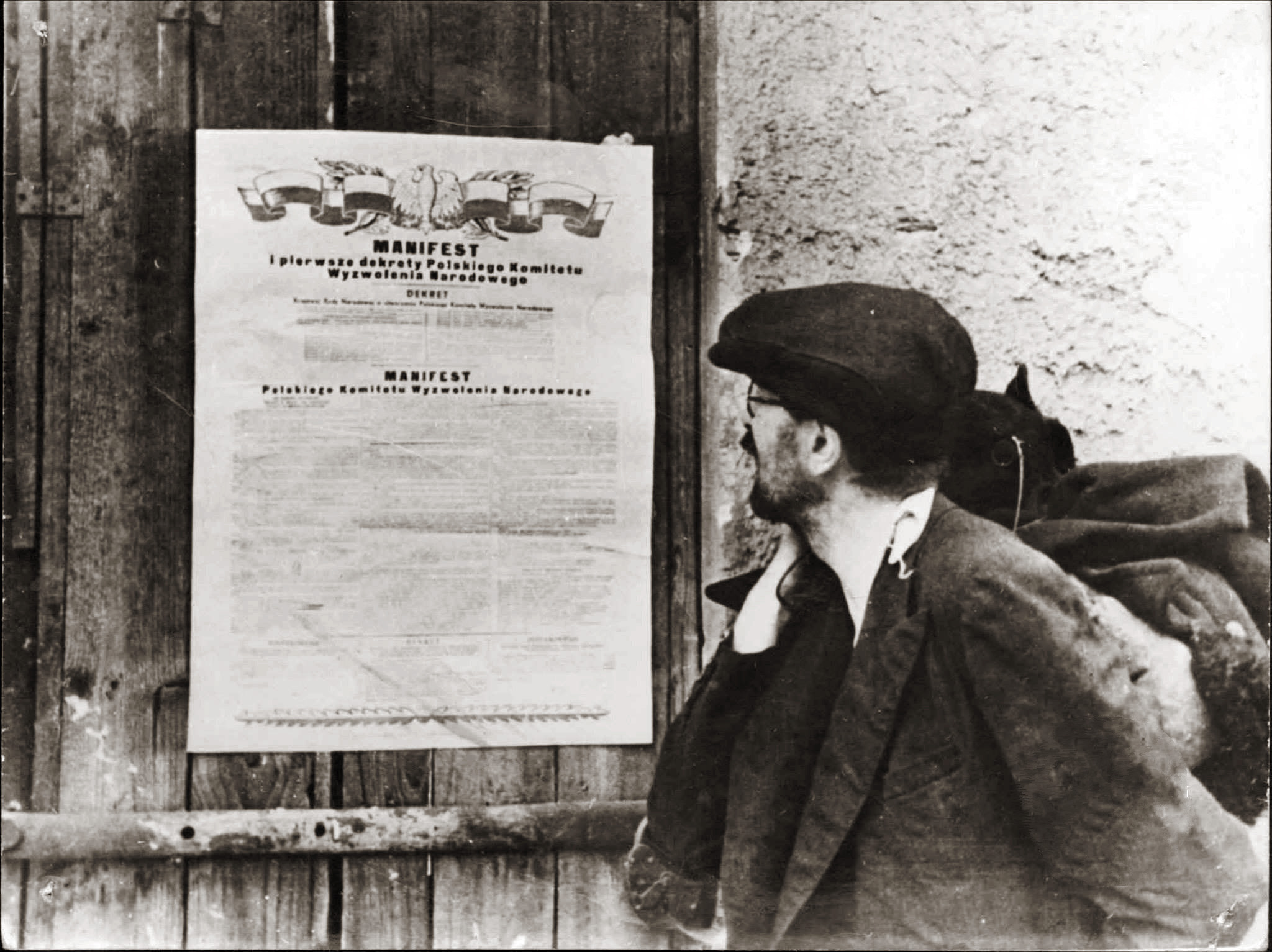
Người dân Ba Lan đọc bản tuyên ngôn của Ủy ban giải phóng dân tộc Ba Lan

Quân đội cận vệ nhân dân đấu tranh vũ trang chống phát xít Đức và có mối liên hệ mật thiết với các tổ chức du kích Liên Xô hoạt động ở vùng giáp ranh Ba Lan - Byelorussia và Ba Lan - Ukraina. Ngày 1 tháng 1 năm 1944, theo sáng kiến của Văn phòng trung ương Đảng Cộng sản Ba Lan, quân đội "Gwardii Ludowej" hợp nhất với Sư đoàn bộ binh Ba Lan 1 "Tadeuz Kosciuszko" và Sư đoàn bộ binh Ba Lan 2 "Wanda Wasilewska" thành Quân đội nhân dân Ba Lan.
Ngay khi quân đội Liên Xô vượt qua đường Curzon, ngày 21 tháng 7 năm 1944, tại Khelm, Ủy ban Giải phóng Dân tộc Ba Lan (PKWN) đã được thành lập. Ban đầu, nó gồm 15 thành các chính đảng cánh tả như Đảng Công nhân Ba Lan, Đảng Xã hội Ba Lan, Đảng Dân chủ Ba Lan, Đảng Nông dân Ba Lan và những người không đảng phái, trong đó có các tướng lĩnh của Quân đội nhân dân Ba Lan:
- Chủ tịch ủy ban là Edward Osóbka-Morawski, người của Đảng Xã hội Ba Lan, kiêm nhiệm phụ trách đối ngoại.
- Wanda Wasilewska, người của Đảng Công nhân Ba Lan là phó chủ tịch, phụ trách Liên minh yêu nước Ba Lan (IPP)
- Andrzej Witos, người của Đảng Nông dân Ba Lan là phó chủ tịch, kiem nhiệm phụ trách các vấn đề nông nghiệp và cải cách ruộng đất.
- Stanisław Kotek-Agroszewski, người của Đảng Nông dân Ba Lan, phụ trách văn phòng của Ủy ban.
- Stanisław Radkiewicz, người của Đảng Công nhân Ba Lan, phụ trách an ninh công cộng.
- Jan Stefan Haneman, người của Đảng Xã hội Ba Lan, phụ trách kinh tế và tài chính.
- Stefan Jędrychowski, người của Đảng Công nhân Ba Lan, phụ trách thông tin và truyền thông.
- Jan Michał Grubecki, người của Đảng Nông dân Ba Lan, phụ trách giao thông liên lạc.
- Trung tướng Michał Żymierski, người của Đảng Công nhân Ba Lan phụ trách quân sự, quốc phòng.
- Wincenty Rzymowski, người của Đảng Dân chủ Ba Lan, phụ trách văn hóa nghệ thuật.
- Emil Sommerstein, người không đảng phái, phụ trách các vấn đề thương binh và hậu quả chiến tranh.
- Stanisław Skrzeszewski, người của Đảng Công nhân Ba Lan, phụ trách giáo dục.
- Bolesław Drobner, người của Đảng Xã hội Ba Lan, phụ trách các vấn đề lao động, y tế và phúc lợi xã hội.
- Jan Czechowski, người của Đảng Nông dân Ba Lan, phụ trách các vấn đề pháp luật.

Ngày 22 tháng 7, PKWN ra bản tuyên ngôn nêu rõ các vấn đề chủ yếu gồm cải cách ruộng đất, quốc hữu hóa các ngành côgn nghiệp chủ chốt và tiếp tục đấu tranh chống phát xít Đức. Ngày 27 tháng 7 năm 1944. Ủy ban này chuyển đến hoạt động tại Lyublin và bắt đầu các hoạt động hành chính của một chính phủ lâm thời tại các vùng đất Ba Lan (theo đường Curzon) vừa được Liên Xô giải phóng. Cùng ngày, Chủ tịch Edward Osóbka-Morawski thay mặt PKWN ký kết với Chính phủ Liên Xô hiệp định về đường biên giới Ba Lan - Liên Xô trên cơ sở đường Curzon. Trên cơ sở cuộc đàm phán tay đôi từ ngày 26 đến ngày 27 tháng 7 giữa các đại diện của PKWN do Edward Osóbka-Morawski đứng đầu với Stanisław Mikołajczyk, thủ tướng chính phủ Ba Lan lưu vong ở London và nhiều cuộc đàm phán do Liên Xô làm trung gian nhằm thống nhất hành động của các lực lượng Ba Lan chống phát xít, ngày 1 tháng 1 năm 1945, Ủy ban giải phóng dân tộc Ba Lan được cải tổ thành Chính phủ lâm thời của nước Cộng hòa Ba Lan (Rząd Tymczasowy Rzeczypospolitej Polskiej - RTRP). Chính phủ này vẫn do Edward Osóbka-Morawski đứng đầu. 5 thành viên của Chính phủ Ba Lan lưu vong ở London đã tham gia chính phủ này. Trong đó, Stanisław Mikołajczyk giữ chức vụ Phó Thủ tướng kiêm Bộ trưởng Bộ Nông nghiệp.
Ngay từ khi mới ra PKWN mới ra đời, Chính phủ Ba Lan lưu vong ở Anh đã tuyên bố đó là một chính phủ "con rối" của Moskva. Để đáp lại lời tuyên bố đó, ngày 26 tháng 7, Chính phủ Liên Xô ra tuyên bố nêu rõ:
| “                   | Chính phủ Liên Xô không có ý định thiết lập bộ máy hành chính của mình trên lãnh thổ Ba Lan. Liên Xô cho rằng đây là công việc của nhân dân Ba Lan. Do đó, Liên Xô quyết định ký kết với Ủy ban giải phóng dân tộc Ba Lan một hiệp nghị về về các mối quan hệ của các bộ tư lệnh Liên Xô với chính quyền Ba Lan. Chính phủ Liên Xô tuyên bố sẽ không theo đuổi mục tiêu chiếm giữ một bộ phận đất đai nào của Ba Lan hoặc thay đổi chế độ xã hội ở Ba Lan. Các hành động quan sự của Liên Xô trên lãnh thổ Ba Lan đều chỉ xuất phát từ sự cần thiết về mặt quân sự và từ nguyện vọng muốn giúp nhân dân Ba Lan anh em giải phóng tổ quốc của họ khỏi ách chiếm đóng của nước Đức phát xít | ” |
| — Chính phủ Liên Xô | |   |

### Cuộc đàm phán giữa Chính phủ lưu vong Ba Lan và PKWN ở Moskva

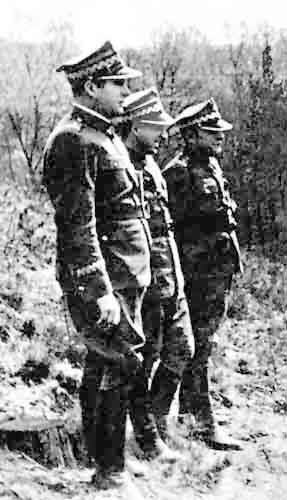
Các chỉ huy đầu tiên của Quân đội nhân dân Ba Lan. Từ trái sang phải: Karol Świerczewski, Marian Spychalski và Michał Rola-Żymierski

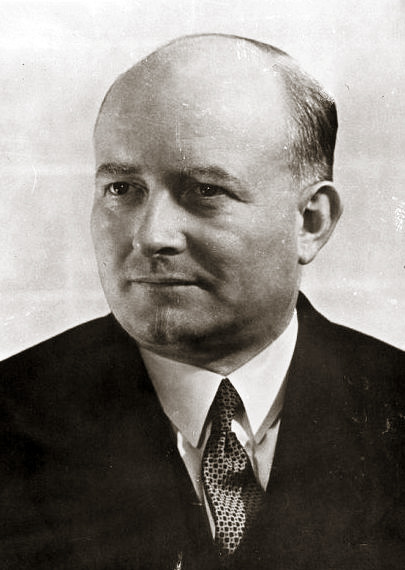
Stanisław Mikołajczyk, Thủ tướng Chính phủ Ba Lan lưu vong ở London

Ngay sau khi Ủy ban giải phóng dân tộc Ba Lan được thành lập tại Khelm trên đất Ba Lan và khi bản tuyên bố của Chính phủ Liên Xô về vấn đề Ba Lan vừa được phát sóng, ngày 26 tháng 7 năm 1944, Stanisław Mikołajczyk, thủ tướng Chính phủ Ba Lan lưu vong ở London lên đường đi Moskva để đàm phán với Chính phủ Liên Xô về các vấn đề của Ba Lan liên quan đến các hoạt động quân sự của Liên Xô trên lãnh thổ Ba Lan. Ngày 28 tháng 7, Stanisław Mikołajczyk dừng chân tại Cairo và có cuộc gặp với các đại diện của Ba Lan tại đây. Ngày 31 tháng 7, Ngoại trưởng V. M. Molotov tiếp Stanisław Mikołajczyk tại trụ sở Bộ ngoại giao Liên Xô. Tại buổi tiếp kiến, Stanisław Mikołajczyk tuyên bố mọi kế hoạch hành động của lực lượng Armia Krajowa đã được lên kế hoạch và Chính phủ Ba Lan ở London đang cho tập trung lực lượng. Riêng về phương án hành động tại Warshawa, Stanisław Mikołajczyk cho biết Chính phủ Ba Lan còn đang suy nghĩ tới kế hoạch tổng khởi nghĩa. Ông ta đề nghị Liên Xo cho không quân ném bom, bắn phá các sân bay quanh Warszawa để hỗ trợ cho cuộc khởi nghĩa nếu nó xảy ra. Ngoài ra, Stanisław Mikołajczyk không cho người Nga biết thêm các chi tiết và cũng không đặt kế hoạch phối hợp hành động cụ thể.
Tại cuộc đàm phán chính thức giữa đoàn đại biểu Chính phủ Ba Lan lưu vong ở London gồm Stanisław Mikołajczyk, S. Grebowski và tướng Romera-Żeligowski với đoàn đại biểu Liên Xô tại điện Kremly ngày 3 tháng 8, mặc dù khởi nghĩa Warrshawa đã nổ ra được hai ngày nhưng Stanisław Mikołajczyk không hề cho chính phủ Liên Xô biết về cuộc khởi nghĩa ở Warshawa và cũng không đề nghị phối hợp với phía Liên Xô. Chỉ đến khi tướng S. M. Stemenko, đại diện Bộ Tổng tham mưu Liên Xô thông báo cho Stanisław Mikołajczyk biết người Nga đã nắm được một số thông tin sơ bộ về cuộc khởi nghĩa Warshawa thì ông ta mới thừa nhận có chuyện đó và đề nghị Liên Xô giúp đỡ thả vũ khí và lương thực xuống Warshawa cho quân khởi nghĩa bằng máy bay. I. V. Stalin nói Liên Xô sẽ giúp những người khởi nghĩa bằng cách đó nhưng trước hết, Liên Xô phải nắm được vị trí hiện tại của quân khởi nghĩa thì mới có thể thả hàng đúng chỗ mà không bị rơi vào tay quân Đức. Đáp lại, cả Stanisław Mikołajczyk và hai thành viên đi cùng đều nói rằng họ cũng không biết gì hơn. Khi được tướng S. M. Stemenko đề nghị bàn việc phối hợp hành động giữa hai bên, Stanisław Mikołajczyk vẫn giữ thái độ im lặng và lặp lại đề nghị phía Liên Xô thả dù hàng để giúp những người khởi nghĩa về vũ khí và lương thực. Kết thúc cuộc đàm phán, I. V. Stalin khuyên Stanisław Mikołajczyk nên gặp các thành viên của Hội đồng quốc gia dân tộc Ba Lan (KRN) và Ủy ban giải phóng dân tộc Ba Lan để thống nhất kế hoạch hành động với họ. Phía Liên Xô sẽ mời họ từ Lyublin đến và sẽ cung cấp mọi điều kiện để cuộc đàm phán diễn ra thuận lợi.
Ngày 5 tháng 8, Boleslaw Bierut, Chủ tịch KRN, Edward Osóbka-Morawski, Chủ tịch PKWN và trung tướng Michał Żymierski có mặt tại Moskva và cuộc đàm phán bắt đầu. Người Nga không tham gia cuộc hội đàm này. Tuy nhiên, trong suốt 4 ngày đàm phán, phái đoàn của Chính phủ Ba Lan lưu vong do Stanisław Mikołajczyk dẫn đầu đã giữ thái độ khiêu khích và bất hợp tác. Họ đòi phải dành cho Chính phủ Ba Lan lưu vong ở London giữ 80% số ghế trong chính phủ liên hiệp lâm thời, đòi lập lại Hiến pháp 1935. Họ cũng bác bỏ đề nghị của phái đoàn PKWN về việc công nhận tình hình chính trị tại Ba Lan dã thay đổi trong mùa hè năm 1944 với các chính đảng mới ra đời mà không phải là Đảng Cộng sản. Những người đại diện cho KRN và PKWN vẫn giữ lập trường của mình. Đàm phán đổ vỡ.
Để cứu vãn tình hình, ngày 5 tháng 9, I. V. Stalin tiếp riêng Stanisław Mikołajczyk. Tại buổi hội kiến, I. V. Stalin cho Stanisław Mikołajczyk biết ông vừa nhận được bức giác thư của phái bộ quân sự Anh tại Moskva gửi đến Bộ Tổng tham mưu quân đội Liên Xô. Bức giác thư thông báo về việc họ nhận được bức điện tín của "những người của London" nói về cuộc khởi nghĩa dã nổ ra ở Warshawa ngày 1 tháng 8. Đến lúc này, Stanisław Mikołajczyk buộc phải thông báo cho phía Liên Xô một cách tỷ mỷ hơn về cuộc khởi nghĩa ở Warshawa cũng như cho biết về tình trạng thiếu vũ khí trầm trọng của quân khởi nghĩa. Căn cứ thông điệp của phái bộ quân sự Anh ở Moskva. Ngày 6 tháng 8, I. V. Stalin đã gọi điện trực tiếp cho nguyên soái K. K. Rokossovsky, yêu cầu cử trinh sát nhảy dù xuống Warsahawa để bắt liên lạc ngay với lãng đạo quân khởi nghĩa. Tuy nhiên, tướng Tadeusz Bur-Komorowski không thèm tiếp họ. Ngày hôm sau, các trinh sát Liên Xô đã sa vào tay quân Đức. Cùng ngày, Stanisław Mikołajczyk lên đường trở về London. Chính phủ PKWN và Chính phủ Ba Lan lưu vong ở London đã không đạt được bất kỳ một thỏa thuận nào.

### Khởi nghĩa Warszawa

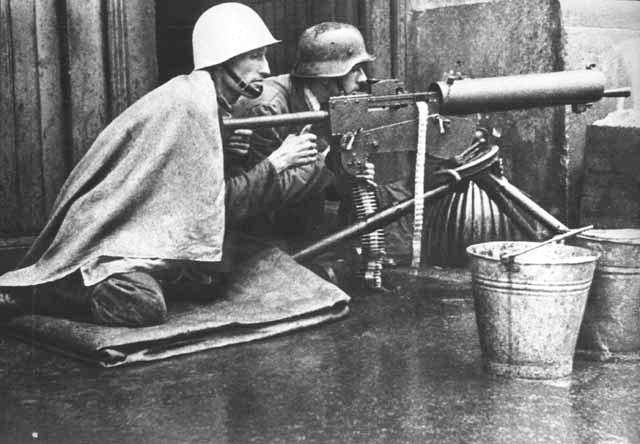
Một tổ súng máy của quân khởi nghĩa tại Warshawa

Trong thời gian quân đội Liên Xô đang chiến đấu trên các bàn đạp ở sông Wisla, ngày 1 tháng 8 năm 1944 quân kháng chiến Ba Lan thuộc lực lượng Armia Krajowa đã tiến hành khởi nghĩa ở thành phố Warszawa hưởng ứng theo phong trào khởi nghĩa thuộc Chiến dịch Giông tố. Một trong các mục đích của lực lượng Armia Krajowa trong việc giải phóng Warszawa là chứng tỏ tính hợp pháp của chính phủ lưu vong Ba Lan trong cuộc chiến giải phóng dân tộc cũng như hy vọng giành được sự công nhận về mặt chính trị của Liên Xô. Armia Krajowa cũng hy vọng quân đội Liên Xô - vì cần Warszawa làm bàn đạp cho các cuộc tấn công tiếp theo - sẽ giúp đỡ họ giải phóng thủ đô Ba Lan. Ngày 25 tháng 7, khi Tập đoàn quân xe tăng 2 (Liên Xô) còn cách quận Praga hơn 20 km về phía đông nam và phải đối phó với các đòn phản kích ngày càng mạnh hơn của các sư đoàn xe tăng Đức thì tướng Tadeusz Bur-Komorowski, Tổng chỉ huy "Armija Krajowa" tại Warshawa đã phớt lờ cảnh báo của Bộ chỉ huy tối cao quân đồng minh Anh - Mỹ tại châu Âu rằng họ không thể trông đợi vào sự giúp đỡ của người Anh. Ông báo tin cho Chính phủ Ba Lan lưu vong tại London:
| “                        | Chúng tôi đã sẵn sàng để bất kỳ lúc nào cũng có thể nổ súng chiếm lấy Warshawa | ” |
| — Tadeusz Bur-Komorowski |                                                                                |   |

Do sợ bị "chậm chân" nên Bộ chỉ huy "Armia Krajowa" tổ chức cuộc khởi nghĩa một cách vội vã. Vì vậy, thời điểm cuộc khởi nghĩa nổ ra không thống nhất, công tác bảo mật cũng rất kém cỏi khiến tính chất bất ngờ của cuộc khởi nghĩa bị mất. Nhiều binh sĩ của "Armia Krajowa" phải tự đi tìm người chỉ huy của mình. Đến lượt họ, những chỉ huy này cũng không nắm được địa điểm đặt các kho vũ khí, trang bị. Đến hết ngày đầu tiên, mới chỉ có 3.500 chiến binh trong tổng số 16.000 chiến binh của "Armia Krajowa" được trang bị vũ khí bộ binh cá nhân. Điều đó làm cho các cuộc tấn công diễn ra với cường độ yếu ớt. Quân Đức tại Warshawa vẫn chiếm giữ được các trung tâm thông tin, các đầu mối giao thông, các sở chỉ huy và các trung tâm năng lượng chủ chốt.

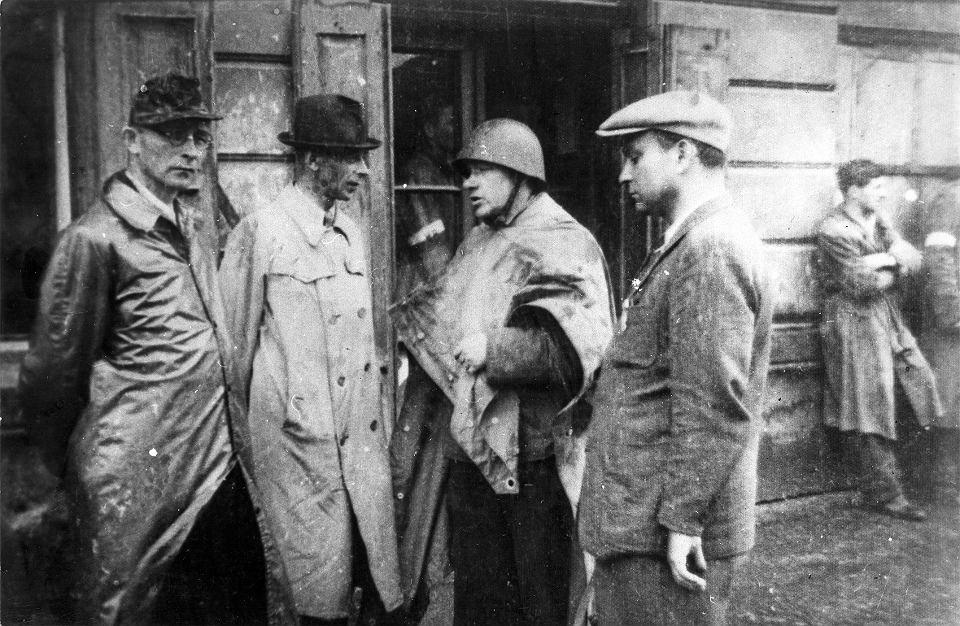
Tướng Bor-Komorowski và đại tá Radoslaw-Mazurkiewicz kiểm tra các vị trí của quân khởi nghĩa, ngày 4 tháng 8 năm 1944

Kế hoạch của Bộ tham mưu quân đội Krajowa do tướng Tadeusz Bur-Komorowski dự kiến chỉ sử dụng quân đội Krajowa đánh chiếm các mục tiêu trọng yếu trong thành phố, sau đó tổ chức phòng thủ và "ngồi chờ" quân đội Liên Xô kéo vào. Nhưng tin tức về cuộc khởi nghĩa sắp nổ ra đã lan đi khắp hang cùng ngõ hẻm của Warrshawa khiến cho hầu như toàn thể người dân Ba Lan còn sinh sống tại Warshawa đều tự nguyện tham gia vào cuộc khởi nghĩa này. Quy mô của nó vượt ra ngoài dự tính của tướng Tadeusz Bur-Komorowski và Chính phủ lưu vong Ba Lan ở London. Hàng nghìn người Ba Lan xếp hàng tại các điểm đóng quân của các chi đội Armia Krajowa để chờ được phân phát vũ khí. Hàng vạn người Ba Lan đã tự nguyện xây dựng các chiến lũy, đặt các chướng ngại vật trên các tuyến phố, tổ chức tiếp tế hậu cần cho các chi đội Armia Krajowa. Người dân Warshawa nhân cơ hội này đã trút mọi căm thù của mình tích tụ từ năm 1939 đến nay lên đầu quân phái xít chiếm đóng. Mặc dù trong lời kêu gọi của tướng Tadeusz Bur-Komorowski không hề nhắc đến sự giúp đỡ của người Nga nhưng người dân Ba Lan vẫn tin rằng quân đội Liên Xô sẽ đến giúp đỡ họ.
Ngày 2 tháng 8, nguyên soái K. K. Rokossovsky nhận được tin tức từ trinh sát báo cáo về cuộc nổi dậy ở Warshawa nhưng không nắm được các diễn biến cụ thể. Ông liên lạc với những người của Ủy ban giải phóng dân tộc Ba Lan, Bộ chỉ huy Quân đội nhân dân Ba Lan và Mặt trận nhân dân yêu nước (CRN) nhưng họ đều không biết gì về kế hoạch khởi nghĩa của "Armia Krajowa". Tuy nhiên, khi đông đảo nhân dân Warshawa đã đứng lên khởi nghĩa thì Bộ chỉ huy quân đội nhân dân Ba Lan hoạt động bí mật tại Warshawa đã chủ động bắt liên lạc với "Armia Krajowa" và tự đặt mình dưới quyền chỉ huy của "Armija Krajowa" nhưng đáp lại họ là sự cự tuyệt của tướng Tadeusz Bur-Komorowski. Bộ tư lệnh Phương diện quân Byelorussia 1 cũng cố sức để bắt Liên lạc với những người lãnh đạo cuộc khởi nghĩa nhưng các bức điện của K. K. Rokossovsky gửi cho tướng Tadeusz Bur-Komorowski đều không được hồi đáp. Không những thế, tướng Tadeusz Bur-Komorowski còn nghiêm cấm cấp dưới tiếp xúc với các tổ chức cánh tả chống phát xít ở Ba Lan. Ông ta muốn một mình giành lấy thắng lợi của cuộc khởi nghĩa này.

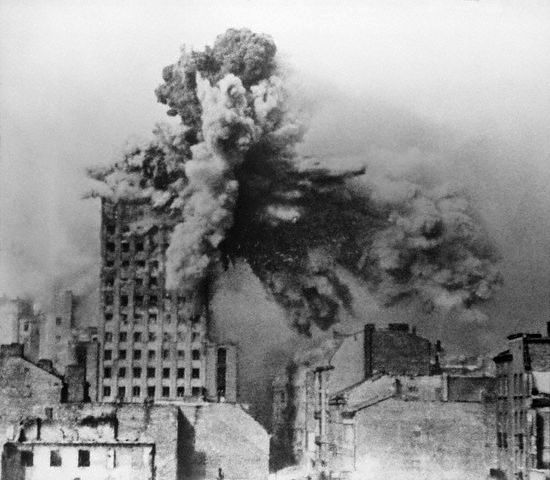
Quân đội Đức Quốc xã ném bom và bắn phá Warrshawa, ngày 28 tháng 8 năm 1944

Trong khi tình hình mặt trận sông Wisla đang diễn biến hết sức phức tạp thì cuộc khởi nghĩa Warshawa đã nổ ra một cách bất ngờ với quân đội Liên Xô nhưng lại không hoàn toàn bất ngờ với quân đội Đức Quốc xã. Ngay từ cuối tháng 7, bộ máy mật thám Gestapo (Đức) đã nắm được nhiều thông tin về kế hoạch "Dông tố" (Kế hoạch khởi nghĩa của quân đội Krajowa). Kế hoạch này không chỉ giới hạn ở thủ đô Warshawa Ba Lan mà còn dự kiến sẽ triển khai ở nhiều thành phố lớn của Ba Lan như Radom, Lyublin, Byalistok, Krakov và lan sang cả phần lãnh thổ Ukraina, Byelorussia, Litva tại Lvov, Brest, Vilnius, Siaulyai, Grodno, Kaunas. Do Gestapo đã cài được người của mình vào tổ chức của "Armia Krajowa" nên rất nhiều thành viên hoạt động bí mật của lực lượng Krajova đã bị bắt và một số trong đó đã khai báo với Gestapo về kế hoạch này. Người Đức chỉ bất ngờ về thời điểm nổ ra cuộc khởi nghĩa sớm hơn dự kiến và phạm vi của nó chỉ giới hạn tại Warshawa và các vùng phụ cận thay vì nổ ra đồng loạt ở nhiều thành phố Ba Lan  Thống chế Đức Walter Model đứng trước hai sự lực chọn: hoặc là dẹp quân khởi nghĩa trước rồi phản công quân đội Liên Xô; hoặc phản công quân đội Liên Xô trước rồi "dẹp loạn" sau. Và Hitler đã cho ông ta một đáp số tối ưu: đó là Heinrich Himmler, một người đang muốn "rửa nhục" cho SS và Gestapo sau vụ ám sát hụt Hitler xảy ra ngày 20 tháng 7 năm 1944. Theo đánh giá của Tổng hành dinh quân đội Đức Quốc xã tại Đông Phổ, các đòn tấn công của Tập đoàn quân xe tăng 2 (Liên Xô) nguy hiểm hơn và chính nó là nguyên nhân kích thích lực lượng Krajova nổi dậy để chiếm quyền kiểm soát Warshawa trước khi quân đội Liên Xô tiến công đến. Nếu chặn được đà tấn công của quân đội Liên Xô, quân Krajowa sẽ bị cô lập và không thể chống lại lực lượng áp đảo của quân đội Đức Quốc xã. Các biện pháp đặc biệt đã được thống chế Walter Model thực thi nhanh chóng. Trên mặt trận Praga - Volomin ở phía đông sông Wisla, 5 sư đoàn xe tăng và 2 sư đoàn bộ binh được triển khai. Kể từ sau trận Kursk, đây là lần đầu tiên quân đội Đức Quốc xã bố trí một lực lượng xe tăng dày đặc trên một chính diện chỉ vỏn vẹn chưa đầy 30 km từ Cherna Struga vòng qua Razmin và Trush xuống đến Palyenya, phía bắc Minsk-Mazowiecki với tâm điểm là Volomin. Trong giai đoạn đầu, việc trấn áp cuộc khởi nghĩa Warshawa được giao cho các sư đoàn cảnh vệ SS và lực lượng bảo vệ hậu phương mặt trận của quân đội Đức Quốc xã gồm Sư đoàn SS Reichsführer, Sư đoàn cảnh binh SS Warshawa, Cụm tác chiến SS Gruppenführer SS Von Bach-Selevskogo và Lữ đoàn Kaminsky. Đích thân Thống chế SS Heinrich Himmler được Adolf Hitler giao nhiệm vụ "bình định" khu vực Warshawa.

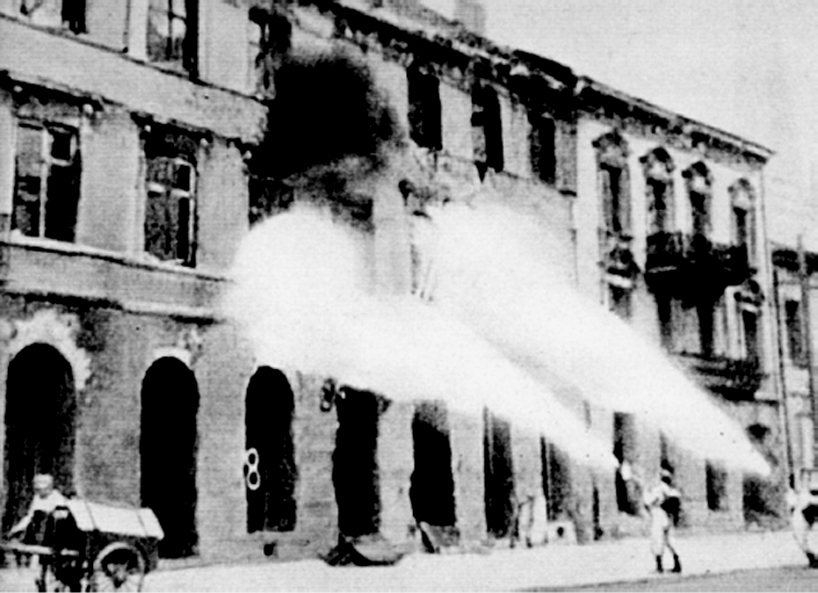
Lính Đức Quốc xã sử dụng súng phun lửa đốt phá Warshawa

Với dự trữ đạn dược chỉ đủ dùng trong 4 đến 5 ngày và không có vũ khí hạng nặng, trong tuần đầu, lực lượng khởi nghĩa đã chiếm được nhiều khu phố quan trọng. Tuy nhiên, sức chiến đấu của họ nhanh chóng giảm sút khi lợi thế bất ngờ đã bị mất và họ bắt đầu bị quân Đức phản công, chia cắt. Sau khi đánh thiệt hại nặng Tập đoàn quân xe tăng 2 (Liên Xô), chỉ trong một tuần, Thống chế SS Heinrich Himmler đã điều đến khu vực nội đô Warshawa Sư đoàn xe tăng "Hermann Goreing", Sư đoàn SS "RONA" của tướng Bronislaw Kaminski, Lữ đoàn đặc nhiệm SS Dirlewanger, Sư đoàn Lê dương Bergmann, Sư đoàn cảnh sát SS Poznań, Trung đoàn xe tăng xung kích 4 và lực lượng cảnh sát dã chiến SS tại Warshawa. Tất cả được đặt dưới quyền chỉ huy của trung tướng SS Erich von dem Bach-Zalewski.
Ngày 13 tháng 8, 39.000 quân Đức bắt đầu tấn công quân khởi nghĩa ở khu phố cổ Warshawa. Quân "Armija Krajowa" ở đây chỉ có mấy chi đội với quân số không quá 5.000 người không thể là đối thủ của các sư đoàn Đức thiện chiến hơn và được trang bị đầy đủ cho dù họ nhận được sự giúp đỡ của gần 100.000 dân sinh sống tại đây. Ban đầu, quân Đức sử dụng xe tăng và pháo hạng nặng nhưng những thứ vũ khí đó đều vô hiệu trước mạng lưới nhà cửa và công trình xây dựng dày đặc cũng như chiến thuật du kích của những người khởi nghĩa. Ngày 15 tháng 8, tướng Erich von dem Bach-Zalewski thay đổi chiến thuật, sử dụng các đội lính đặc nhiệm SS, lính lê dương và sư đoàn SS "RONA" để dập tắt từng hỏa điểm, đánh chiếm từng con phố, từng căn nhà. Ngày 21 tháng 8, quân Đức đã thu hẹp diện tích chiếm đóng của quân khởi nghĩa vào một khu vực rộng không quá 1 km vuông. Ngày 31 tháng 8, hơn 3.000 quân "Armija Krajowa" còn sống sót đã bỏ khu phố cổ Warshawa để di tản đến các vùng chiếm đóng lớn hơn của họ tại khu trung tâm thành phố, các quận Mokotów, Genrików và Zoliborz.
Ngày 2 tháng 9, tướng Erich von dem Bach-Zalewski mở cuộc tấn công vào các lực lượng chủ yếu của "Armija Krajowa" tại khu vực trung tâm thành phố. Mũi tấn công của Trung đoàn xe tăng 4 (Đức) đánh dọc theo bờ Tây sông Wisla nhằm chia cắt lực lượng của quân khởi nghĩa với lực lượng của Tập đoàn quân Ba Lan 1 lúc này đang tấn công lên Praga. Ngày 14 tháng 9, Tập đoàn quân 47 và Tập đoàn quân Ba Lan 1 đánh chiếm quận Praga. Đáng lẽ đây là thời điểm thích hợp nhất để phát động khởi nghĩa nhằm bảo vệ các cây cầu qua sông Wisla nhưng bây giờ thì quân Đức đã phá hủy tất cả các cây cầu đó. Từ ngày 16 đến ngày 23 tháng 9, các sư đoàn bộ binh Ba Lan 1 và 3 thuộc Tập đoàn quân Ba Lan 1 dưới quyền chỉ huy của tướng Zygmunt Berling đã dùng xuống đổ bộ vượt sang bờ Tây sông Wisla tại khu vực Tserniakhov. Nguyên soái G. K. Zhukov giao nhiệm vụ cho các sư đoàn của Zygmunt Berling đánh chiếm phần phía nam Warshawa từ Đại lộ 3-5 đến Đại lộ Jeruslim và trụ lại tại đây để sau này tiếp tục tấn công lên phía bắc. Nếu bắt liên lạc được với quân khởi nghĩa thì tổ chức đột kích ngay lên phía bắc, phối hợp với mũi đột kích từ phía tây bắc của Tập đoàn quân 65 đánh vào và từ phía nam của Tập đoàn quân cận vệ 8 đánh lên.
Hoạt động trên một khu vực đầu cầu rất hẹp có địa hình bờ sông dốc đứng và vấp phải hỏa lực dày đặc của pháo binh và xe tăng Đức nên các sư đoàn của Tập đoàn quân Ba Lan 1 không thể mở rộng căn cứ bàn đạp tại khu vực Tserniakhov mà chỉ mong giữ được nó. Mặc dù được năm cụm pháo binh Liên Xô gồm gần 300 khẩu có cỡ nòng từ 76 mm đến 203 mm yểm hộ nhưng các mũi tấn công lên phía bắc của các Sư đoàn bộ binh Ba Lan 1 và 3 đều bị Sư đoàn xe tăng "Hermann Goering" và Sư đoàn bộ binh 541 (Đức) chặn đứng với thương vong khá lớn. Ngày 18 tháng 9, Trung đoàn bộ binh 6 của Sư đoàn bộ binh Ba Lan 2 được đưa qua sông Wisla trong làn hỏa lực dày đặc của quân Đức nhằm chiếm một đầu cầu nhỏ tại khu vực Poniatovsky nhưng chỉ sau ba ngày, Sư đoàn bộ binh 252 (Đức) đã lấy lại căn cứ đầu cầu này.
Ngày 15 tháng 9, sĩ quan vô tuyến điện trong Bộ tư lệnh của tướng Tadeusz Bur-Komorowski được lệnh bắt liên lạc với quân đội Liên Xô và yêu cầu đầu tiên của tướng Antoni Chruściel (bí danh hoạt động là Monter), tham mưu trưởng của "Armija Krajowa" là trợ giúp vũ khí và lương thực. Ngày 17 tháng 9, STAVKA cho phép các máy bay tiếp tế của Anh và Hoa Kỳ được hạ cánh và tiếp nhiên liệu để bay về tại các sân bay của Liên Xô sau khi hoàn thành nhiệm vụ tiếp tế cho quân khởi nghĩa ở Warshawa. Quân đội Liên Xô cũng huy động tổng cộng 2.243 phi vụ chở hàng tiếp tế cho quân khởi nghĩa, đã cung cấp cho họ 156 súng cối, 505 súng chống tăng, 2.667 tiểu liên và súng trường, 3.000.000 viên đạn các loại, 42.000 lựu đạn, 500 km thuốc y tế và 113 tấn lượng thực, thực phẩm. Ngày 18 tháng 9, không quân Anh và Hoa Kỳ cũng huy động 96 máy bay B-17 thả gần 1.000 dù hàng xuống khu vực Warshawa. Tuy nhiên, do thả từ độ cao 4.000 m nên phần lớn số dù hàng này bay sang vị trí của quân Đức, một số khác bay sang vị trí của Tập đoàn quân Ba Lan 1. Chỉ có hơn 20 chiếc dù rơi đúng nơi dóng quân của quân khởi nghĩa. Các phi công Liên Xô dùng thả dù hàng ở độ cao chỉ hơn 200 m nên hầu hết các dù đều rơi chính xác vào vị trí của quân khởi nghĩa 

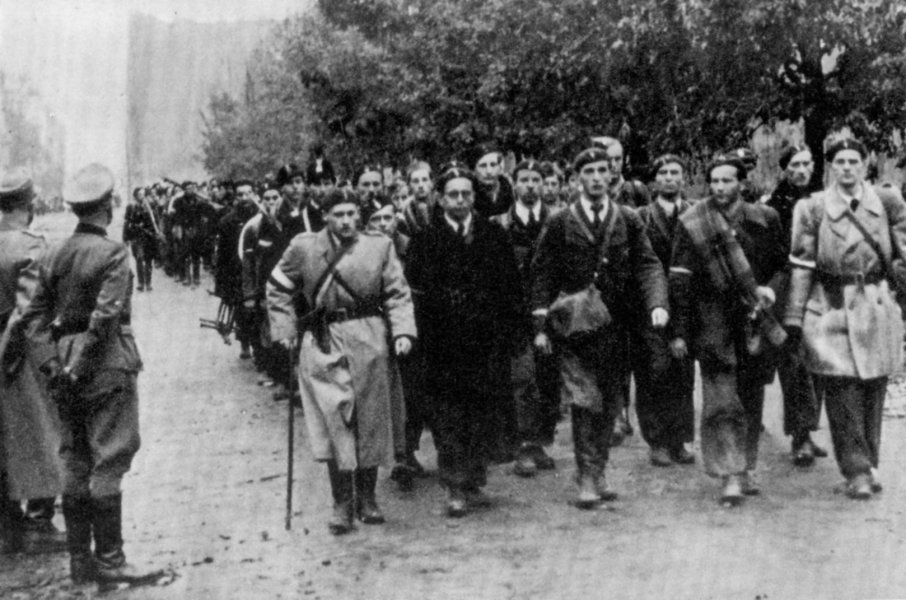
Những người khởi nghĩa thuộc "Armija Krajowa" ra đầu hàng quân đội Đức Quốc xã, ngày 5 tháng 10 năm 1944

Hạ tuần tháng 9, tình hình khu vực đầu cầu của Tập đoàn quân Ba Lan 1 không những không được cải thiện mà còn xấu đi nhanh chóng. Mờ sáng ngày 21 tháng 9, Sư đoàn xe tăng Hermann Goering và Sư đoàn bộ binh 542 (Đức) tổ chức phản công. Sau cuộc pháo kích kéo dài 30 phút, quân Đức thả khói mù và tấn công các trung đoàn của Tập đoàn quân Ba Lan 1 đang bám trụ trên căn cứ đầu cầu Tsernikhov. Liên lạc với các tiểu đoàn 2 và 8 thuộc trung đoàn Ba Lan 6 bị đứt sau khi các tiểu đoàn trưởng tiểu đoàn này đều nhất loạt gọi pháo binh Liên Xô bắn vào vị trí của mình khi họ và quân Đức đã ở thế giáp lá cà. Trung đoàn bộ binh Ba Lan 9 cũng bị quân Đức phản xung phong và chỉ còn bám trụ lại được một đầu cầu rất hẹp có chiều sâu chưa đầy 500 m tính từ bờ tả ngạn sông Wisla. Trong nội đô Warshawa ở bờ Tây sông Wisla, sức chiến đấu của quân khởi nghĩa cũng giảm đi nhanh chóng. Họ bị quân Đức chia cắt thành ba mảnh ở ba quận biệt lập và không còn nối được liên lạc trực tiếp với nhau.
Trong khi tình hình ngày một nghiêm trọng hơn thì Bộ Tổng tham mưu Liên Xô nhận được những tin tức không thể tượng tượng được từ Warshawa báo về. Ngày 20 tháng 9, 7 sĩ quan trong Bộ tham mưu quân khởi nghĩa của tướng Antoni Chruściel (Monter) bỏ chạy sang hàng ngũ Tập đoàn quân Ba Lan 1 cho biết tướng Tadeusz Bur-Komorowski đang thực hiện các hành động phá hoại ngầm từ bên trong hàng ngũ quân khởi nghĩa. Ông ta ra lệnh cưỡng bức các đơn vị thuộc quân đội theo chính phủ của Ủy ban giải phóng dân tộc Ba Lan phải phục tùng mệnh lệnh của mình, buộc họ phải dùng huy hiệu của "Armia Krajowa" và cam kết trung thành với Chính phủ ở London. Những người chống đối đều bị đàn áp bằng vũ lực. Nội bộ quân khởi nghĩa bị chia rẽ nghiêm trong giữa hai lực lượng "Armia Krajowa" (AK) và "Armia Ljudowa" (AL). Trong khi AL yêu cầu hiệp đồng với quân đội Liên Xô để cứu vãn tình hình thì AK tuyên bố sau khi chiếm được Warshawa, sẽ "cấm cửa" thành phố đối với quân đội Liên Xô. Ngày 22 tháng 9, các sĩ quan Ba Lan thuộc PKB, tổ chức quân sự bí mật theo chủ nghĩa dân tộc cực đoan thuộc AK đã bắt cóc các sĩ quan Liên Xô được cử tới giúp đỡ lực lượng AL gồm Đại tá Nikolai Rumyantsev, Thiếu tá Nikolai Gorodetsky và bác sĩ quân y Aleksandrov Ershov. Ngày 21 tháng 9, trung úy Volkov và trung sĩ Lyakhov của Trung đoàn 9 thuộc Tập đoàn quân Ba Lan 1 đã bị quân PKB sát hại khi đang trên đường đi bắt liên lạc với quân khởi nghĩa tại quận Tserniakhov. Cùng ngày, các sĩ quan liên lạc của Quân đội Liên Xô và Tập đoàn quân Ba Lan 1 tại Bộ tham mưu của tướng Antoni Chruściel đều bị yêu cầu phải rời đi với lý do không thể bảo đảm an toàn cho họ. Đại úy Yan Partsezh, chỉ huy tiểu đoàn 53 của "Armia Krajowa" còn cho biết thêm, tướng Tadeusz Bur-Komorowski đã bí mật liên lạc với trung tướng SS Erich von dem Bach-Zalewski để bàn về việc đầu hàng quân Đức. Lo ngại trước khả năng quân Đức tung ra những tin tức này để chia rẽ quân đồng minh và chia rẽ những người kháng chiến Ba Lan, Bộ Tổng tham mưu Liên Xô đã lệnh cho trinh sát của Phương diện quân Byelorussia 1 và các tình báo viên mặt trận đang hoạt động tại khu vực Warshawa kiểm chứng các thông tin này. Đáng tiếc rằng mọi thông tin đều được xác nhận. Báo cáo của tướng Michał Rolia-Żymierski, tư lệnh quân đội AL ngày 22 tháng 9 cũng xác nhận việc tướng Tadeusz Bur-Komorowski đã dùng vũ lực để buộc các đơn vị AL ở quận Zoliborz phải quy thuận AK. Trước tình hình đó, nguyên soái K. K. Rokossovsky đi đến kết luận phải ngừng các hành động quân sự của Phương diện quân Byelorussia 1 tại khu vực Warshawa và đưa các đơn vị Ba Lan trở lại Praga. Ngày 23 tháng 9, ba trung đoàn của Tập đoàn quân Ba Lan 1 được rút khỏi các đầu cầu và trở về bờ Đông sông Wisla.

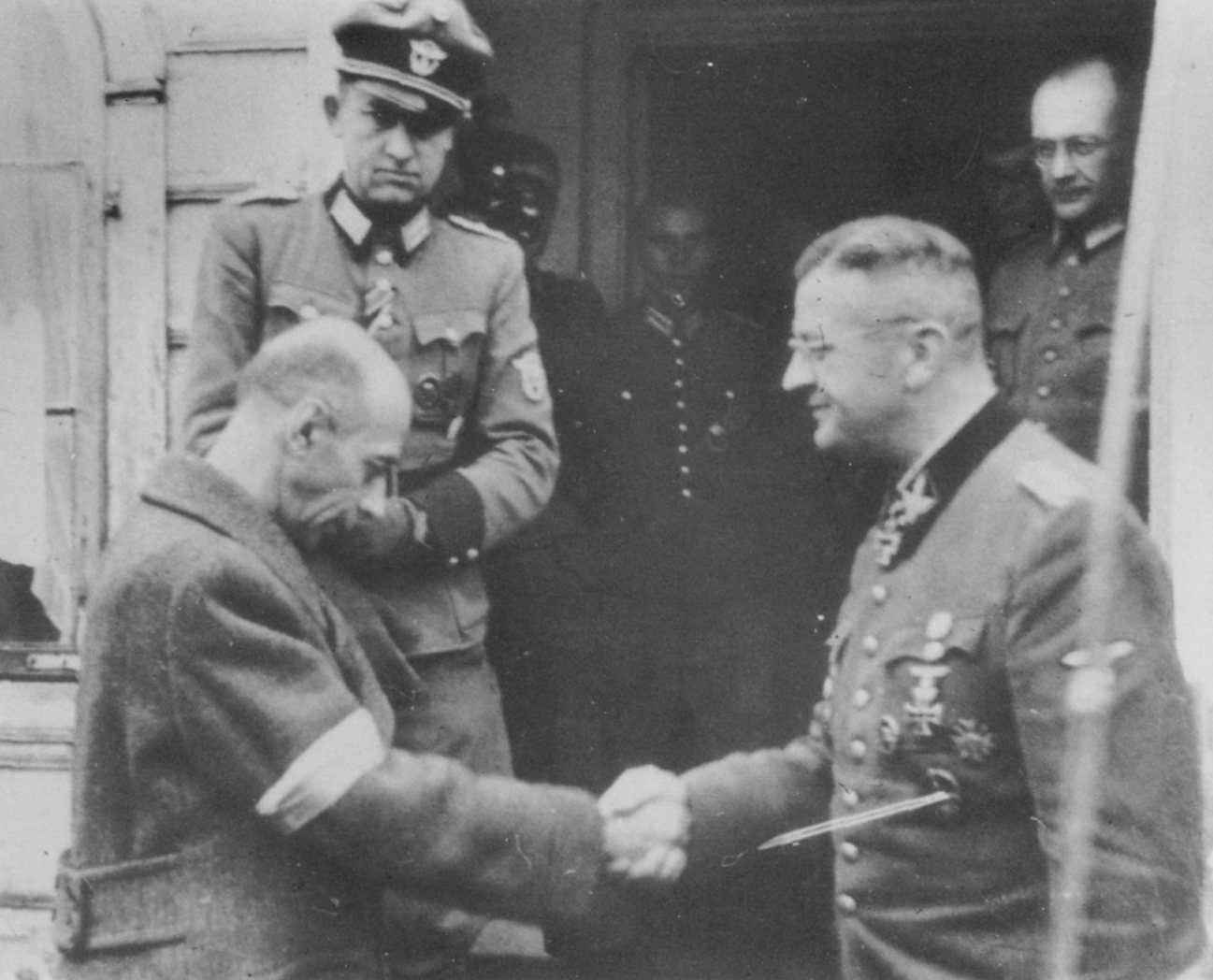
Trung tướng SS Erich von dem Bach-Zalewski tiếp kiến tướng Tadeusz Bur-Komorowski, ngày 4 tháng 10 năm 1944

Ngày 28 tháng 9, Trung tướng SS Erich von dem Bach-Zalewski mở cuộc tổng tấn công vào các cụm quân khởi nghĩa đang suy yếu dần. Tuy nhiên, một số ổ chiến đấu vẫn kiên quyết không hạ vũ khí. Những người công sản Ba Lan trong Quân đội nhân dân Ba Lan (Armija Lyudowa) đã liều mạng vượt sông Wisla bắt liên lạc với Tập đoàn quân Ba Lan 1 để vạch kế hoạch rút một nhóm lớn quân khởi nghĩa đang chống cự tại quận Zoliborz sang quận Praga bên bờ Đông sông Wisla dưới sự chi viện của pháo binh và không quân thuộc Phương diện quân Byelorussia 1. Tuy nhiên, tướng Tadeusz Bur-Komorowski lại phá hỏng kế hoạch này khi ngày 30 tháng 9, ông ta ra lệnh cho quân "Armija Krajowa" phải hạ vũ khí đầu hàng ngay lập tức. Một toán nhỏ quân "Armija Krajowa" do thiếu tá Saniavsky chỉ huy đã bất tuân thượng lệnh, dùng thuyền vượt sang Praga và gia nhập vào Tập đoàn quân Ba Lan 1. Ngày 2 tháng 10, tướng Tadeusz Bur-Komorowski cùng Bộ tham mưu của mình ra hàng quân Đức và được tướng SS Erich von dem Bach-Zalewski đón tiếp trọng thị khi ông ta dành một ngôi biệt thự sang trọng còn sót ở Warshawa cho tướng Tadeusz Bur-Komorowski trú ngụ.
Trong buổi tiếp kiến tướng Tadeusz Bur-Komorowski ngày 4 tháng 10 năm 1944, tướng SS Erich von dem Bach-Zalewski nói:
| “                             | Người Đức và người Ba Lan phải đối mặt với một kẻ thù chung, đó là bọn mọi rợ từ phương Đông (ám chỉ Liên Xô). Cả hai quốc gia bây giờ phải kề vai sát cánh cùng tiếp bước để gánh vác trách nhiệm này... Ngài cứ nghỉ ngơi và giải trí đi, tôi sẽ giúp ngài kiểm soát tình hình và sơ tán thường dân | ” |
| — Erich von dem Bach-Zalewski | |   |

Cái gọi là việc "kiểm soát tình hình và sơ tán thường dân" mà viên tướng SS người Đức gốc Ba Lan này nói đến chính là việc phát xít Đức dìm cuộc khởi nghĩa Warszawa trong biển máu với gần 200.000 người chết.

### Quan hệ đồng minh Liên Xô - Anh - Mỹ về các hoạt động quân sự của Liên Xô và cuộc khởi nghĩa Warszawa
Hồi 1 giờ 10 phút ngày 2 tháng 8 năm 1944 (giờ Moskva), Bộ Tổng tham mưu quân đội Liên Xô nhận được bức giác thư của phái bộ quân sự Anh tại Moskva báo tin rằng họ nhận được thông báo của Chính phủ lưu vong Ba Lan tại London về việc ngày 1 tháng 8, ở Warshawa đã nổ ra cuộc khởi nghĩa. Phái bộ quân sự Anh thông báo cho phía Liên Xô ba nội dung chính của bức điện mà họ nhận được từ những người của "Armia Krajowa" gửi từ Warszawa qua điện đài:
| “                                             | 1- Chúng tôi bắt đầu chiến đấu tại Warszawa lúc 17 giờ 00 ngày 1 tháng 8. Rất cần tiếp tế về đạn dược và vũ khí chống tăng. Các khu vực thả hàng được chiếu sáng gồm các quảng trường: Chợ cũ, Kertseleg, Ogrod, các đường phố Shashky-Alleya, Quân đội Ba Lan, Belvederska. 2- Kể từ khi chúng tôi bắt đầu chiến đấu đánh chiếm Warszawa. Chúng tôi yêu cầu người Nga giúp chúng tôi tấn công ngay lập tức từ bên ngoài. 3- Yêu cầu Bộ tư lệnh quân đồng minh ở Ý đáp ứng việc chuyên chở tiếp tế vũ khí đạn dược, hàng hóa ngay lập tức nếu có thể. | ” |
| — Phái bộ quân sự Anh tại Moskva chuyển tiếp. | |   |

Khi tướng A. A. Gryzlov, Phó cục trưởng Cục Tác chiến - Bộ Tổng tham mưu Liên Xô hỏi xem người Anh có nắm được điều gì cụ thể hơn thì viên sĩ quan tùy tùng Anh trả lời rằng ông ta chỉ nhận nhiệm vụ trao bức giác thư cho phía Liên Xô. Khi bức giác thư được báo cáo lên Tổng tư lệnh tối cao, I. V. Stalin cho rằng bức giác thư này không phù hợp với thể thức ngoại giao nhưng nó chứng tỏ rằng, những người ở Warszawa và Chính phủ Ba Lan lưu vong ở London hành động theo sự chỉ đạo của London, vì vậy họ mời "nhờ" London "bắn tin" cho phía Liên Xô một cách không chính thức như vậy. Ngày 3 tháng 9, sau khi vừa tiếp Stanisław Mikołajczyk, I. V. Stalin nhận được thông điệp của Thủ tướng Anh Winston Churchill. Nội dung thông điệp này cũng nói về cuộc khởi nghĩa Warszawa với lời kết nhiều ẩn ý: "Tình hình đó có thể giúp ích cho các chiến dịch của ngài", tựa hồ như cuộc khởi nghĩa ấy là một hành động chi viện cho Quân đội Liên Xô.
Ngày 5 tháng 8, I. V. Stalin gửi điện cho Thủ tướng Anh Winston Churchill, bức điện viết:
| “ | Tôi đã nhận được bức thông điệp của Ngài về tình hình tại Warszawa. Tôi nhận thấy những thông tin mà Ngài có được từ những người Ba Lan có thể bị phóng đại và không đáng tin cậy. Có thể rút ra ngay một kết luận như vậy căn cứ trên những sự kiện do người Ba Lan di cư gây ra tại Vilnius và được khuếch đại trên làn sóng phát thanh của Quân đội Krajowa. Vì thế, khó mà tin được những điều đó. Quân đội quốc gia Ba Lan chỉ gồm mấy chi đội và chưa thể gọi là sư đoàn được. Họ không có pháo binh, máy bay chiến đấu và xe tăng. Tôi không thể hình dung nổi với những chi đội như vậy lại có thể chiếm được Warszawa rộng lớn trong khi quân Đức tại đây có bốn sư đoàn xe tăng, kể cả Sư đoàn xe tăng "Hermann Goering" đang phòng thủ tại Warszawa. | ” |
| — | |   |

Sau khi đàm phán thất bại, Stanisław Mikołajczyk trở lại London và thông báo cho Winston Churchill về các cuộc hội đàm ở Moskva cũng như tình hình ngày một xấu đi của cuộc khởi nghĩa Warszawa. Về phía mình, ngày 8 tháng 8, Chủ tịch Liên Xô I. V. Stalin cũng gửi cho Thủ tướng Anh một thông điệp nói rõ những cố gắng của phía Liên Xô để những người Ba Lan có thể ngồi lại nói chuyện với nhau. I. V. Stalin nhận xét rằng Stanisław Mikołajczyk có thiện ý muốn đoàn kết những người Ba Lan. Tuy nhiên, do ông ta bất đồng với những người của PKWN về việc phải thống nhất hành động với tất cả các lực lượng dân chủ trong nước để giải phóng Ba Lan, về việc khôi phục lại Hiến pháp Ba Lan năm 1921 nên cuộc đàm phán không thành. Phía Liên Xô mong muốn Chính phủ Anh tạo diều kiện để Chính phủ của Stanisław Mikołajczyk và Chính phủ PKWN tiếp tục nối liên lạc và làm việc vì một nước Ba Lan độc lập và dân chủ với hy vọng sau đó, mọi việc sẽ trở nên tốt đẹp hơn.
Đến ngày 09 tháng 8, Chính phủ Ba Lan lưu vong ở London vẫn không chịu trực tiếp nói chuyện với Chính phủ Liên Xô. Họ thông qua đại tá R. N. Brinkman trong Phái bộ quân sự Anh ở Moskva nhắn tin cho người Nga rằng họ đang thiếu nhiều vũ khí hạng nặng và cả vũ khí bộ binh hạng nhẹ. Họ yêu cầu Moskva cho phép nguyên soái K. K. Rokossovsky thả vũ khí xuống 9 khu vực tại Warszawa cũng như cho pháo binh bắn yểm hộ tại hai khu vực đang bị quân Đức tấn công dọc sông Wisla đối diện với quận Praga. Nguyên soái K. K. Rokossovsky cho rằng yêu cầu pháo binh Liên Xô yểm hộ là không thể thực hiện được nếu như những người khởi nghĩa không chịu để cho các sĩ quan trinh sát pháo binh Liên Xô vào khu vực của họ để đo đạc, tính toàn các phần tử bắn và hiệu chỉnh. Tuy nhiên, quân khởi nghĩa không đáp lại tín hiệu gọi từ điện đài của Bộ chỉ huy Phương diện quân Byelorussia 1.
Trong những ngày tiếp theo, Chính phủ Anh liên tục thúc ép phía Liên Xô chi viện cho những người khởi nghĩa. Ngày 10 tháng 8, đại sứ Anh ở Moskva Archibald Clark Kerr gửi thư cho ngoại trưởng V. M. Molotov đề nghị người Nga cho quân đổ bộ sang Warszawa. Ngày 13 tháng 8, đại tá R. J. Brinkman, tuỳ viên quân sự Anh tại Moskva lại có thư truyền đạt đến phía Liên Xô ba yêu cầu của những người khởi nghĩa ở Warshawa gồm có: Tăng cường cung cấp vũ khí và đạn dược; ném bom một số mục tiêu đặc biệt ở Warszawa như sân bay Orkesze, sân bay Belani, doanh trại quân Đức ở Beme, khu pháo đài, Viện giáo dục Ba Lan; cho quân dù đổ bộ xuống Warshawa. Đại tá R. J. Brinkman cũng cho biết người Ba Lan đã yêu cầu người Anh đem quân dù từ Địa Trung Hải đến tiếp viện nhưng ông cho rằng, việc đó không thể thực hiện được vì "hệ thống phòng không rất mạnh của quân Đức sẽ ngay lập tức loại họ ra khỏi vòng chiến". Ngày 14 tháng 8, Đại sứ Hoa Kỳ tại Liên Xô W. Averell Harriman cũng đề nghị Liên Xô cho "mượn" sân bay để máy bay Hoa Kỳ tiếp tế cho quân khởi nghĩa có thể hạ cánh và tiếp nhiên liệu trên sân bay của Liên Xô.
Trong lúc mọi việc đang diễn ra dồn dập và căng thẳng thì ngày 14 tháng 8, một số báo chí Anh và báo chí của Chính phủ lưu vong ở Ba Lan đã "đổ dầu vào lửa" bằng cách tung tin ám chỉ những người khởi nghĩa có liên lạc với Quân đội Liên Xô nhưng người Nga đã bỏ mặc cuộc khởi nghĩa, rằng người Nga cố tình gây khó khăn cho cuộc khởi nghĩa. Chủ tịch Liên Xô I. V. Stalin lệnh cho Bộ Ngoại giao Liên Xô phải tỏ rõ thái độ của mình. Trong bức giác thư trả lời đại sứ Hoa Kỳ ngày 15 tháng 8, Thứ trưởng ngoại giao Liên Xô V. Vyshinsky vạch rõ: "Không quân Liên Xô hoàn toàn có khả năng tự mình tiếp tế vũ khí và đạn được cho những người khởi nghĩa và họ đã làm như vậy từ 10 ngày nay, ngay khi nhận được những yêu cầu đầu tiên của họ qua Chính phủ Anh. Vì vậy, việc để cho các máy bay Hoa Kỳ hạ cánh trên lãnh thổ Liên Xô sau khi hoàn thành việc tiếp tế cho những người khởi nghĩa là không cần thiết. Còn về cuộc khởi nghĩa tại Warshawa thì Bộ ngoại giao Liên Xô được phép nói rõ rằng đó là một cuộc phiêu lưu, bất chấp tình hình khó khăn mà Quân đội Liên Xô đang gặp phải trên chiến trường và Liên Xô sẽ không để cho những sự kiện đó trói tay mình".
Ngày 16 tháng 8, Cục thông tin Liên Xô cho đăng trên các báo và phát qua đài phát thanh tuyên bố của Chính phủ Liên Xô vạch rõ:
| “           | "Chính phủ lưu vong Ba Lan phải chịu hoàn toàn trách nhiệm về các sự kiện đã xảy ra ở Warszawa. Họ không hề báo trước cho Bộ Tổng tư lệnh quân đội Liên Xô biết về cuộc khởi nghĩa và không hề có thỏa thuận nào để phối hợp giữa các hoạt động quân sự của Liên Xô với các hoạt động khởi nghĩa tại Warszawa. Vì vậy, trách nhiệm trước những tổn thất không đáng có của nhân dân Ba Lan hoàn toàn thuộc về giới lưu vong Ba Lan ở London." | ” |
| — SOVINFORM | |   |

Ngày 16 tháng 8, trả lời giác thư của Đại sứ Anh Archibald Clark Kerr nhắc lại đề nghị cho phép máy bay Hoa Kỳ hạ cánh xuống lãnh thổ Liên Xô, Ngoại trưởng Liên Xô V. M. Molotov nói rõ: "Chính phủ Liên Xô không hề phản đối việc máy bay của Anh, Mỹ thả hàng tiếp tế xuống Warszawa. Tuy nhiên, Chính phủ Liên Xô không đồng ý cho các máy bay Anh, Mỹ hạ cánh xuống lãnh thổ Liên Xô vì chúng tôi không muốn bất kỳ một sự dính líu dù trực tiếp hay gián tiếp với cuộc phiêu lưu ở Warszawa". Cùng ngày, trong thư trao đổi cá nhân giữa Chủ tịch Hội đồng bộ trưởng Liên Xô và Thủ tướng Anh, I. V. Stalin viết:
| “              | Sau cuộc nói chuyện với ông Mikołajczyk, tôi đã ra lệnh cho quân đội của chúng tôi thả các vũ khí mạnh xuống Warszawa. Chúng tôi cũng phái các sĩ quan liên lạc rất tin cậy mang theo điện đài nhảy dù xuống đó nhưng không có hồi âm. Và giờ đây, tôi được biết họ đã bị quân Đức giết chết. Nghiên cứu tình hình Warszawa, tôi nhận thấy đó là một cuộc phiêu lưu khủng khiếp với hàng vạn người đã bị giết chết và thành phố bị tàn phá. Nếu như Bộ chỉ huy quân đội Liên Xô được thông báo trước khi nổ ra các hoạt động tại Warszawa và nếu như những người Ba Lan ở Warszawa trực tiếp liên lạc với Bộ chỉ huy Liên Xô thì tình hình như vậy sẽ không thể xảy ra. Ông Mikołajczyk và các cộng sự của ông ta âm mưu tung ra các sự kiện này để nhằm thực hiện mưu đồ chính trị của riêng họ nhưng lại không nghĩ đến mặt quân sự của các sự kiện đó. Cuộc khởi nghĩa chưa được chuẩn bị và bảo đảm chu đáo và điều chủ yếu là những người của ông Mikołajczyk đã không thèm đếm xỉa đến những tác động khách quan trong hoạt động quân sự của Liên Xô. Trước tình hình đó, các tướng lĩnh của tôi đã đi đến kết luận rằng cần phải cắt đứt sự dính líu với cuộc phiêu lưu ở Warszawa và Bộ chỉ huy Liên Xô không chịu trách nhiệm trực tiếp hay gián tiếp đến các hoạt động của cuộc nổi dậy ở Warrszawa | ” |
| — I. V. Stalin | |   |

Trả lời câu hỏi trong bức giác thư của Ngoại trưởng Liên Xô V. M. Molotov ngày 14 tháng 8 rằng Chính phủ Anh có được chính phủ lưu vong Ba Lan ở London thông báo trước về cuộc khỏi nghĩa Warszawa hay không; ngày 18 tháng 8, Đại sứ Anh cùng ký với Đại sứ Hoa Kỳ tại Moskva một công văn để chuyển bức giác thư trả lời của Thủ tướng Anh đề ngày 16 tháng 8. Bức giác thư viết:
| “                                                                         | 1. Chính phủ Hoàng gia luôn giữ các mối liên lạc chặt chẽ với các tổ chức quân sự Ba Lan cũng như quân đội Ba Lan hoạt động bí mật trong nước và được họ thường xuyên cung cấp thông tin. Trước khi có cuộc đổ bộ lên đất Pháp, chính quyền Ba Lan đã thông báo cho chúng tôi kế hoạch hành động của họ gồm ba giai đoạn. A) Thực hiện các cuộc tấn công nhỏ và phá hoại ngầm. B) Động viên cục bộ trong các vùng quân đội Liên Xô tiến đến. C) Tổng khởi nghĩa. 2. Tuy nhiên, do không thiết lập được liên lạc với phía Liên Xô, họ quyết định hành động trong sự phối hợp với các đồng minh phương Tây và tham khảo ý kiến của chúng tôi. Chúng tôi đã khuyến cáo rằng vì khoảng cách của quân đồng minh với Ba Lan khá xa nên tốt hơn hết là họ nên phối hợp thực hiện theo kế hoạch của chính phủ Xô Viết, ít nhất là từ giai đoạn ba, giai đoạn tổng khởi nghĩa. 3. Tuy nhiên, Ba Lan lại bắt đầu thực hiện các kế hoạch của họ theo xu hướng của một cuộc tấn công tự phát để tạo ảnh hưởng trong cuộc đấu tranh giải phóng Ba Lan, cũng như lặp đi lặp lại lời kêu gọi Liên Xô hãy tấn công. 4. Vào cuối tháng 7, các quan chức trong chính phủ Ba Lan đã liên tục thông tin cho chúng tôi rằng họ đã sẵn sàng cho một cuộc nổi dậy ở Warszawa và các vùng xung quanh và ngày 26 tháng 7, họ yêu cầu chúng tôi hỗ trợ cho cuộc nổi dậy. Chúng tôi đã nói với họ rằng chúng tôi không thể đáp ứng được những yêu cầu đó. Điều không may là những người chỉ huy của Ba Lan ở Ba Lan đã ấn định thời hạn của cuộc nổi dậy đó. 5. Về quyết định của quân đội Ba Lan, chắc chắn ảnh hưởng đến sự tiến quân của quân đội Liên Xô trực tiếp đến khu vực Warszawa và có một thực tế rằng người Đức đã bắt đầu sơ tán của Warszawa. 6. Sự kiện được phát triển theo đúng kế hoạch, các đội quân hoạt động ngầm với sự giúp đỡ rất ít từ bên ngoài nhưng đã hành động tiến bộ đáng kể và đã trụ được ở Warszawa trong hơn hai tuần. Điều này cho thấy cuộc nổi dậy không thiếu sự chuẩn bị như Chính phủ Liên Xô nhận xét và nó cũng gây khó khăn nghiêm trọng cho người Đức | ” |
| — Thủ tướng Anh Winston Churchill và Tổng thống Mỹ Franklin D. Roosevelt. | |   |

Qua bức giác thư này, Chính phủ Liên Xô đã hiểu rõ mấy điều: Một là những người Ba Lan ở London cũng như tướng Tadeusz Bur-Komorowski không muốn hợp tác với phía Liên Xô nhưng chính phủ Anh lại làm ra vẻ buộc họ phải làm như vậy. Hai là, Chính phủ Anh đã vi phạm nguyên tắc hợp tác quân sự với đồng minh Liên Xô, đã không thông báo về một hoạt động quân sự (cho dù của bất kỳ bên nào) chắc chắn sẽ diễn ra phía trước mặt trận của quân đội Liên Xô. Ba là, Chính phủ lưu vong ở London đã lộ rõ ý đồ muốn gây ảnh hưởng cho riêng họ và không đếm xỉa gì đến các lực lượng yêu nước Ba Lan khác đang hoạt động trong nước. Bốn là nhận định của phía Anh hoàn toàn sai thực tế. Quân Đức không sơ tán các sư đoàn xe tăng khỏi Warszawa mà đem chúng ra để chặn đứng cuộc tiến công của Phương diện quân Byelorussya, sau đó quay về Warszawa để đàn áp cuộc khởi nghĩa, đồng thời phá sạch các cây cầu qua sông Wisla, cô lập cuộc khởi nghĩa với quân đội Liên Xô. Về đoạn kết thúc của bức điện, tướng S. M. Stemenko, Phó tổng tham mưu trưởng quân đội Liên Xô khi đó nhận xét: "Nó cũng mang tính chất hoàn toàn lố bịch: tựa hồ như cuộc khởi nghĩa Warszawa là một hành động chi viện cho Hồng quân". Không những thế, toàn bộ bức điện còn toát lên một ẩn ý, nó ám chỉ rằng dư luận thế giới sẽ phản ứng bất lợi nếu như những người chống Đức Quốc xã ở Warszawa bị bỏ rơi trên thực tế.
Chính phủ Liên Xô thấy cần phải có phản ứng quyết liệt hơn với thái độ đó. Ngày 22 tháng 8 năm 1944, Chủ tịch Liên Xô I. V. Stalin đã ký thông điệp tối mật để trả lời Thủ tướng Anh Winston Churchill:
| “               | Tôi đã nhận được giác thư của Ngài và Ngài Tổng thống Mỹ Franklin D. Roosevelt. Tôi bày tỏ quan điểm của mình như sau: Sớm hay muộn thì sự thật về một số ít bọn tội phạm gây ra cuộc phiêu lưu ở Warszawa để được nổi danh rồi cũng sẽ bị lôi ra ánh sáng. Bọn họ đã lợi dụng lòng tin cậy của nhân dân Warszawa, ném những người dân tay không vũ khí ra trước họng súng của đại bác, xe tăng và máy bay của quân Đức. Điều đó đã làm cho mỗi ngày vừa qua chưa thể là ngày giải phóng Warszawa mà là những ngày mà bọn Đức Quốc xã tàn sát đẫm máu những người dân lành ở Warszawa. Xét về mặt quân sự, tình hình đó càng làm cho bọn Đức Quốc xã tăng cường vào Warszawa, gây bất lợi cho cả Hồng quân lẫn nhân dân Ba Lan. Trong khi đó thì quân đội Liên Xô đang phải đối phó với nhiều âm mưu tổ chức phản công của quân Đức, đã làm hết mọi khả năng để bẻ gãy các cuộc phản công ấy để chuyển dần sang một cuộc tấn công lớn mới vào Warszawa. Không ai có thể nghi ngờ về việc Hồng quân đã cố gắng hết sức mình để tiêu diệt quân Đức ở Warszawa và giải phóng Warszawa cho nhân dân Ba Lan. Đó cũng là sự chi viện tốt nhất và thiết thực nhất cho những người Ba Lan chống lại bọn Đức Quốc xã | ” |
| — I. V. Stalin. | |   |

Về điểm 3 của bức giác thư ngày 18 tháng 8 của chính phủ Anh, I. V. Stalin yêu cầu Bộ ngoại giao Liên Xô trả lời. Ngày 25 tháng 8, Thứ trưởng ngoại giao Liên Xô A. Ya. Vyshinsky gửi công hàm cho Đại sứ Anh ở Moskva Archibald Clark Kerr vạch rõ: Thay mặt Dân ủy ngoại giao V. M. Molotov, tôi đã nhận được công văn ngày 18 tháng 8 của ngài. Tôi không thể đồng tình với điểm 3 của bức giác thư đề ngày 16 tháng 8, trong đó, dường như đã cáo buộc chúng tôi không đáp lại những lời kêu gọi lặp đi lặp lại của những người Ba Lan ở Warszawa. Những tuyên bố đó hoàn toàn sai sự thật, kể từ khi những người Ba Lan ở Warszawa phát động nổi dậy theo lệnh từ chính phủ của họ ở London.
Ngày 5 tháng 9 năm 1944, đại sứ Anh tại Moskva lại có văn thư gửi Ngoại trưởng Liên Xô V. M. Molotov lặp lại đề nghị cho máy bay của đồng minh hạ cánh tại các sân bay Liên Xô sau khi thả hàng xuống Warszawa. Ngày 9 tháng 9, V. M. Molotov có công văn trả lời Đại sứ Anh rằng việc đó đã xảy ra từ ngày 16 tháng 8 khi một máy bay vận tải của đồng minh mang mật hiệu "Liberator" bị quân Đức bắn trọng thương trên vùng trời Warszawa. Phi hành đoàn đã cố bay sang vùng Liên Xô kiểm soát và nhảy dù tại đó. 5 trong số 8 phi công đồng minh còn sống sót đã được quân đội Liên Xô cứu giúp và chăm sóc cẩn thận và đưa về các đại sứ quán của đồng minh ở Moskva. Chính phủ Liên Xô không phản đối việc máy bay đồng minh phải hạ cánh bắt buộc trên đất Liên Xô do bị quân Đức bắn bị thương hoặc trục trặc kỹ thuật. Nhưng đó là việc khác. Còn việc đưa máy bay đồng minh vào đất Liên Xô thì chưa thể thực hiện được do hai bên chưa có hệ thống hiệp đồng, phối hợp và việc bắn nhầm vào nhau rất có khả năng sẽ xảy ra.
Ngày 19 tháng 9, khi viễn cảnh thất bại của cuộc khởi nghĩa đã hiện ra trước mắt nhưng tướng Tadeusz Bur-Komorowski vẫn không nói chuyện trực tiếp với Moskva. Archibald Clark Kerr, đại sứ Anh tại Moskva chuyển đến phía Liên Xô bức điện ngày 13 tháng 9 của Tadeusz Bur-Komorowski ký nhân danh cái gọi là Hội đồng điều hành quốc gia Ba Lan thống nhất gửi các chính phủ Anh và Hoa Kỳ:
| “                                                            | Khi cuộc đấu tranh để giải phóng thủ đô Warszawa của Ba Lan đã diễn ra được 44 ngày, Hội đồng điều hành quốc gia Ba Lan thống nhất nhận thấy hình thức viện trợ bằng đường không bao gồm thả dù vũ khí, đạn dược và lương thực đã phát huy hiệu quả, đã giúp đỡ rất nhiều cho Warszawa. Hội đồng điều hành quốc gia Ba Lan thống nhất nhấn mạnh rằng người dân Warszawa nói riêng và người dân Ba Lan nói chung sẽ chiến đấu đến cùng vì nền độc lập tự do của Ba Lan. Để tiếp tục cuộc chiến đấu này, đề nghị các bạn hãy huy động tất cả để giúp đỡ những chiến binh trong nước. Hội đồng quốc gia thống nhất Ba Lan đề nghị đồng minh hãy ném bom các mục tiêu quân sự của Đức. Kẻ thù đang tấn công thành phố với tất cả các sư đoàn mà quân Đức gửi đến. Việc thiếu sự hỗ trợ kịp thời có thể sẽ gây ra một thảm họa | ” |
| — Warszawa, ngày 15 tháng 9 năm 1944. Tadeusz Bur-Komorowski | |   |

Nhận thấy "cuộc chiến giấy tờ" không đem lại những tiến bộ nào trong quan hệ của các bên. Ngày 23 tháng 9, I. V. Stalin mời cả hai đại sứ Anh và Hoa Kỳ đến điện Kremlin để nói chuyện trực tiếp. Trả lời câu hỏi của đại sứ Hoa Kỳ Averell Harriman về việc Liên Xô đánh giá thế nào đối với tình hình ở Warszawa, I. V. Stalin nói rằng tình hình ở Warszawa rất khó khăn. Trên thực tế, sông Wisla là một trở ngại lớn. Để tấn công vào Warszawa, cần có nhiều xe tăng và pháo hạng nặng để tấn công. Đó là điều mà quân đội Liên Xô chưa thể làm được trong một tương lai gần. Trả lời câu hỏi của đại sứ Anh Archibald Clark Kerr rằng Liên Xô nắm được những thông tin gì về quân khởi nghĩa ở Warszawa, I. V. Stalin nói những thông tin đó rất nghèo nàn. Ông chỉ biết đại thể rằng quân nổi dậy ở Warszawa tuy đông nhưng chỉ có khoảng 2.500 người được trang bị vũ khí. Để hỗ trợ cho quân khởi nghĩa, tướng Zygmunt Berling, tư lệnh Tập đoàn quân Ba Lan 1 đã đổ bộ 4 trung đoàn sang bờ Tây sông Wisla nhưng họ đã bị thiệt hại nặng và phải rút về. Phía Liên Xô cũng cho các máy bay thường xuyên thả dù vũ khí, đạn dược và lương thực xuống các vị trí của quân nổi dậy. I. V. Stalin lưu ý rằng máy bay Mỹ thả hàng từ độ cao lớn nên phần nhiều các vũ khí Mỹ đã rơi vào tay quân Đức. Trả lời câu hỏi của đại sứ Averell Harriman về tình hình tại quận Praga vừa được giải phóng, I. V. Stalin thông báo cho hai đồng minh ý kiến của người dân Praga rằng cuộc khởi nghĩa đã nổ ra quá sớm khi quân đội Liên Xô chưa tiếp cận được Warszawa. Nhân cơ hội đó, bọn Đức đã truy bắt người dân Praga để đưa sang phía tây, thậm chí dùng cả chó để truy đuổi họ. Hiện nay, phần lớn quân nổi dậy đã phải trốn dưới các cống ngầm. Pháo binh Liên Xô không thể yểm hộ được vì không thể biết họ đang ở đâu. Đại sứ Anh Archibald Clark Kerr đặt câu hỏi về sự liên lạc của tướng Tadeusz Bur-Komorowski với quân đội Liên Xô, I. V. Stalin trả lời thẳng rằng chưa bao giờ tướng Tadeusz Bur-Komorowski nói chuyện với người Nga. Có lẽ ông ta chỉ lãnh đạo cuộc nổi dậy qua radio. Tuy nhiên, quân đội Liên Xô đã bắt liên lạc được với những người của quân đội AL (Armia Ljudowa) và những thông tin mà Liên Xô nắm qua họ được đã giúp Liên Xô xác định được các vị trí có thể thả hàng tiếp tế cho quân nổi dậy. Kết thúc cuộc tiếp kiến, cả Averell Harriman và Archibald Clark Kerr đều cho biết họ hài lòng về những thông tin mà phía Liên Xô cung cấp và hứa sẽ báo cáo ngay lên chính phủ của mình.
Ngày 9 tháng 10 năm 1944, Thủ tướng Anh Winston Churchill đến thăm và làm việc tại Moskva lần thứ hai. Cùng tham gia hội đàm còn có ngoại trưởng Anh Eden, đại sứ Hoa Kỳ Harriman và đại sứ Anh Clark Kerr. Điều lạ lùng là trong các cuộc hội đàm đó, Winston Churchill không hề có một lời nào đề cập đến những sự kiện đẫm máu vừa diễn ra tại Warszawa. Ngay trong buổi hội đàm đầu tiên, Churchill hứa sẽ thuyết phục chính phủ Ba Lan lưu vong tại London chấp nhận đường biên giới phía đông của Ba Lan dựa trên cơ sở đường Courzon để mở ra một kênh thỏa hiệp giữa Ba Lan và Liên Xô. Sau đó, Churchill chuyển ngay sang vấn đề mà ông quan tâm hơn. Ông đề nghị người Anh, người Mỹ và người Nga "chia phần" ảnh hưởng ở Romania, Bulgaria, Nam Tư, Hy Lạp và Hungary. Đối với Churchill khi đó, dường như chưa hề có cuộc khởi nghĩa Warszawa.

## Kết quả, đánh giá và ảnh hưởng

### Kết quả

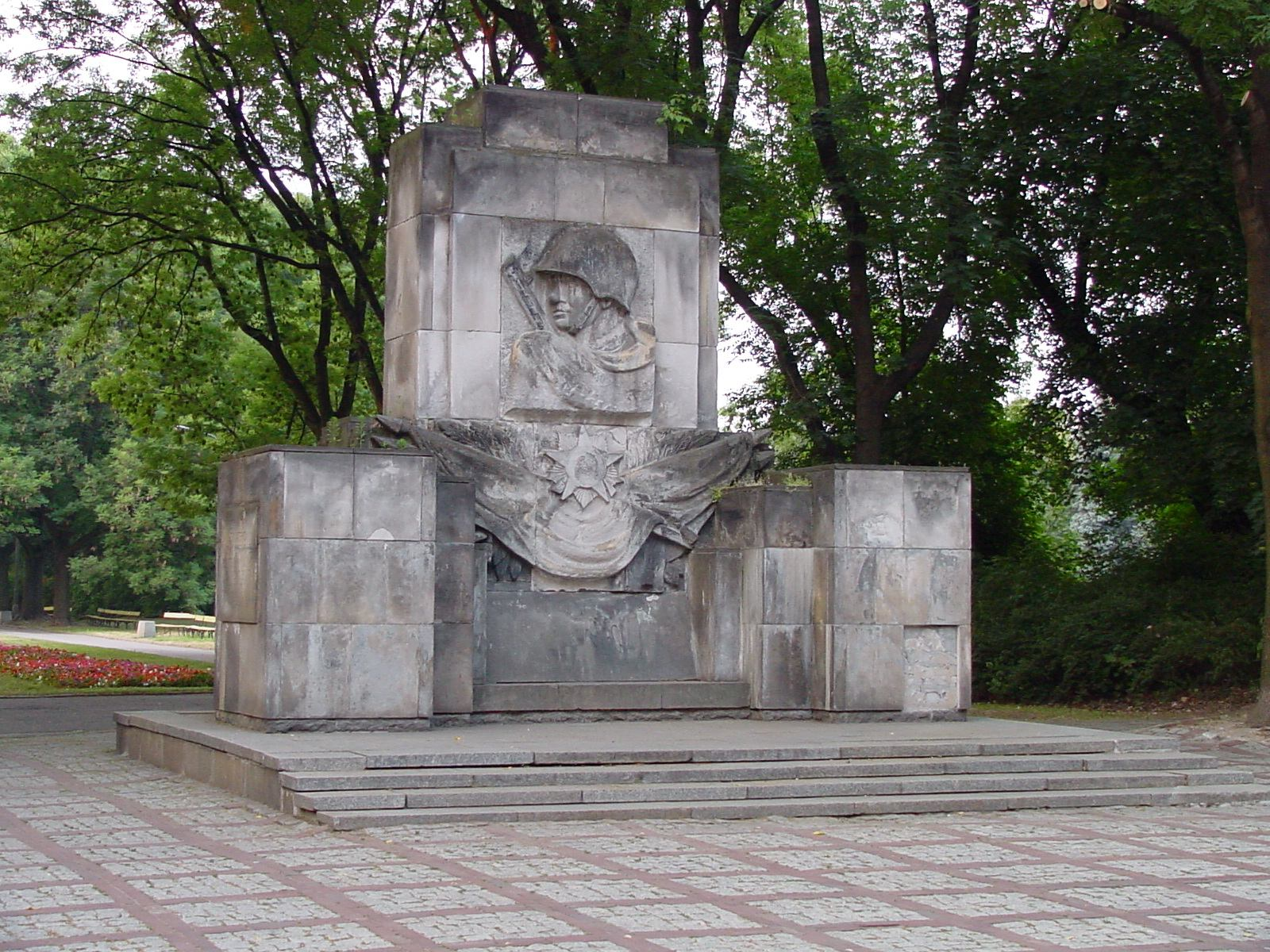
Đài tưởng niệm các binh sĩ Xô Viết tại công viên Skaryszewski

Chiến dịch Chiến dịch Lublin-Brest là hoạt động quân sự lớn cuối cùng của Phương diện quân Byelorussia 1 trên lãnh thổ Liên Xô. Nó có hai giai đoạn và do đó cũng có hai kết quả khác nhau. Ở giai đoạn đầu, trên thế thừa thắng, quân đội Liên Xô tiếp tục truy kích quân đội Đức Quốc xã và vượt qua biên giới quốc gia (1939), bắt đầu tác chiến trên lãnh thổ Ba Lan. Về quân sự, quân đội Liên Xô tiếp tục đánh thiệt hại nặng nhiều sư đoàn Đức, trong đó có 4 sư đoàn bị bao vây và đánh tan tại Brest, nơi bắt đầu cuộc Chiến tranh vệ quốc vĩ đại của người Liên Xô. Về chính trị, ngay sau khi quân đội Liên Xô truy kích quân đội Đức Quốc xã vượt qua đường Courson, Ủy ban giải phóng dân tộc Ba Lan được thành lập. Nó có tư cách của một chính phủ đa đảng phái và có cả sự tham gia của những người không đảng phái để điều hành công việc hành chính nhà nước ở những vùng đất vừa được giải phóng. Bên cạnh đó, Quân đội nhân dân Ba Lan cũng được thành lập dựa trên cơ sở Tập đoàn quân Ba Lan 1 từ Liên Xô về và các đơn vị hoạt động bí mật trong nước của quân đội "Armia Ljudowa" thuộc các lực lượng cánh tả.

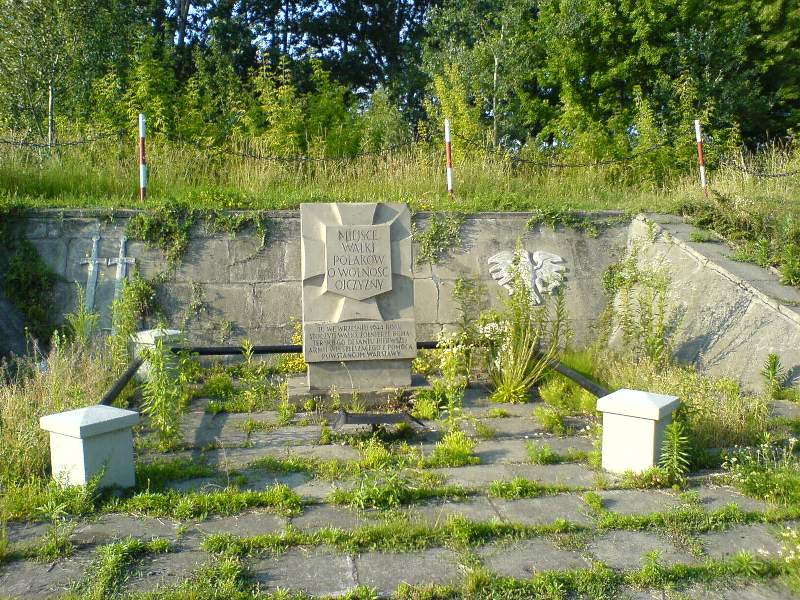
Bia tưởng niệm cuộc đổ bộ tại đầu cầu Czerniakow của Sư đoàn bộ binh Ba Lan 3 thuộc Tập đoàn quân Ba Lan 1 để giải cứu cho những người khởi nghĩa ở Warszawa từ 16 đến 23 tháng 9 năm 1944

Trong giai đoạn mở rộng của chiến dịch, quân đội Liên Xô đã bị thiệt hại nặng khi cố gắng vượt sông Wisla. Mặc dù họ đã chiếm được một số đầu cầu quan trọng nhưng không còn đủ sức mạnh để tiếp tục triển khai tấn công. Phán đoán đúng ý đồ của Bộ tư lệnh Phương diện quân Byelorussia 1, quân đội Đức Quốc xã đã điều đến khu vực phía bắc, phía nam và nội đô Warszawa nhiều binh đoàn mạnh, trong đó có 5 sư đoàn xe tăng rút từ các khu vực mặt trận chưa bị tấn công và từ trong vùng quân Đức chiếm đóng. Với các sư đoàn này, quân Đức đã phục hồi được sức mạnh của Cụm tập đoàn quân Trung tâm và tạo thành một tuyến phòng thủ cứng rắn dọc theo các con sông Wisla và Narev, phong tỏa các căn cứ đầu cầu của quân đội Liên Xô và đánh lui nhiều cuộc đột kích vượt sông Wisla của họ tại khu vực Praga-Warszawa. Chỉ trong tháng 8 năm 1944, Phương diện quân Byelorussia 1 đã có 114.400 thương vong, trong đó có 23.483 người thiệt mạng. Trong các trận đánh tại khu vực Wolomin từ ngày 20 tháng 7 đến ngày 8 tháng 8, Tập đoàn quân xe tăng 2 (Liên Xô) đã gánh chịu thiệt hại 991 người chết, 2.852 người bị thương, 442 người mất tích; thiệt hại về vũ khí gồm 155 xe tăng T-34, 48 xe tăng M4-A2, 4 xe tăng IS-2, 3 xe tăng MK-9, 18 pháo tự hành SU-85, 15 pháo tự hành SU-76, 1 pháo tự hành SU-57, 11 xe bọc thép các loại, 102 mô tô, 82 ô tô, 36 pháo chống tăng, 11 súng cối, 26 đại liên, 58 trung liên.
Sau 63 ngày đêm chiến đấu, cuộc khởi nghĩa Warszawa đã kết thúc trong bi kịch bởi sự phản bội của tướng Tadeusz Bur-Komorowski. Hơn 200.000 binh lính và thường dân Ba Lan ở Warszawa bị giết. Hơn nửa triệu bị đày đi các trại tập trung ở phía tây Ba Lan và trong nước Đức. Khu Do Thái tại Warszawa bị xóa sổ. 85% nhà cửa ở Warszawa bị quân Đức phá hủy bằng bom, đạn pháo và thuốc nổ. Từ một thành phố có 1,3 triệu dân trước chiến tranh, đến ngày 17 tháng 1 năm 1945, ngày Warszawa được quân đội Liên Xô và Tập đoàn quân Ba Lan 1 giải phóng, dân số thành phố chỉ còn lại 160.000 người. Nhiều khu phố hầu như trống rỗng.

### Đánh giá

#### Về các hoạt động quân sự của Liên Xô và Đức Quốc xã
Tại giai đoạn đầu của chiến dịch, Phương diện quân Byelorussia 1 đã hoàn thành nhiệm vụ được giao. Với hai mũi tấn công theo đúng ý tưởng trước đây, tướng K. K. Rokossovsky đã hoàn thành hai mục tiêu trong một chiến dịch, giải phóng Brest. Nơi bắt đầu cuộc Chiến tranh Xô-Đức tại Byelorussia và tiến vào Lyublin, thành phố lớn đầu tiên của Ba Lan được giải phóng trong Chiến tranh thế giới thứ hai. Ngay sau khi đưa quân đội Liên Xô tiến đến biên giới quốc gia (1939), ông được Xô Viết tối cao Liên Xô ra quyết định phong cấp hàm Nguyên soái Liên Xô.
Tại giai đoạn sau của chiến dịch đã phát sinh nhiều yếu tố mới phá vỡ các kế hoạch quân sự của Phương diện quân Byelorussia 1. Mặc dù các nhân viên tình báo quân sự của Liên Xô hoạt động tại London cũng như tình báo mặt trận của Phương diện quân Byelorussia 1 nắm được khả năng về một cuộc nổi dậy tại Warszawa; nhưng cũng như người Đức, người Nga hoàn toàn bất ngờ về thời điểm nổ ra cuộc nổi dậy cũng như quy mô của nó trong khi quân đội Liên Xô chỉ giới hạn nhiệm vụ đến chiều sâu tiếp cận sông Wisla và chưa sẵn sàng để tấn công Warszawa. Việc để cho Tập đoàn quân xe tăng 2 trong tình trạng đã suy yếu sau các trận đánh dài ngày mạo hiểm tấn công lên Wolomin trong khi các tập đoàn quân bộ binh ở cả cánh phải, cánh trái (các tập đoàn quân 47, 48, 65 và Tập đoàn quân Ba Lan 1) và lực lượng hậu cần, kỹ thuật của Phương diện quân Byelorussia 1 còn tụt lại phía sau là một sai lầm chiến thuật của nguyên soái K. K. Rokossovsky. Mất sức chiến đấu sau các trận đánh phòng ngự ngoài dự kiến, Tập đoàn quân xe tăng 2 (Liên Xô) đã bị thiệt hại nặng và không thể tiếp cận sông Wisla tại khu vực Warshawa trong tháng 8 năm 1944. Điều đó ảnh hưởng rất lớn đến các kế hoạch tấn công tiếp theo của Phương diện quân Byelorussia 1.
Quân đội Đức Quốc xã đã có một sách lược hợp lý để vừa đối phó với cuộc tấn công của quân đội Liên Xô, vừa đối phó với cuộc khởi nghĩa tại Warszawa. Trong đó, quân đội gồm các sư đoàn xe tăng đủ sức chiến đấu được đưa qua sông Wisla để chặn đà tấn công của quân đội Liên Xô từ khi họ còn cách sông Wisla vài chục km. Việc đàn áp cuộc khởi nghĩa Warshawa được giao cho lực lượng SS và các lực lượng cảnh sát, hiến binh và quân lê dương. Mục tiêu chính của tướng Walter Model và Bộ chỉ huy Cụm tập đoàn quân trung tâm (Đức) không phải là mở trận đánh tiêu diệt lớn đối quân đội Liên Xô ở phía đông sông Wisla mà là giành lấy thời gian để phá các cây cầu, củng cố phòng tuyến trên sông Wisla, đồng thời phong tỏa hai đầu cầu của quân đội Liên Xô tại các khu vực Magnuszew - Puławy ở phía nam Warshawa và Pułtusk - Serock ở phía Bắn Warshawa và họ đã đạt được mục tiêu đó. Mũi nhọn đột kích chủ yếu của Phương diện quân Byelorussyia 1 là Tập đoàn quân xe tăng 2 bị thiệt hại nặng, các tập đoàn quân cận vệ 8 và 65 không thể mạo hiểm triển khai tấn công từ hai đầu cầu Bắc và Nam Warshawa bởi phía trước họ là các binh đoàn xe tăng rất mạnh của quân Đức. Ngoài ra, còn phải kể đến lợi thế tự nhiên của quân Đức là tuyến sông Wisla, một trong các con sông lớn ở Đông Âu. Cũng như tại tuyến sông Dniepr cách đó gần một năm, quân đội Liên Xô đã không thể vượt sông Wisla trong hành tiến và buộc phải mất thêm ba tháng để chuẩn bị kỹ lưỡng cho các cuộc tấn công vượt sông trong Chiến dịch Wisla-Oder sau này.

#### Về cuộc khởi nghĩa Warszawa
Nếu như các hoạt động quân sự của Quân đội Liên Xô và Quân đội Đức Quốc xã được xem xét một cách bình thường theo tiến trình sụp đổ của quân đội Đức Quốc xã thì các diễn biến trong hoạt động của quân đội Liên Xô cũng như Anh và Hoa Kỳ xung quanh cuộc khởi nghĩa Warszawa đã gây nhiều tranh cãi liên miên trong giới sử gia, giới chính trị và cả giới báo chí tuyên truyền của các bên từ sau Chiến tranh thế giới thứ hai đến nay. Một luồng ý kiến cho rằng phía Liên Xô không muốn giúp đỡ cuộc khởi nghĩa của Armia Krajowa vì các thành viên chỉ huy lực lượng này ủng hộ chính phủ lưu vong Ba Lan và có nhiều chính sách đi ngược lại quyền lợi của Liên Xô. Việc Armia Krajowa suy yếu sẽ có lợi cho vị thế chính trị của Ủy ban Giải phóng Dân tộc Ba Lan, một tổ chức yêu nước Ba Lan do Liên Xô ủng hộ và thành lập. Steven Zaloga đã nhận xét rằng thái độ bất bình của các nước Phương Tây về sự kiện tại Warszawa là một mầm mống dẫn đến cuộc Chiến tranh Lạnh. Nhà phân tích chiến lược Hoa Kỳ A. J. P. Taylor cũng có chung nhận xét này.
Một số tác giả khác, trong đó có David Glantz, đại tá, nhà sử học quân sự Hoa Kỳ và Adam Borkevich, nguyên đại tá trong quân đội Ljudowa đã chỉ ra rằng, xét về mặt thuần túy quân sự, việc tổ chức tấn công vào Warszawa trong thời gian này là lợi bất cập hại. Các cuộc phản kích quyết liệt của quân Đức đủ để ngăn chặn đà tấn công của quân đội Liên Xô ít nhất là cho đến giữa tháng 9 và vì vậy tổ chức tấn công vào Warszawa sẽ đi kèm với các hoạt động chuyển quân quy mô lớn và phức tạp từ Magnuszew, sông Bug, sông Narew tới Warszawa cũng như những thiệt hại to lớn trong việc tấn công thành phố này, trong khi giá trị về chiến thuật, chiến lược của Warszawa tỏ ra không đáng kể cho các cuộc tấn công về sau. Bản thân Glantz đã nhìn nhận rằng, trên thực tế quân đội Liên Xô cũng có thành ý trong việc giúp đỡ các hoạt động kháng chiến của lực lượng du kích Ba Lan.
Nhà sử học Anh, Huân tước Liddel Basil Henry Hart nhận xét:
| “                              | Vào tháng 8 năm 1944, sức kháng cự của quân Đức đã tăng lên đáng kể. Và các hoạt động tấn công của quân Nga tại Warszawa đã không thể thực hiện được đến tháng 1 năm sau. Đêm 1 tháng 8, cuộc khởi nghĩa Warszawa bắt đầu. Lực lượng kháng chiến Ba Lan đã chiến đấu một cách khó khăn. Nhưng cuối cùng, bị chia cắt thành ba nhóm nhỏ và không nhận được cuộc tấn công trợ giúp của quân Nga từ bên bờ đối diện của sông Wisla. Một cách khá tự nhiên, quân nổi dậy tin rằng người Nga cố kiềm chế và không can thiệp. Khó mà xác định ai đúng ai sai. Bởi khi đó, quân Nga đã dừng tấn công không chỉ ở Warszawa mà còn ở nhiều khu vực mặt trận khác. Thực tế đó cho thấy sự thận trọng về quân sự quan trọng hơn những cân nhắc về chính trị. Trong khu vực Warszawa, quân Đức đã đưa vào đây thêm các sư đoàn xe tăng SS, hai trong số đó rút từ phía nam Nga lên, một sư đoàn được đưa từ Ý sang. Tổ chức một cuộc tấn công từ phía bắc, họ dã đẩy lùi quân Nga khỏi bờ sông Wisla. Quân Nga nỗ lực giành lấy các đầu cầu ở phía bắc và phía nam. Cuối tuần đầu tháng 8, quân Nga buộc phải dừng tấn công, trừ khu vực Carpath và Litva nhưng tốc độ và cường độ tấn công ở những nơi này cũng giảm hẳn. Trong lúc này, các lực lượng cơ giới và quân dự bị cũng không đủ sức để đột phá phòng tuyến khi quân Đức đã rút về những khu vực có địa hình thuận lợi để phòng thủ. Sau khi vượt qua 450 dặm trong 5 tuần (tốc độ tấn công nhanh nhất mà họ có thể đạt được), những khó khăn do tuyến giao thông tiếp vận kéo dài bắt đầu xuất hiện và việc vạch kế hoạch chiến lược tiếp theo chưa thực hiện xong nên mặc dù tiếp cận được sông Wisla, người Nga vẫn phải dừng lại đến gần 6 tháng sau, họ mới tổ chức được một cú đánh mạnh mẽ mới. | ” |
| — Sir Liddel Basil Henry Hart. | |   |

Thượng tướng Đức Quốc xã Kurt Von Tippelskirch xác nhận:
| “                       | Khi quân đội của Rokossovsky tiến về thủ đô Ba Lan một cách dường như không thể ngăn cản được, phong trào hoạt động bí mật ở Ba Lan cảm thấy rằng mục tiêu của cuộc nổi loạn có thể bị phá vỡ. Tất nhiên, có cả sự kích động bởi người Anh. Sau đó là lời kêu gọi của những người hoạt động bí mật được truyền đến dân chúng đúng vào thời điểm Roma và Paris vừa được giải phóng. Thời điểm đó cũng đang đến gần với Warszawa. Cuộc nổi loạn nổ ra vào ngày 1 tháng 8, khi sức mạnh tấn công của người Nga đã cạn kiệt và họ phải từ bỏ ý định đánh chiếm thủ đô Ba Lan trong hành tiến. Do đó, những người nổi loạn Ba Lan chỉ còn có thể dựa vào lực lượng của chính họ. Thành công ban đầu của họ rất đáng ngạc nhiên: hầu hết các cơ quan quân sự và dân sự Đức ở thành phố đều bị cắt đứt lên lạc với bên ngoài. Phiến quân chiếm được nhà ga, một kho súng cối, súng phòng không 20 mm và một số vũ khí chống tăng. Các đường phố bị các chướng ngại vật ngăn chặn. Các cây cầu đều bị phá. Khi đó, quân Đức ở Warszawa đã có một lực lượng tập trung đủ để ít nhất cũng giúp cho cho họ lấy lại các nhà ga, các trại lính và ngăn chặn quân nổi loạn giành quyền kiểm soát thành phố. | ” |
| — Kurt Von Tippelskirch | |   |

Nhà phân tích chiến lược Hoa Kỳ A. J. P. Taylor cho rằng:
| “                  | Người Nga đã tấn công trên khoảng cách 450 dặm trong hơn một tháng. Việc cung cấp không theo kịp do các tuyến đường sắt bị phá loại nghiêm trọng. Ngày 29 tháng 7, 3 sư đoàn xe tăng và 2 sư đoàn cơ giới Đức dã chặn đứng cuộc tấn công đó. Đây không phải là điều quá ngạc nhiên vì thành phố là một chướng ngại vật khủng khiếp, nó là mồ chôn các sư đoàn xe tăng. Người Đức đã học được điều đó ở Leningrad và Stalingrad và sau này, việc đó cũng diễn ra với người Nga tại Budapest và Berlin. Sự chậm trễ không tránh khỏi đó đã gây hậu quả bi thảm. Những người Ba Lan lưu vong ở London đã lên kế hoạch giải phóng Warszawa trước khi người Nga tới, giống như De Gaulle đã làm ở Paris đối với người Mỹ. Bur-Komorowski, người chỉ huy của quân đội bí mật nói rằng họ sẽ "hành động độc lập và với tư cách là chủ sở hữu, họ sẽ gặp các thành viên của quân đội Xô viết trong thành phố." Cuộc nổi dậy Warszawa và những hậu quả khủng khiếp của nó đã gây chấn động thế giới. 55.000 người Ba Lan bị giết và 350.000 người bị cưỡng bức sang nước Đức. Dư luận cho rằng Stalin dường như đã không đếm xỉa đến số phận của cư dân thành phố và bỏ mặc họ cho bọn tội phạm giết người. Điều đó không đúng với sự thật. Bất kể có hay không có cuộc khởi nghĩa, người Nga sẽ phải dừng lại trên sông Wisla. Và việc cung cấp vũ khí bằng đường không từ phương Tây sẽ không làm thay đổi được bất cứ điều gì. Tuy nhiên, không nghi ngờ gì rằng Stalin đã không hối tiếc về điều đã xảy ra vì cuộc nổi dậy này chống lại người Nga hơn là chống lại quân Đức. Người Nga, bằng sức lực của mình đã đánh bại quân Đức, còn người Ba Lan thì lại cố gắng tận dụng lợi thế của điều đó để hành động thù địch với người Nga. Đó là một trò chơi với mạng sống của con người, một trò chơi không cao thượng. Ngay cả trong trường hợp cuộc nổi dậy thành công thì nó cũng không thể thay đổi bất cứ điều gì. Người Nga có thể buộc quân khởi nghĩa Ba Lan phải quy phục, giống như người Anh và người Mỹ từng gạt bỏ những người kháng chiến Ý. Và họ sẽ làm như vậy đối với De Gaulle nếu như ông ta bảo vệ nền độc lập của nước Pháp một cách thái quá. Từ tháng 9 năm 1939, nước Ba Lan độc lập đã không còn tồn tại. Vấn đề chỉ là người sở hữu, hoặc là Đức, hoặc là Nga. Nhưng bây giờ, người Nga vẫn đang trên con đường chiến thắng, còn người Ba Lan thì không. Tuy nhiên, những gì xảy ra ở Ba Lan đã góp phần tạo ra nguyên cớ cho cuộc Chiến tranh lạnh. | ” |
| — A. J. P. Taylor. | |   |

Nhà sử học Anh Richard Overy trong cuốn "Cuộc chiến của nước Nga" (London, 1998) nhận định:
| “                | Cuộc nổi dậy ở Warszawa không phải là một động thái để giúp quân đội Hồng quân tiến thẳng về Berlin. Bởi xét về phương diện quân sự thì trong thời điểm tháng 8 năm đó, thành phố Warszawa nằm trên hướng tấn công của Tập đoàn quân Ba Lan 1 do tướng Zygmunt Berling chỉ huy. Tháng 9 năm đó, Tập đoàn quân đã tấn công vào Warshawa nhưng đã vấp phải sự phòng thủ cứng rắn của quân Đức và đã phải rút lui. Do vậy, không nghi ngờ gì nữa, những người Ba Lan ở Warszawa đã phạm phải một sai lầm chết người | ” |
| — Richard Overy. | |   |

Cuối những năm 1980, các tài liệu được giải mật của Bộ Quốc phòng Anh đã cung cấp thêm bằng chứng cho thấy Moskva không hề được báo trước về về cuộc khởi nghĩa Warszawa. Trong báo cáo của Ủy ban tình báo Bộ Tổng tham mưu quân đội Anh đề ngày 31 tháng 7, một ngày trước khi nổ ra cuộc khởi nghĩa, có đoạn viết:
| “ | Thật không thể chấp nhận được cả về chính trị lẫn quân sự khi tiến hành bất cứ một hành động nào kiểu như vậy mà lại không có sự nhất trí và phối hợp của người Nga | ” |
| — | |   |

### Ảnh hưởng

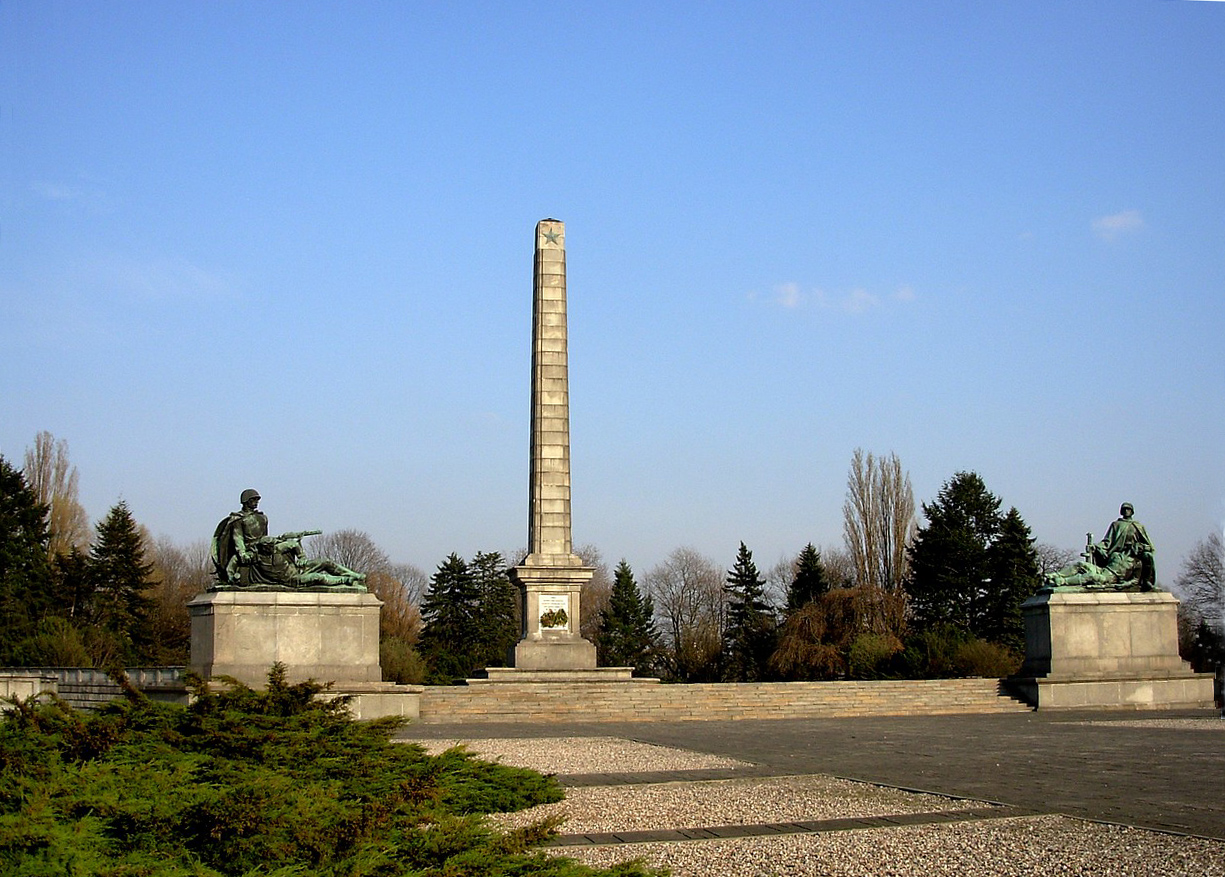
Khu phức hợp tưởng niệm các binh sĩ Liên Xô tại Warszawa

Chiến dịch Lublin-Brest là chiến dịch cuối cùng trong chuỗi chiến dịch giải phóng Byelorussia mang mật danh "Bagration". Hoạt động quân sự này đã có ảnh hưởng rất lớn đến tình hình chính trị của các nước Đông Âu mà trực tiếp là Ba Lan; ảnh hưởng đến một số quan hệ của các nước đồng minh chống phát xít, chủ yếu là quan hệ Anh, Mỹ và Liên Xô; ảnh hưởng đến nội trị của nước Đức và các nước còn do quân đội Đức Quốc xã kiểm soát.
Đối với Ba Lan, cuộc tấn công của quân đội Liên Xô đã tạo cho các lực lượng cánh tả Ba Lan một chỗ dựa vững chắc về quân sự và chính trị để làm đối trọng với các lực lượng cánh hữu có Chính phủ lưu vong ở London. Cách xử lý vấn đề Ba Lan của Moskva khác với cách xử lý của London. Ít nhất thì về hình thức chính trị, Moskva giữ đúng nguyên tắc tôn trọng quyền dân tộc tự quyết. Liên Xô không cho phép thành lập một chính phủ cánh tả Ba Lan ở Moskva nhưng họ lại giúp những người cánh tả Ba Lan ở Liên Xô lập ra quân đội của mình, giúp phát triển và trang bị cho quân đội này tương đương với một tập đoàn quân của Liên Xô. Trong chỉ huy chiến đấu, Liên Xô tuân thủ nguyên tắc phối hợp tác chiến như phối hợp với các đồng minh chống phát xít đã được các tổng tư lệnh quân đội của ba nước lớn Anh, Mỹ và Liên Xô thỏa thuận. Tuy nhiên, cho đến gần 70 năm sau, những phản ứng của Liên Xô đối với cuộc khởi nghĩa Warszawa vẫn bị đánh giá là tiêu cực, thậm chí là bỏ mặc những người khởi nghĩa; trong khi trên thực tế, tình hình quân sự và tương quan lực lượng Xô-Đức trên hướng này diễn biến bất lợi cho quân đội Liên Xô khiến cho Phương diện quân Byelorussia 1 không thể có những hành động tích cực hơn.
Đối với Phần Lan, mặc dù chỉ có ảnh hưởng gián tiếp nhưng kết quả chiến dịch Lublin-Brest nói riêng và Chiến dịch Bagration nói chung cùng với hai đòn tấn công của quân đội Liên Xô tại Vyborg và Petrozavodsk đã buộc Phần Lan phải xem xét lại chính sách đối với Liên Xô. Ngày 15 tháng 9, Chính phủ Phần Lan tuyên bố chấm dứt liên minh với nước Đức Quốc xã và rút khỏi cuộc chiến với Liên Xô.
Đối với nước Đức Quốc xã thì Đông Phổ, phần lãnh thổ phía đông của nó đã bị uy hiếp trực tiếp. Mặc dù Bổng tư lệnh quân đội Đức Quốc xã đã điều đến tuyến sông Wisla và sông Narev nhiều sư đoàn mới nhưng quân đội Đức Quốc xã chỉ ổn định được tuyến phòng ngự đến cuối năm 1944. Đầu năm 1945, cả ba phương diện quân Byelorussia và Phương diện quân Pribaltic 1 của quân đội Liên Xô tiếp tục tấn công, đẩy lùi quân Đức đến tuyến sông Oder-Nice, tuyến phòng thủ cuối cùng trước Berlin.